# A magyar királyok koronázása

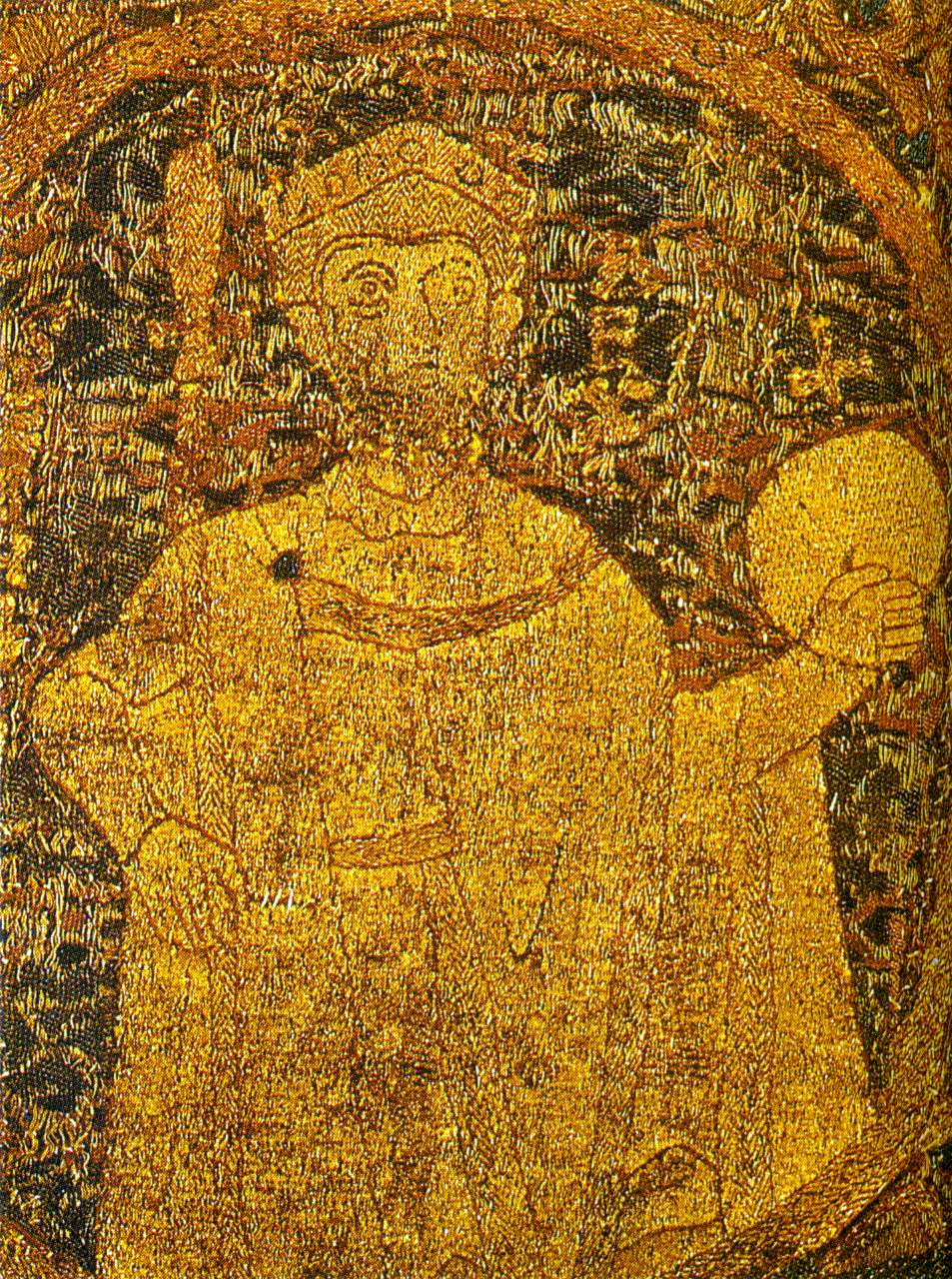
Szent István apostoli király és koronájának egykorú ábrázolása a koronázási paláston

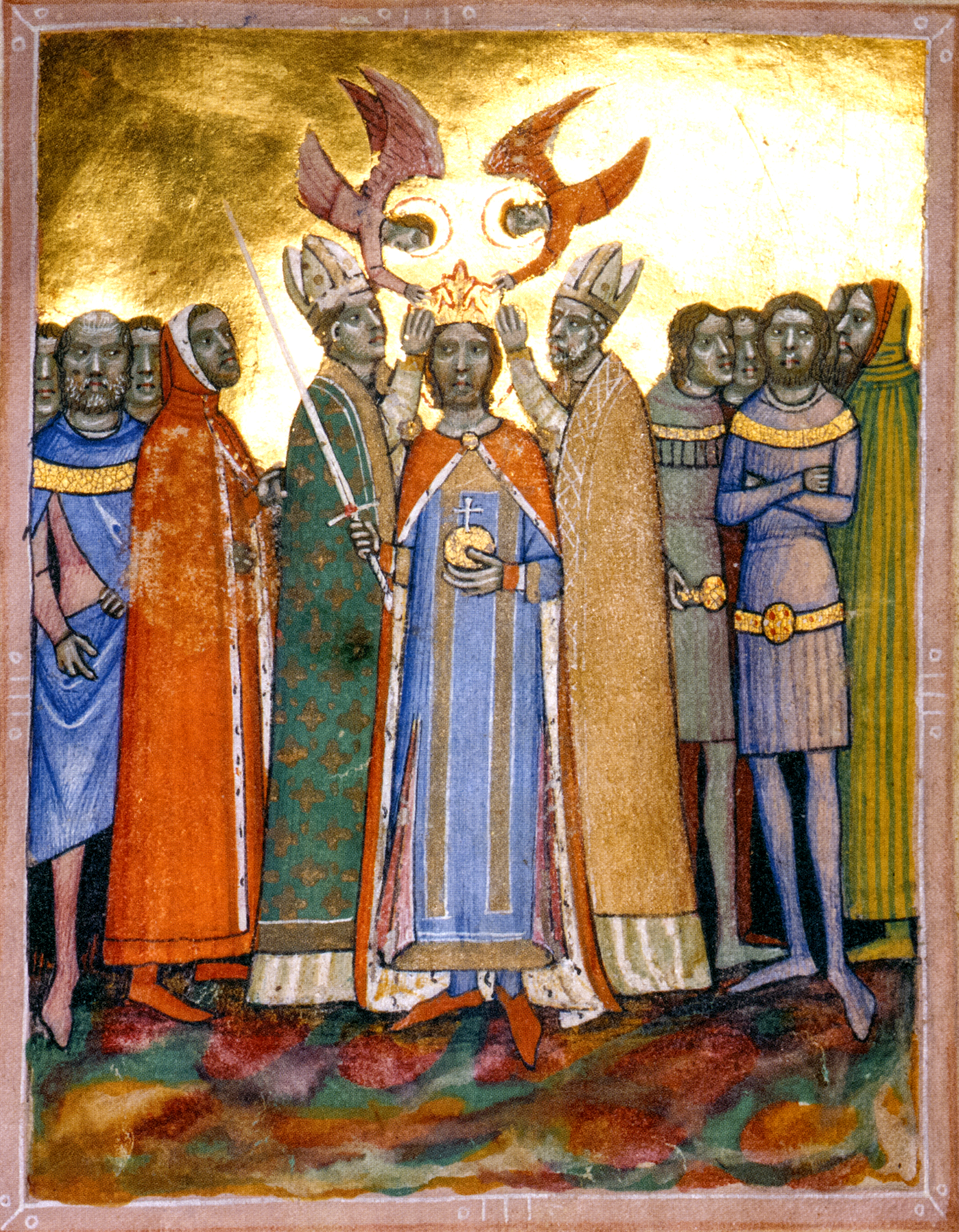
Szent László koronázásának ábrázolása a Képes krónikából

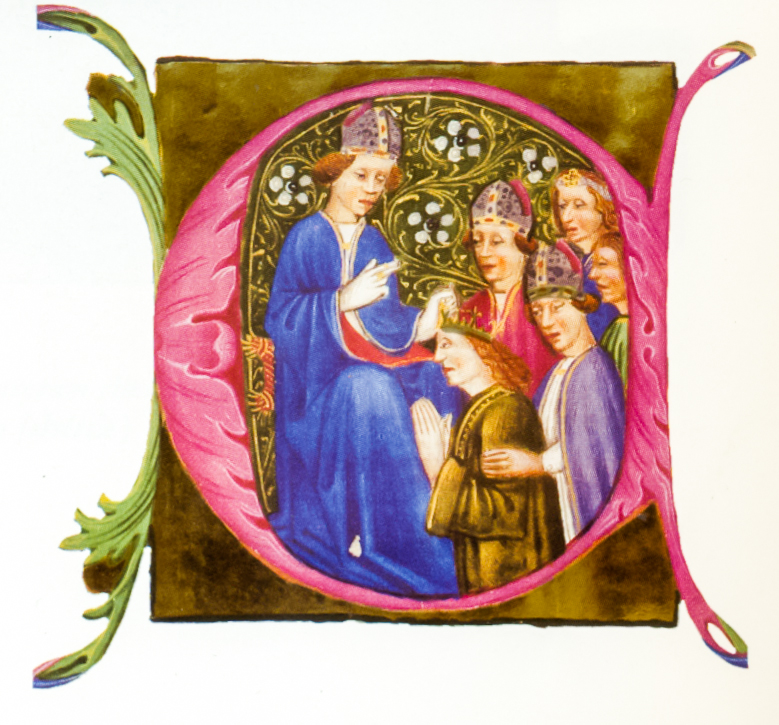
A Pontificale corvina miniatúrája 1476 után, a király megkoronázása. (Főszékesegyházi Könyvtár, Esztergom)

A magyar királyok koronázása, az Európában bevett gyakorlat szerint, az uralkodói méltóságba történő ünnepélyes beiktatást jelentette, amely az alkotmányfejlődéssel kialakított szertartásrendnek megfelelően történt, amikor az új uralkodónak ünnepélyes keretek között jelképesen átadták a főhatalmat. Ennek az aktusnak két fő eleme volt, a felkenés (unctio) és a koronának a király fejére való ráhelyezése. A királykoronázások középkori szertartásrendje, a koronázási ordo arra szolgált, hogy az, aki korábban nem volt király, a rítus által királlyá váljon. Magyarország uralkodóinak koronázása I. István királlyá avatásától kezdődően a magyar államiság egyik legfontosabb szertartása volt, egészen az első világháború végéig. A királyok beiktatásának alapvető kelléke a korona, legalább III. Béla korától a Szent Korona volt. A koronázások története ezért sokáig párhuzamosan haladt a Szent Korona – olykor igencsak kalandos – történetével. Ma is közismert a középkori szokásjog, miszerint csak az a személy tekinthető törvényes uralkodónak, akit a Szent Koronával Székesfehérvárott az esztergomi érsek, annak hiányában a rangidős főpap koronázott meg.
A magyar királyok beavatási szertartása a középkori európai keresztény királyok koronázási hagyományaiból (latinul Ius coronandi, vagyis az uralkodók koronázásának joga, amit írásba foglaltak) alakult ki. Később, a koronázás egyházi liturgiája már a Pontificale Romanum alapjaira támaszkodott. A legfontosabb magyar sajátosságok a Szent Korona elengedhetetlen használata, a koronázás fehérvári, majd pozsonyi helyszíne, és a koronázást celebráló esztergomi érsek (ha e poszt betöltetlen volt, természetesen a rangban utána következő egyházfő) személye voltak. A magyar királyok koronázásának több mint kilencszáz éves időszaka alatt ezen jellegzetes sajátosságok – pár kivételtől eltekintve – mindvégig megmaradtak. De jelentős változások és tendenciák figyelhetők meg a középkor végén és a Habsburg-ház térnyerését követően.
A rendi állam kezdetén a hatalom teljes egészében a királyi tanács ellenőrzése alá került, a rendek függetlenségi vágya erősebbé vált a hagyományok és a Szent Korona iránti tiszteletnél. Ekkor alakultak ki a királyválasztások és koronázások új elemei, a hitlevél és az alkotmányt biztosító eskü. A koronázás egyházi szertartása a rendi állam kialakulásával közjogi eljárássá vált. A Habsburg-ház újkori térnyerése a rendek hatalmának visszaszorítását hozta. A Habsburgok királyi hatalmuk rendi forrását nem akarták elismerni, az abszolutizmus beköszöntével a rendiség formális királyválasztási joga is megszűnt.
A koronázások eljárásrendjét tekintve az Árpád-kort és az Anjou-kort a forrásszegénység jellemzi, az első részletesebb leírások a 15. századi koronázások nyomán maradtak fenn. Az első teljes részletességű és színes leírás az első pozsonyi koronázásról származik, a szócikk ennek bemutatását is tartalmazza.

## I. István koronázása

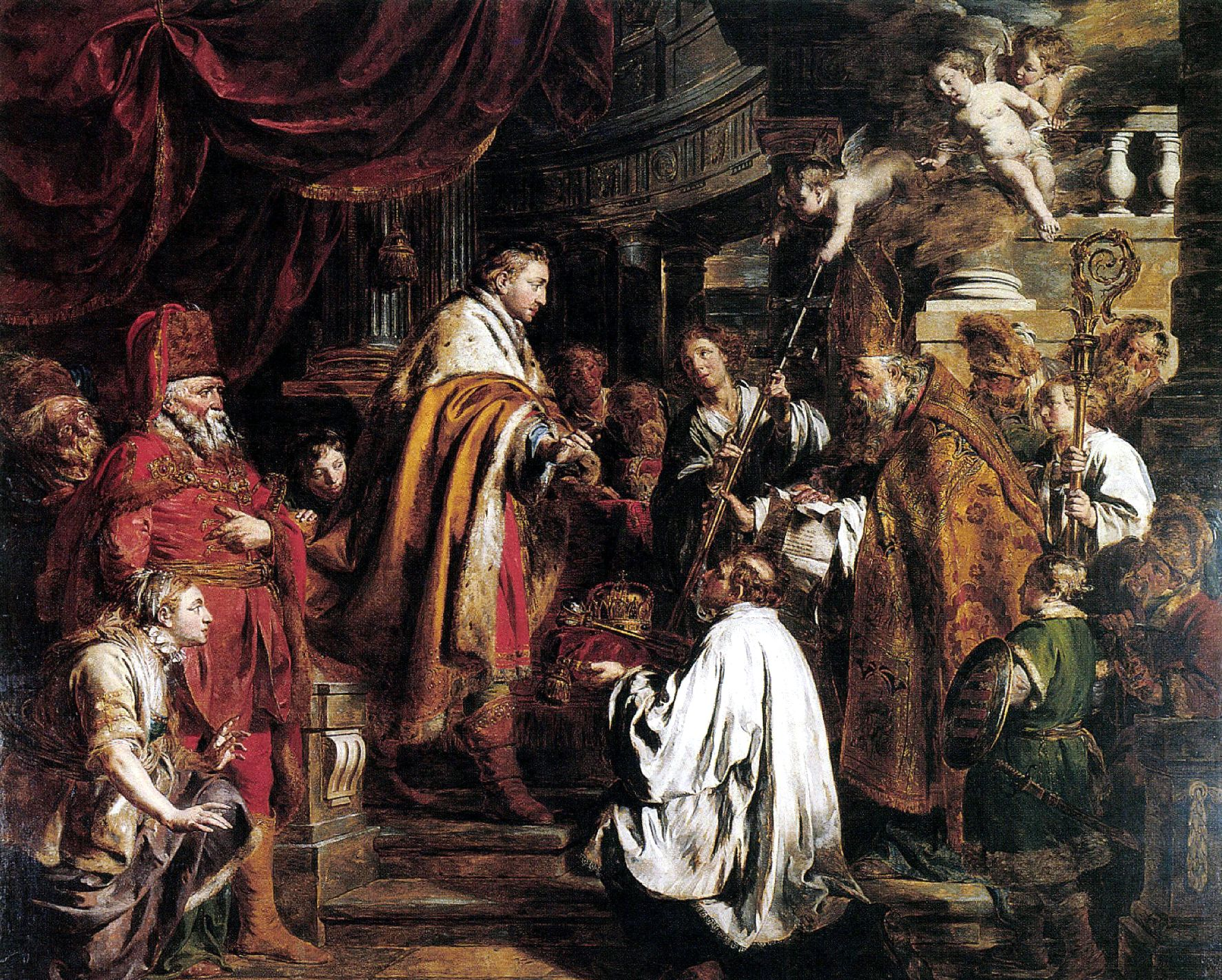
Pieter Jozef Verhaghen flamand festő 1770-ben készített munkája „Szent István fogadja a pápa koronát hozó követeit” címen a Nemzeti Galériában kiállítva

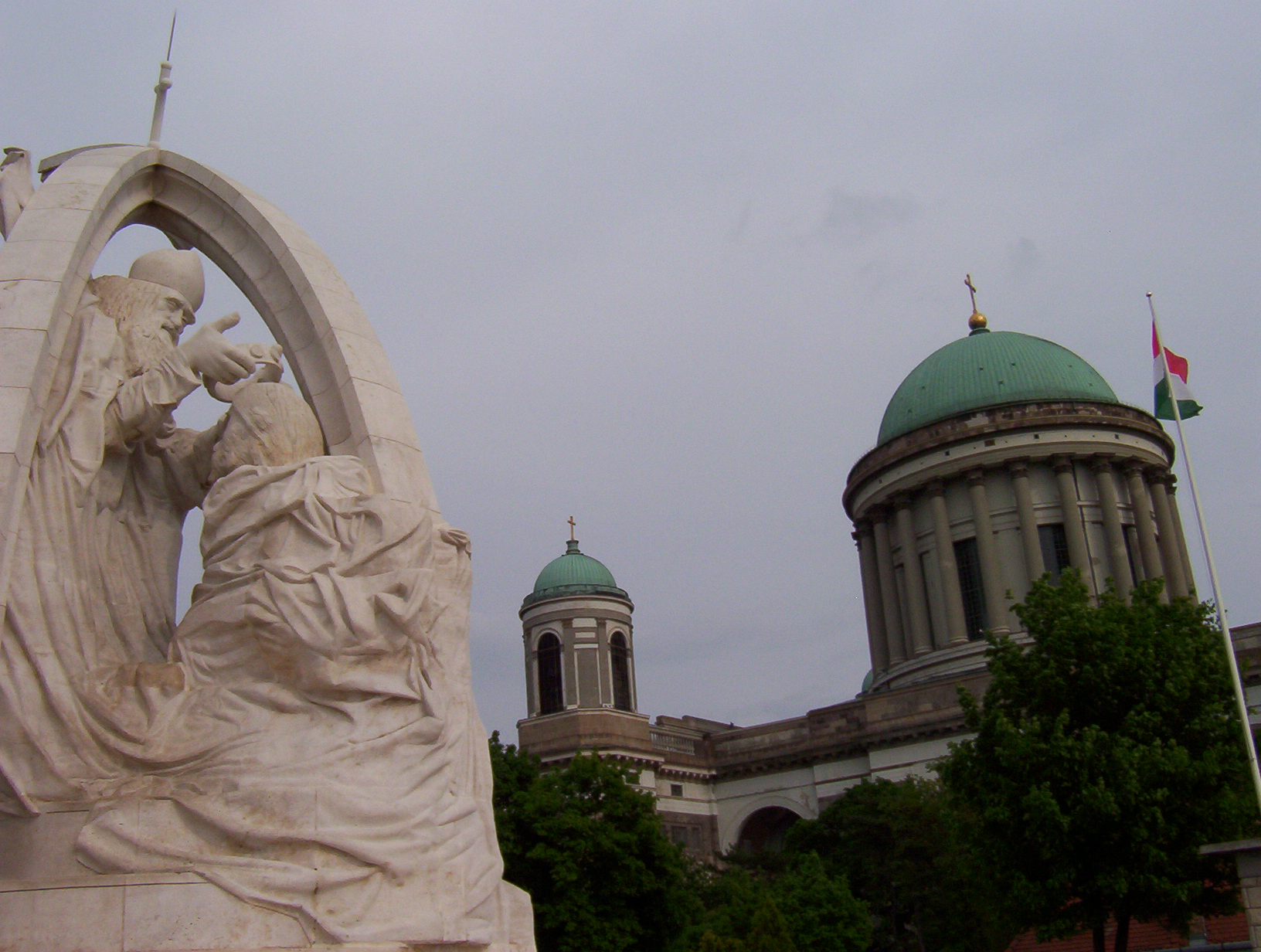
Melocco Miklós szobrász 2001-es szoborkomplexuma az esztergomi várhegyen „István megkoronázása” címen, háttérben a bazilikával

Az 1000. év végén, amikor a kereszténység Jézus születésének első millenniumát ünnepelte, a Magyar Királyság a leendő első király, Vajk (aki a keresztségben a Sztephanosz nevet kapta, és ez a görög név már a koronára is utal) megkoronázására készült. A nagy esemény dátumát a hagyomány nem őrizte meg, csak István király pontosan feljegyzett uralkodási ideje (38 év, 7 hónap és 15 nap) és halála napja (augusztus 15.) alapján lehet azt kiszámítani. Eszerint ennek 1001. január 1-jére, amely időpont az akkori naptár szerint ugyanazt jelentette, mint az 1000. év karácsonya, azaz a december 25-e. A szertartás helyszíne a vértanú Szent István tiszteletére épült esztergomi templom lehetett.
Bartoniek Emma és Fülöp Gyula a koronázás helyszínét Székesfehérvárra tette.
Az első koronázást és ezzel a magyar keresztény királyság megalapítását addigra már egy három évtizedes politikai folyamat előzte meg. Géza fejedelem – akit legendáink királyként is neveznek – már röviddel hatalomra kerülése után, 973-ban kapcsolatot vett fel I. Ottó német-római császárral. Húsvétkor követséget küldött a császár tartózkodási helyére, Quedlinburgba, és a tárgyalások eredményeképpen hamarosan papi misszió érkezett hazánkba, a fejedelem pedig ezt követően meg is keresztelkedett. Később – már I. Ottó halála után – fia számára megkapta a császár rokonának, Gizella bajor hercegnőnek a kezét.
István koronázásáról, illetve annak előkészületeiről az Árpád-kori legendák – Szent István király Nagy legendája (1080 körül); Szent István király Kis legendája (1083 után) – adnak tudósítást. A Nagy legenda szerint: Géza fejedelem – az ősi öröklési rendet megszakítva – a törzsfők és a nép tanácsa kikérésével utódjává tette fiát, Istvánt a fejedelemségben, és leendő alattvalóit esküvel kötötte le neki. Mikor István koronát kért, vagyis a fejedelemséget királysággá akarta emelni, illetőleg keresztény-germán alapra helyezni, ehhez megint kikérte a fők és immár a „püspökök” tanácsát is.
Mivel Esztergom 1001-ben már érsekség lett, arra kell következtetni, hogy a nép keresztény hitre térése jól haladt. Merseburgi Thietmar egyetlen aktus részeként emlékezett meg a magyar egyházszervezésről, a püspökségek alapításáról és a királyság létrejöttét jelentő koronázásról. Az ő fogalmazása szerint Vajk a császár kegyéből és biztatására nyert áldást és koronát. Az ezredfordulón Szent Péter trónján II. Szilveszter pápa ült, aki III. Ottó császár tanítója és barátja volt, így ők egyetértésben adták meg a leendő magyar uralkodó számára az egyházi és a világi támogatást.
A Nagy legenda 9. fejezete a koronázási szertartást így írja le:

„ Quinto post patris obitum anno, divina sic volente clementia, benedictionis apostolice litteris allatis, presulibus cum clero, comitibus cum populo laudes congruas acclamantibus, dilectus Deo Stephanus rex appellatur et unctione crismali perunctus, diademate regalis dignitatis feliciter coronatur.”

– Legenda maior sancti regis Stephani

A szöveg értelmezése szerint, a magyar egyház és nép magyar királynak kiáltotta ki Istvánt, miután felkenetett és a királyi méltóság jelvényével megkoronáztatott. A kikiáltás pedig laudesszel és akklamációval (dicsérettel és felkiáltással) történt. A kikiáltás aktusa, melyet a legendákban e két terminus jelöl, frank eredetű, a 9. század óta megvan az összes német és francia koronázásokban – természetesen mindig változó jelentőséggel –, de mindig mint egy mód, mellyel a nép a felavatásnál akaratát nyilvánítja, egy világi mozzanat az éppen 1000 körül mindinkább klerikalizálódó koronázási szertartásban, amely egyház és nép együttes cselekményévé teszi azt.
A Nagy legenda idézett szövegrészletének stilizált fordítása:

„Atyja halála után az ötödik évben – így akarta az isteni kegyelem – elhozták az apostoli áldás levelét, s miközben a püspökök és a papság, az ispánok és a nép egybehangzó magasztalásukat fennen kiáltozták, Isten kedveltje, István, királlyá választatott, s az olajkenettel felkenve a királyi méltóság diadémájával szerencsésen megkoronáztatott.”

–  Kurcz Ágnes fordítása

A Kis legenda koronázásra utaló mondatrésze:

„…Halála után a még gyermek István a főemberek és a köznép kegyéből dicsőségesen az ország trónjára emeltetvén, …”

–  Kurcz Ágnes fordítása

István koronázásának részletei nem maradtak fenn, így koronázási szertartásrendje sem rekonstruálható, a 10. századból ismert szertartásrendek egyikével történő azonosítására sincs reális lehetőség.

## A középkori magyar koronázások jellegzetességei, tendenciák

### A királyi hatalom forrása
A 11. századnak az egyházi befolyás kiterjesztése alatt álló világában az új fejedelmet az egyházi felavatás tette teljes jogú uralkodóvá – királlyá. Az egyházi koronázás kreáló jellegű aktus , a király az egyházi felkenéssel a regnum birtokába lép és a hatalom kizárólagos birtokosává válik. Mint a korabeli forrásokból kitűnik, az első hazai koronázáskor a „nép” által gyakorolt akklamáció – mint a szertartás egyik lényegi eleme – a hatalom nép általi felruházására is utal. A kor kutatóinak megítélése szerint azonban a nép szerepe ebben a korban általában nem túl nagy a királyi hatalom átruházásában, de egyes kivételes esetekben – amikor a hagyományos jogrend sérült, illetve alkalmatlanság esetén – mégis nagyon jelentékeny.
Az Árpád-korban a trónöröklés meghatározott jogrend – III. Béláig a senioratus vagy a successio gradualis, ezt követően pedig a primogenitura – szerint történt. De emellett szükség volt valamely akaratnyilvánításra is, mégpedig az uralkodó király részéről, aki az öröklési rend szerint – kivételes esetekben ennek ellenére is – az utódot kijelölte. Az utódjelölés formája a király által, a királyi tanács előtt való utóddá nyilvánítás volt, amit a nép koronázáskori hűségesküje és kikiáltása egészített ki.
Rendellenes esetekben viszont a népi erők határozottan törtek felszínre a királyaink elleni lázadásokban (Orseolo Péter elűzése, II. István elleni lázadás a galíciai háború idején), valamint vannak a közvetlen nép általi választásokra utaló esetek is (Aba Sámuel, I. László, III. András).
A „Szent királyok” nemzetségének kihalásával két párt küzdelme indult el Magyarországon. A „nemzeti”-nek is nevezett párt a „szabad ország” szabadságát féltve, a népnek igényelte a királyválasztást, míg a másik ezt a jogot a Szentszék jogának tekintette. Ennek kompromisszumos feloldását követően, az Anjouk abszolút jellegű uralma alatt, a nép szerepe szintén nem volt jelentős – Nagy Lajos és Mária trónra lépése már nem választás eredménye. De amint a problémák Mária uralkodásának első éveiben újra előálltak, a nép akarata ismét fokozottan tört felszínre a királyváltásban – II. Károly megválasztása – és az 1386. évi országgyűlés határozataiban.
A 14. és a 15 század fordulója, de inkább a 15. század az, amely végleg kitermelte a népképviseleti alkotmány középkori formáját: a rendi (dualisztikus) alkotmányt, és benne a legjellemzőbb elemét, a királyválasztási jogot. 1440-től a király és a rendek között megoszló magyar alkotmányban a trónutód kijelölésének a joga – ha a királynak nincs fia – a rendeké. A magyar királyi hatalom forrása 1440-től – a rendiségen keresztül – valóban a magyar nép lett. A rendek ezen kiváltsága a későbbiekben a király és a nemesség között köttetett koronázási szerződésekben jut kifejezésre.
A középkori Magyarországon három szakasz épült egymásra: a királyi hatalom forrása a 11–13. században a Szent István nemzetségének a férfiága volt, a 14. században annak nőága, a 15. században (1440-től) pedig a magyar rendek.
A magyar koronaőri tisztséget 1464-ben alapította Mátyás király, mert felmerült az igény a magyar uralkodói szuverenitás legfőbb jelképének biztonságosabb őrzésére. Mátyás király törvényben is rögzítette a Szent Korona megőrzésének kötelességét.

### A koronázások rendje
A koronázások eljárásrendje (ordo coronationis) az európai keresztény udvarok kapcsolataiban terjedt tovább, az ismert eljárások így közeli rokonságban állnak egymással. Ezeket az eljárásokat a szertartáskönyvek szerzőiről, vagy a koronázással érintett uralkodókról nevezték el. A koronázási eljárások rendje liturgikus szempontból leginkább a katolikus egyház püspökszentelési szertartásához hasonlít.
A legrégebbi koronázási szabályzat Egbert yorki püspök pontificaléjában maradt fenn. Egbert angolszász rendszeréből – unctio (felkenés), sceptrum (kormánypálca), baculus (pásztorbot), galea (sisak), iure (eskü) – fejlődött ki a későbbi német-római rendszer, amely a mai Pontificale Romanum szerinti ordó alapjának tekinthető.
A nyugati kereszténység keleti határállamai – így Magyarország is 1001-ben – a nyugati keresztény koronázási gyakorlatot vették át. A valószínűleg német közvetítéssel létrejött átvétel már kezdetben is módosításokkal történhetett, majd az eljárás az idők folyamán is tovább változott, de elképzelhető új eljárásrendek átvétele is. A folyamat eredményeként létrejött magyar koronázási gyakorlatban, az általános elemek mellett, jellegzetes hazai elemek is megjelentek – világiak nagyarányú részvétele a koronázás egyházi részében, a korona felhelyezése előtti akklamáció, a nagy fontosságra emelkedett alkotmánybiztosító eskük, a kardvágás, a „lovagütés”. Az újabb közös vonások már inkább a cseh és lengyel eljárásrendek irányában mutathatók ki. A kutatások szerint a német gyakorlatból közvetlenül átvett szertartásrendek későbbi magyar jellegzetességei a magyar királyi udvar kapcsolataiban adódtak tovább.
A hazai szertartásrendek tekintetében a 11. és a 12. századra vonatkozóan egyértelmű állásfoglalás nem található, az Árpád-kor végén viszont a kutatók szerint angol rendszer alkalmazása figyelhető meg – mind a hazai, mind a cseh koronázásokban. A 13. században — II. András koronázásától (1205) — alakult ki az érvényes koronázás feltételrendszere. Ezeket a feltételeket az írott jogban nem rögzítették, a szokásjog azonban mind erősebben ragaszkodott hozzájuk, aminek eredményeként Károly Róbert, akinek se első, se második koronázása nem felelt meg a szokásjog követelményeinek, harmadszor is megkoronáztatta magát annak dacára, hogy második koronázását a magyar nemesek nagy többsége érvényesnek fogadta el. A szokásjog szerint az érvényes koronázás három alapfeltétele:
- a koronázás eszköze a Szent Korona,
- a koronázás helyszíne a székesfehérvári Nagyboldogasszony-bazilika,
- a koronázó személy az esztergomi érsek.

Ugyancsak a szokásjog részeként (bár nem kötelező elemeként) az új uralkodónak a törvények és a nemesi jogok maradéktalan tiszteletét és védelmét garantáló uralkodói hitlevelet (diploma inaugurale) illett kibocsátania.
A 14. század nem értékelhető, a 15. századból viszont – Mátyás kivételével – minden magyar király koronázásának ordója megállapítható. A 15. századi magyar koronázási jogban már a világi felfogás a meghatározó, míg a más 15. századi ordók még erősen egyházias tendenciájúak. Ekkor alakul ki a világi eskü, a világiak fokozott részvétele a koronázási szertartáson és a Szent Korona új jellegű felfogása is. Az első részletesebb leírások is ebből a korból származnak – V. László és I. Ulászló koronázása. I. Ulászló koronázását két koríró, Dlugoss és Callimachus leírásából is ismerjük. A két leírás közötti kis eltérés ellenére az első teljesen rekonstruálható ordó, I. Ulászló ordója:
- Dlugoss szerint: felkenés, saruk, ruhák, sarkantyúk, legátusi kereszt, jogar, zászló, alma, korona, eskü, trónra ültetés (intronizáció).
- Callimachus szerint: felkenés, ruhák, kereszt, jogar, alma, zászló, eskü, korona, lovaggá ütés, trónra ültetés, kardvágás.
- Callimachus leírása a Magyar katolikus lexikonból[24]:

„Miután a koronázási menet a székesfehérvári Nagyboldogasszony-templom főoltára elé vonult, a kanonokok lesegítették a király köntösét. Azután a prímás imákban Isten áldását kérte jobbját a király fejére téve, majd kezeit és hátát szent olajjal kente meg. A felkenés után ráadta Szent István palástját, majd egymás után átnyújtotta neki a koronázási jelvényeket: a keresztet, mely az egyház körüli nagy hatalmát mutatta, a jogart, országalmát és a zászlót, szent szavakkal magyarázva jelentőségüket. Előhozták az ország törvényeit, melyek megtartására a király a prímás felszólítására megesküdött, mire ő fejére tette a koronát. Majd a koronás király emelvényre lépvén többeket lovaggá ütött, jelezve, hogy az országot fegyverek védik meg, s hogy ezt fogja főgondjának tekinteni. A király az után Szt. Péter és Pál templomába ment, hogy ott törvényt lásson, hangoztatva ezzel, hogy a hadügyön kívül az igazságszolgáltatást fogja mindenekelőtt művelni. Végül lóra ülvén a városon kívül Szt. Márton egyházába ment, föl a toronyba, s kihajolva 4 vágást tett kardjával a világ 4 tája felé annak jelzésére, hogy az országot bárhonnan jövő támadás ellen meg fogja védeni. A koronázást ünnepélyes lakoma zárta be.”
Az Árpád-kor végére már meghatározható a szertartásrend néhány sajátosan magyar eleme. Így minden királynak érdekében állt, legitimitásának elmélyítése érdekében, Szent István „bevonása” a szertartásba. 1240-ben egy külföldi szerzetes arról számolt be, hogy a koronázás során az új királyt Szent István trónjába ültetik, és az ő használatában volt tárgyakkal ékesítik. Ilyen volt a fehérvári trón (amit valóban használhatott), a koronázási palást (amit ő és felesége miseruhaként ajándékozott az egyháznak) és a Szent Korona (aminek a tudomány mai állása szerint csak valamelyik része kapcsolódhatott az ő személyéhez). A koronázásnak gyorsan elengedhetetlen feltételévé vált, hogy annak Fehérvárott kell megtörténnie. A magyar középkor végéig (1526-ig) ötvennégy fehérvári koronázás valószínűsíthető, de biztosan csak tizenkilenc királyi és hat királynéi koronázás mondható fehérvárinak. Az Árpád-kort tekintve hat király (I. András, I. Béla, Salamon, I. Géza, IV. Béla, III. András) és egy királyné (Estei Beatrix) koronázása vagy felkenése biztosan Fehérváron történt.
Az Árpád-korban már korán megszilárdult az a hagyomány is, hogy a koronázást az esztergomi érseknek kell celebrálnia. Jób esztergomi érsek emellett még több pápai oklevéllel is körülbástyáztatta ezt a jogot. II. András alatt Berchtold kalocsai érsek, Gertrud királyné testvére el akarta érni, hogy ha az esztergomi érsek akadályoztatva lenne vagy „rosszindulatból nem akarná a koronázást elvégezni”, a kalocsai érsek koronázhasson. III. Ince pápa azonban 1212. évi bullájában úgy döntött, hogy Magyarországnak kárára lenne, ha a koronázás joga több érsek között oszlana meg, ez erősíthetné a trónviszályokat. Így a koronázás joga az esztergomi érseké maradt. Ennek ellenére ha az esztergomi érseki poszt éppen üres volt, a koronázást továbbra is a rangidős főpap végezhette el, mint 1526-ban és 1527-ben Podmaniczky István kalocsai érsek előbb Szapolyai Jánost, majd I. Ferdinándot is legitim módon koronázta meg.
Legkésőbb III. Béla idejére kialakult tehát a magyar királyi koronázások három fő jellegzetessége: a koronázás helye Fehérvár, a koronázó az esztergomi érsek, a korona pedig a Szent Korona. Mivel az ismert helyszínű középkori koronázások – I. István kivételével – minden esetben Fehérváron történtek, így a koronázás helyszínére vonatkozó szabály valóban fennállhatott. Az esztergomi érsek szerepére vonatkozóan több kivétel is ismert, és hasonló a helyzet a koronára vonatkozó szabállyal is.
Az esztergomi érseki kincstárban fennmaradt egy 15. századi díszes pontificale, amely régebbi korból származó császári, császárnői, királyi és királynéi koronázási ordókat és a comes palatinira mondott áldásokat is tartalmaz.
Az uralkodók megkoronázására általában nagy egyházi ünnepeken került sor. Magyarországon is a koronázások néhány kivételtől eltekintve egyházi ünnepnapon vagy legalábbis vasárnap történtek. I. Bélát feltehetőleg december 6-án, Szent Miklós ünnepén koronázták. III. Bélát vízkereszt nyolcadán, V. Istvánt ifjabb királlyá augusztus 20-án, Vencelt augusztus 20. nyolcadán, Zsigmondot pedig virágvasárnap koronázták. I. Mátyás koronázása napjául virágvasárnap volt kijelölve, de a rossz időjárás miatt sok fontos személyiség nem érkezett meg, ezért a ceremóniát nagycsütörtökre halasztották.

### Az alkotmánybiztosító eskü kialakulása
A Képes krónika bevezetőjének részlete:

„… Szólván az Isten, ezt mondja a királyokról: a király, akit megválasztottak, miután országának trónjára ült, írassa le magának az Isten törvényét, tartsa magánál és olvassa életének minden napján, hogy megtanulja félni Urát, Istenét, és megőrizni az ő szavait, melyek a törvényben vannak előírva, hogy hosszú ideig uralkodhassék ő maga, valamint fiai is a földön …”

–  Bollók János fordítása

A koronázás egyházi felkenéssel történő világi hatalomátruházásnak tekinthető. A koronázás egyházi része a hatalom égi eredetét volt hivatva szimbolizálni. A király a felkenéssel a világi hatalom gyakorlásához szükséges isteni kegyelemben részesül, a világi hatalom jelvényeinek az átadásával pedig a hatalom birtokába jut. A koronázási szertartásoknak már a kezdetektől – első ismert ordó – része volt a felkent király esküje, amely az egyház céljainak szolgálatára és jogrend fenntartására irányult. A királyi ígéretek tartalma az adott politikai helyzettől függően is változott, kezdetben az egyházi befolyás túlsúlya miatt az egyházi eskü – mint általános koronázási ígéret a keresztény világban – volt a fontosabb, majd a koronázások közjogi jellegének erősödése következtében a „végzeményi” eskü vált nagyobb súlyúvá.
A 11. századi magyar uralkodókra vonatkozó szűkszavú tudósítások – Salamon, IV. Henrik általi hatalomba történt visszahelyezése kivételével – nem tartalmaznak királyi esküre való utalást. A 13. századból származó első nyomok is kizárólag oklevelek, pápai utasítások és törvények sorai között maradtak fenn. A Szentszék iránti engedelmességre és a magyar egyház szabadságának megtartására irányuló eskü első említése Imre még gyermek fiának koronázása kapcsán, III. Ince pápának az esztergomi érsek számára adott utasításában és Imre őseinek szokására hivatkozva történt. A legközelebbi ilyen tartalmú eskükről III. András és Károly Róbert esetében tudunk. Szintén pápai levélből értesülünk II. Andrásnak már inkább világi tartalmú eskürészletéről, 1220-ban a pápa Ugrin kalocsai érsekhez írt levelében a királyi javak elidegenítését kifogásolja, ami szerinte a király esküjével ellentétes. IV. Béla erőszakos birtokvisszavételei viszont ellentétes hatást váltottak ki, V. Istvánnak az 1270-ben történt koronázásakor, a nemesség nyomására már a jogtalan elidegenítések visszaállítására kellett esküt tennie. IV. László esküjének részleteiről a kun törvényekből értesülünk: a katolikus hitet és az egyházi szabadságot megtartja és megtartatja országában és a meghódított földeken; a szent királyok törvényeit és jó szokásait, nem különben minden mást, amire ősei koronázásukkor esküdni szoktak, sértetlenül megőrzi.
III. András koronázását részletesen leírja Hornecki Ottokár. Szerinte a felkenés és koronázás után előlépett a három legnagyobb úr, és kérte a királyt, hogy teljesítse a korona jogát. A király hajlandónak mondta magát, mire a magyarok előadták, hogy joguk van a király esküjét bevárni és csak ennek elmondása után a hűségi fogadalmat letenni. Erre felolvastak egy levelet, melyre írva volt, hogy a király megesküdjék és meg is tartsa: hogy a béke és nyugalom őre lesz; hogy kész a pápa és papság iránt keresztényi engedelmességre; hogy ellensége lesz azoknak, kik az országban rabolnak és gyújtogatnak; hogy bajoktól védi az özvegyeket és árvákat; hogy igazságos ítélkezést fog gyakorolni ellenállást nem tekintve; hogy mindig gyarapítja a magyar jogot; hogy a Boldogságos Szűz birtokából, vagyis Magyarországból ami idegen kézre, német fejedelmekhez került, visszaszerzi és visszaállítja régi jogába.
Károly Róbert esküje teljesen hiteles formában maradt fenn Gentilis bíboros és közjegyzője jóvoltából: Isten és törvényei előtti meghajlás; a katolikus hit megtartása; az egyház és papjai iránti tisztelet és azok védelme; a rábízott ország és a királyi jogok épségben tartása, az elveszettek visszaszerzése; a nemesi jogok és a nemes személyének az oligarcha elleni védelme; Szűz Mária (a koronázó) és Szent Adalbert (az esztergomi érsek) egyházának különös tisztelete; a pápai rendeletek sértetlensége a szentszéki földeken, a római pápának és legátusainak védelme; a szentszéki birtokoknak meg nem támadása; valamint egy speciális ígéret, hogy megelégszik a törvényes házassággal.
A következő adat Albertre vonatkozik, akinek megválasztása illetve koronázása előtt már hitlevelet kellett kiállítania, és hitlevélnek egyes cikkeit az 1439. évi törvénybe () is befoglalták. Fiának 1440. évi koronázásakor az ekkor még csak párhetes V. Lászlót és kíséretét a polgárok addig be sem engedték a koronázás helyszínére, amíg kiskorú fia helyett az özvegy királyné meg nem esküdött. A szertartáson Thuróczi szerint, már Cillei Ulrik tette le az esküt a király nevében. Később 1453-ban, Pozsonyban, V. László hitlevelet adott ki és újra esküt tett, amit pár nap múlva szintén törvénybe foglaltak. A kiskorú V. László ellenében a rendek által megválasztott I. Ulászló, még választása előtt ígéretet tett, hogy az ország összes jogai, szabadságai és jó szokásai megtartását koronázásakor esküvel fogja fogadni s róla oklevelet állít ki. Az 1440. évi koronázásán, Callimachus szerint: az utolsó jelvény, a zászló átadása után és közvetlen a korona feltétele előtt, előhozták az ország törvényeit, és ezek szavára, az érsek szerkesztette esküvel, megeskették a királyt.
Az 1458-ban az országgyűlés által királlyá választott Hunyadi Mátyásnak, Budára történt bevonulása során, háromszor kellett esküt tennie a város kapuja előtt, a bíró vezetésével kivonult polgároknak; a várba történt bebocsátása előtt, a főpapoknak és főnemeseknek; az egyházi esküt pedig a Boldogságos Szűz templomában.
Mátyás halálát követően a választógyűlés – még a király személyére vonatkozó döntés előtt – egy kapitulációt dolgozott ki. A kapituláció feltételeit II. Ulászló 1490-ben, a Farkashidán kötött szerződésben fogadta el. A kapituláció szövegét később az 1492. évi törvénybe () is befoglalták. Koronázását követően, a külvárosban szabad ég alatt, az ország határán történt egyezségre és oklevélben megerősített feltételekre hivatkozva, a keresztre esküt tett. Fiának, a kétéves II. Lajosnak az 1508. évi koronázásába a nemesség csak azzal a feltétellel egyezett bele, ha a nagykorúságot elérve újra leteszi az apja által 1508-ban letett esküt, ennek megtörténtéig a királyi hatalomra nem jogosult.
II. Lajos esküjének letételére 1521. november 30-ra hívta meg a rendek követeit. A középkori Magyarország ezen utolsónak tekinthető királyi esküje, a II. Ulászló uralkodása alatt kivívott rendi szabadság megerősítése volt. Ekkorra már a nemzet által megfogalmazott és törvénybe foglalt eskü lett az, ami a királyt a tényleges hatalom birtokába juttatta.

### Társuralkodók és királynék koronázása
Már I. Andrásról tudjuk, hogy 1057-ben kiskorú fiát, Salamont megkoronáztatta, hasonlóan járt el Kálmán is 1105-ben négyéves fia, István királlyá jelölése során. II. Gézáról pedig az maradt fenn, hogy fiát, III. Istvánt még kis gyermek korában mintegy társuralkodóvá tette. Később, a 12. század végétől kezdett általános gyakorlattá válni a kiskorú hercegek megkoronázása – III. Béla az 1182-ben Imrét, Imre 1204-ben Lászlót, II. András 1214-ben Bélát, IV. Béla pedig 1245-ben Istvánt koronáztatta meg. A hercegek királlyá koronázása általában nem járt együtt a hatalom tényleges megosztásával, vagy ez csak a nagykorúság elérése után történt – Imre csak 1194-től, Béla 1220-tól, István pedig 1257-től kapott tényleges területi hatalmat.
A koronázások célja a mindenkori hatalmi viszonyok függvénye volt. Oka lehetett egy ifjú trónörökös erős ambíciója is, de arra is van példa, hogy a nagyurak egy csoportja a királlyal szemben hatalmi centrumot kívánt kiépíteni a trónörökös árnyékában. II. András 1214-ben levélben kérte a pápát több egyházi és világi főúr kiközösítésére, mert azok pártütő módon meg akarták koronázni az akkor 8 éves fiát, Béla herceget. Legtöbb esetben az utód megkoronázást maga az uralkodó szorgalmazta annak érdekében, hogy a saját halála utánra biztosítsa a trónt számára más trónkövetelőkkel szemben. I. András így akarta – sikertelenül – biztosítani a trónt fia, Salamon számára öccsével, a későbbi I. Bélával szemben. Hasonlóan nem sok sikerrel járt Imre magyar király sem fia, a kis III. László megkoronázásával öccsével, a későbbi II. Andrással szemben.
Politikai viták zajlottak a királyné megkoronázása körül is. II. András második feleségét, Jolánta királynét 1215-ben Róbert esztergomi érsek koronázta meg, ezért a „királynék városának” püspöke, aki hagyományosan a királyné kancellárja is volt, panaszt tett. A pápa által megbízott Pelegius és István bíbornokok 1216-ban úgy döntöttek, hogy ha a királyné koronázása a királlyal együtt történik, akkor az esztergomi érsek keni fel és koronázza a királyt, a veszprémi püspök pedig a királynét. Amennyiben a királyné koronázására külön kerül sor, akkor a felkenést az esztergomi érsek, a koronázást a veszprémi püspök végzi.
A királynéknak általános esetben nem volt államhatalmi jogköre, de saját udvartartással és tisztviselőkkel rendelkeztek. A királynék koronázásának ismert esetei arra utalnak, hogy ha a házasság már a koronázás előtt megtörtént, akkor király koronázásával együtt a királynét is megkoronázták. Külön királynéi koronázásokra – a király koronázás utáni házasságkötése esetén – a házasságkötéssel azonos időpontban Fehérváron került sor.

## További Árpád-házi koronázások
Az Árpád-kori krónikák több koronázásról is szólnak, de részleteket nem említenek. A Képes krónikában található miniatúrák királyainkat koronával és más hatalmi jelvényekkel ábrázolják.

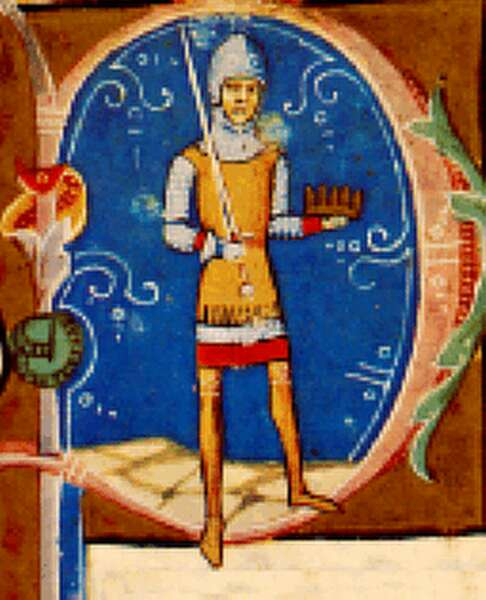
Péter (Orseolo) 1038–1041.; 1044–1046.
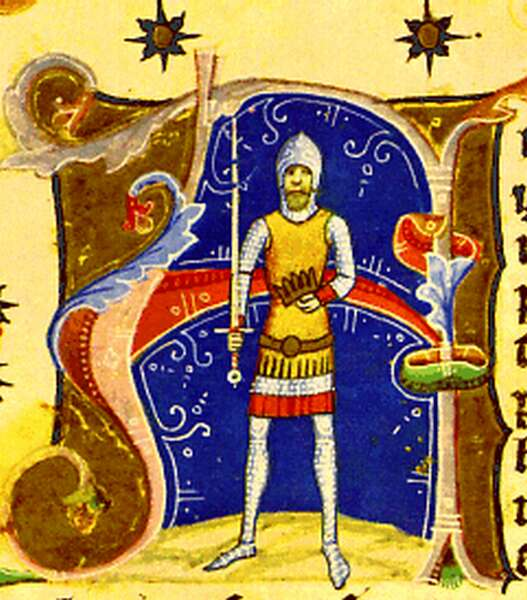
Aba Sámuel 1041–1044.

I. István után Péter lépett trónra, Péter után pedig Aba Sámuel, akiket későbbi királyaink nem tekintettek törvényes királyoknak, hanem usurpatoroknak. A zágrábi és váradi, valamint esztergomi krónikák István halála után 11 évig üresnek tekintik a trónt.
Az Altaichi évkönyvek szerint Pétert, István király örökbefogadta, majd királlyá jelölte. A Képes krónika tudósítása szerint Aba Sámuelt a püspökök által összehívott gyűlésen választották királlyá.

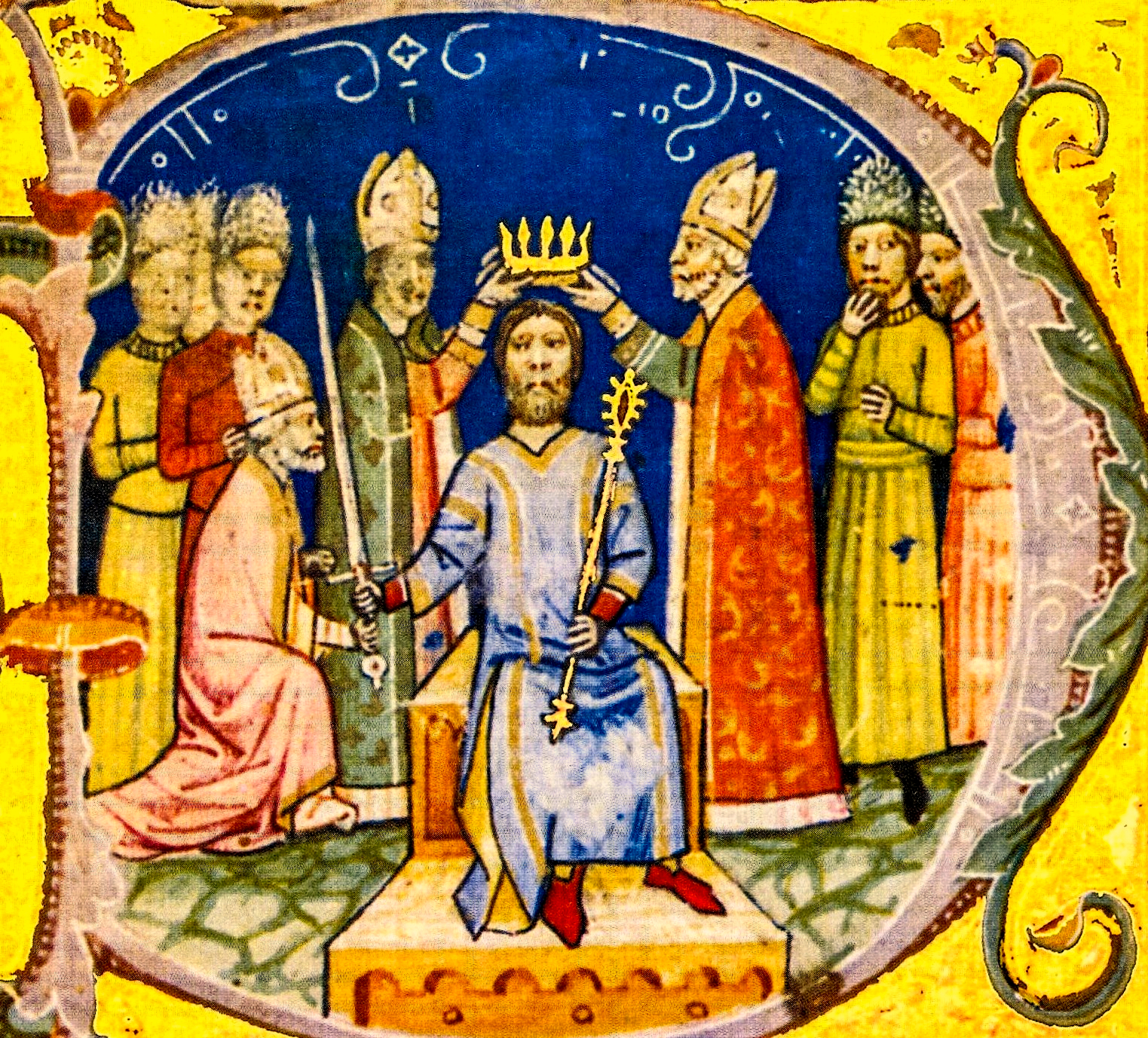
I. András 1046. szept.-1060. ősze
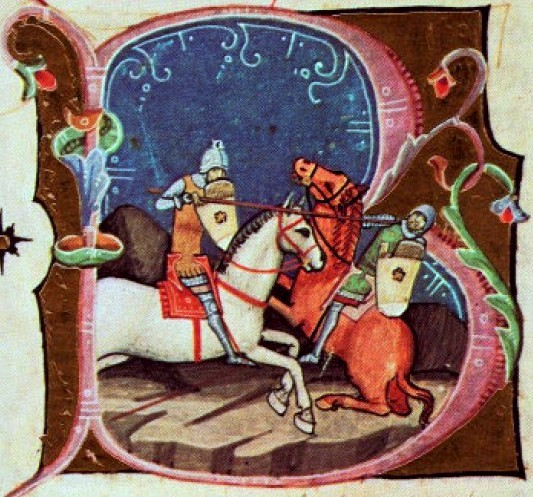
I. Béla 1060. dec. 6.–1063. szept.

I. András királlyá avatásával az ősi örökösödési rend – senioratus vagy successio gradualis – is visszaállt. I. Andrást valószínűleg IX. Kónsztantinosz bizánci császártól nyert koronával, az úgynevezett Monomakhosz-koronával koronázták meg (a Szilveszter-féle koronát csak Szent László hozatta vissza). I. András, fia Salamon trónöröklése miatt Bélát „metu mortis” kényszerítette, hogy trónigényéről lemondjon. I. Bélát – mivel egyik korona sem állt rendelkezésre – valószínűleg nem koronázták meg, csak felkenték. A már megkoronázott Salamonnal szemben, Bélát az öröklési rend alapján jogos uralkodónak tekintették.

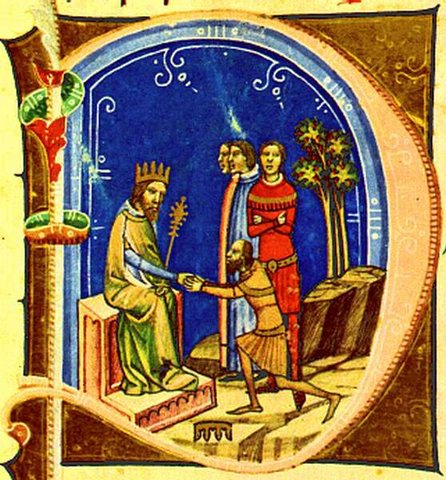
Salamon 1063. szept. 27. előtt–1074. márc. 14.
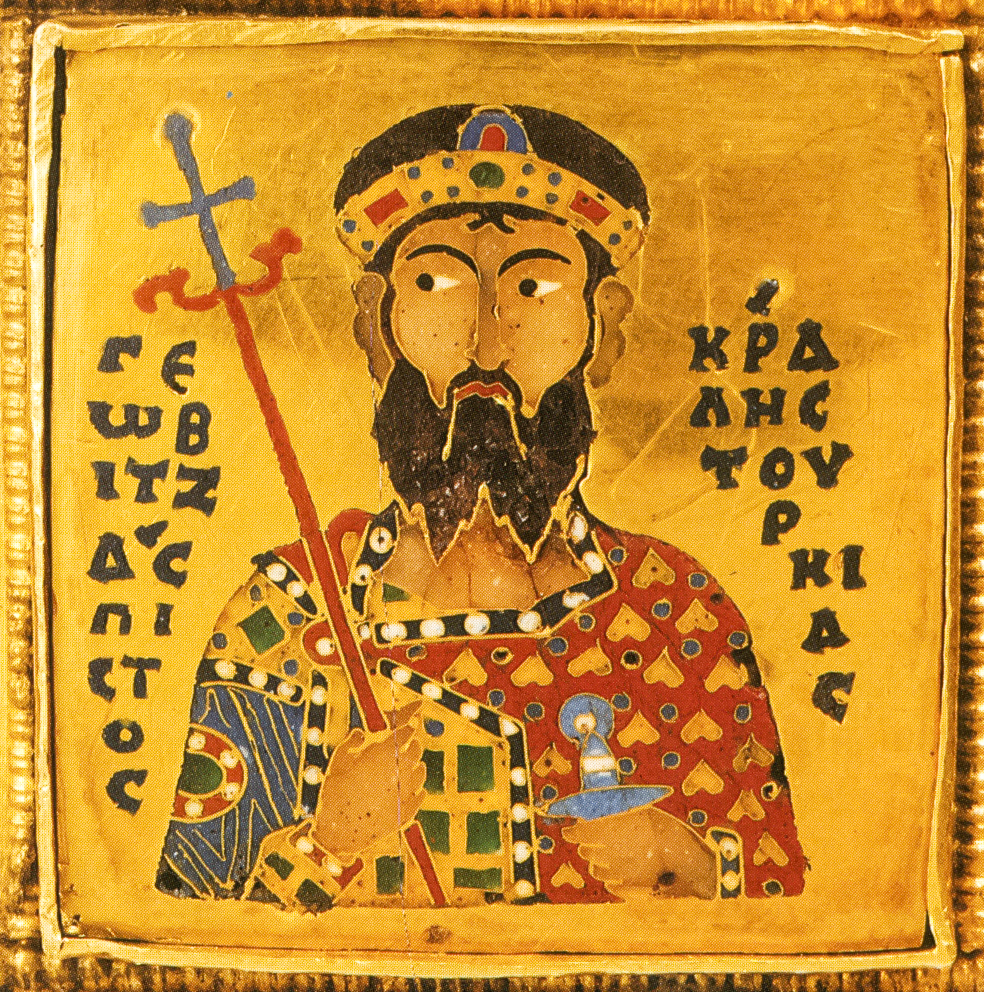
I. Géza 1074. márc. közepe–1077. ápr. 25.

Salamont háromszor is megkoronázták. Először (1057/1058)-ban – négyéves korában – I. András kenette fel és koronáztatta meg, Bélának tett ígérete ellenére. A koronázás alatt az „Esto Dominus fratrum tuorum” (Légy Ura a te testvéreidnek...) kezdetű zsoltárt énekelték – a kutatók ebből a zsoltárból következtettek az angol Edgar-ordó szerinti eljárásrendre. Másodszor I. Béla halála után, 1063 őszén – tízéves korában – Fehérváron német támogatással, ekkor vette feleségül a 16 éves német hercegnőt, Juditot is. Harmadszor 1064 húsvétján Pécsett, ekkor megbékélésük jeleként Géza herceg helyezte a fejére a koronát. I. Géza, Salamont trónjától megfosztotta és a helyére lépett. Háromévi uralkodás után már azon a ponton volt, hogy visszaadja az uralmat Salamonnak, de ebben halála megakadályozta. I. László, valószínűleg nem volt koronázott uralkodó – Géza és László, valójában ellenkirálynak tekinthetők.

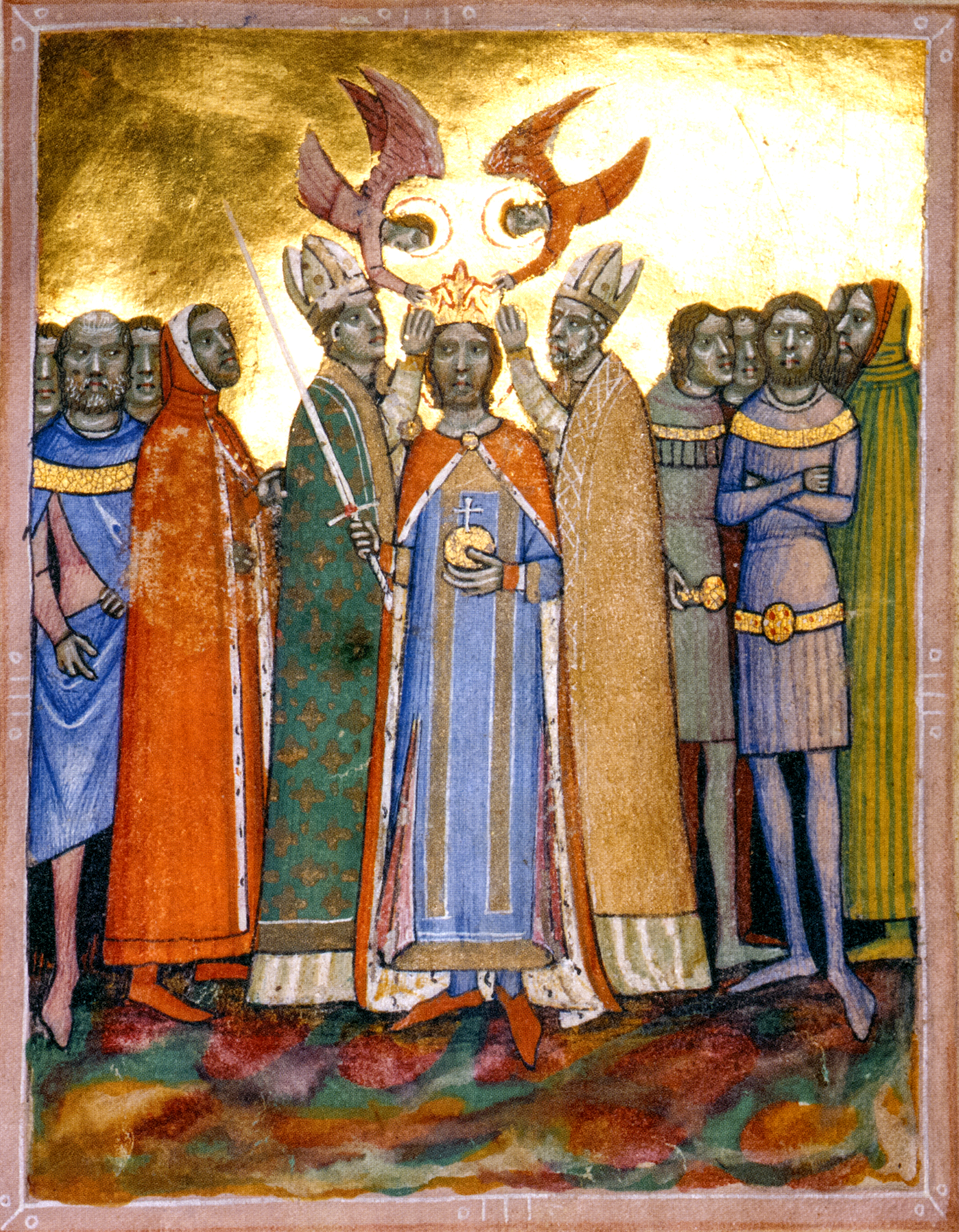
Szent László 1077. ápr. 25.–1095. júl. 29.
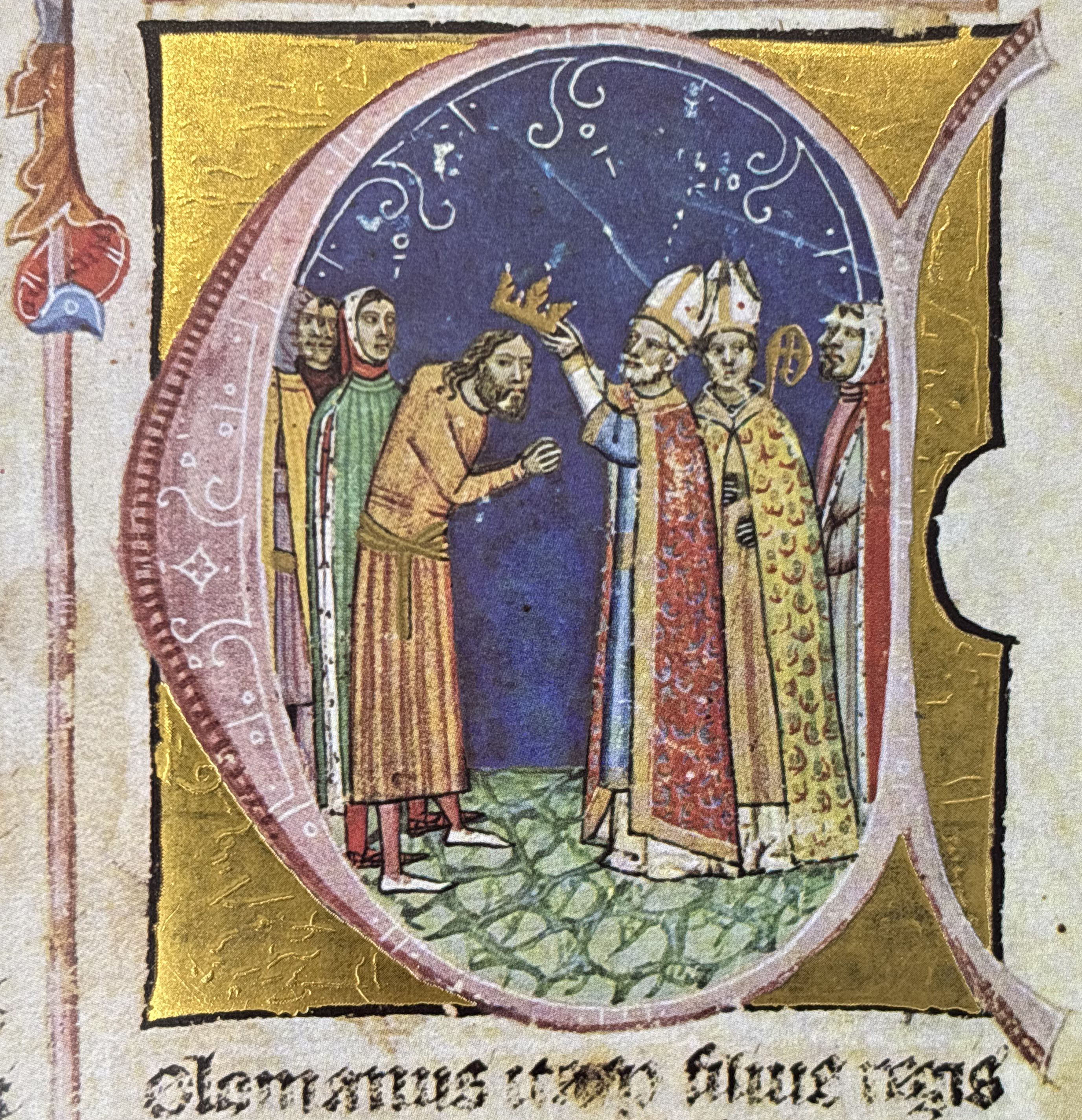
Kálmán 1095. július 29. után–1116. febr. 3.

Szent László király legendájának (1192 után) részlete:

„ Mikor ugyanis tetszésén múlott, hogy a királyi méltóságot isteni végzésből magának tulajdonítsa, nem igyekezett sem felkenekedni, sem királlyá koronáztatni magát: a királyi jelvényeket tisztelettel maga előtt vitetve nem azért töltötte be a királyi méltóság feladatát, hogy az első legyen, hanem hogy hasznos legyen.”

– Kurcz Ágnes fordítása

Választásáról nemcsak krónikáink írnak, hanem trónra lépéséről értesülve az esztergomi érsekhez intézett levelében, a pápa is rex neoelectus-nak nevezi. A nemzet László megválasztásával nem az ősi öröklési rendet vette tekintetbe, hanem annak ellenére az alkalmasabb trónrajutásához nyitott utat.

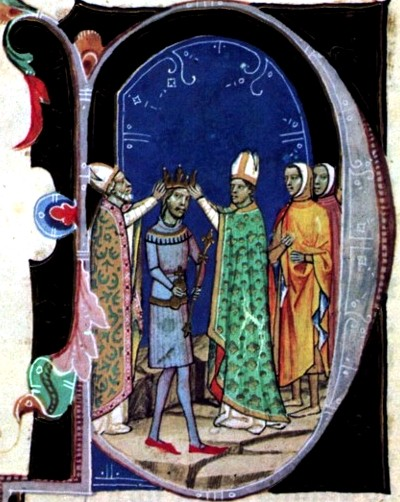
II. István 1116. febr. 3.–1131. márc. 1.
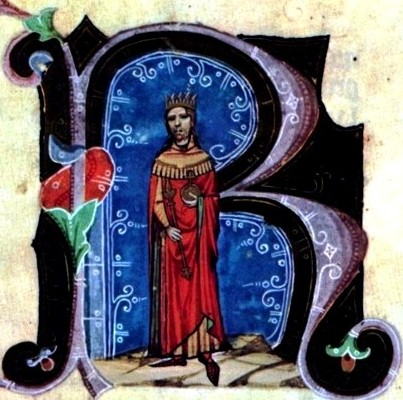
II. Béla 1131. ápr. 28.–1141. febr. 13.
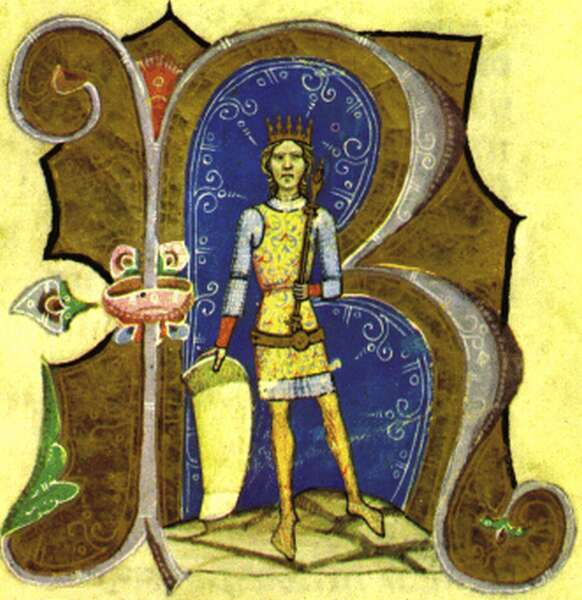
II. Géza 1141. febr. 16.–1162– máj. 31.

László, szelíd keresztyéni eszköz alkalmazásával akarta az előnytelen küllemű Kálmánt a trónöröklésből kizárni. Papnak nevelte és váradi püspöknek szenteltette. Kálmán Lengyelországba menekült, sereget gyűjtött és a pápától a szükséges diszpenzációt is megszerezte, 1096-ban koronázták meg. Kálmán, a fiát Istvánt, Álmos herceg hozzájárulásával már 1105-ben királlyá koronáztatta. Később Álmos herceget és fiát uralkodásuk kizárása céljából megvakítatta. Istvánt apja halála után újra megkoronázták. II. István mivel fia nem született, féltestvérével Boriccsal szemben, Álmos herceg megvakított fiát Bélát ismerte el örökösének.  II. Géza az első uralkodó, aki békén vette át az uralmat apjától.

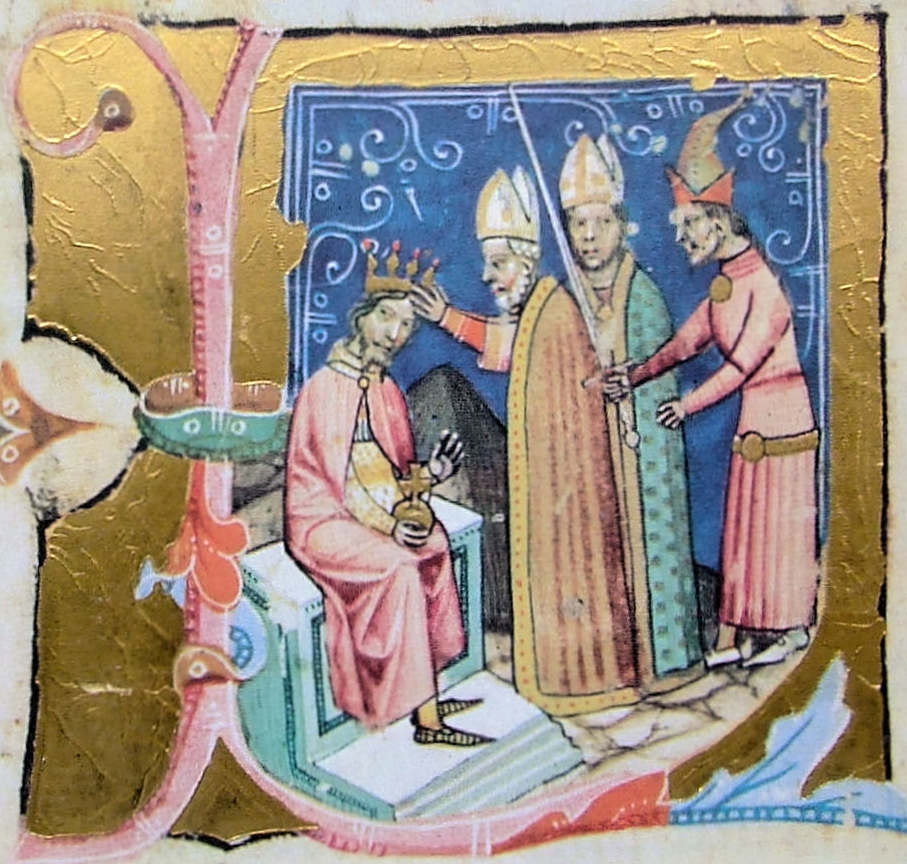
III. István 1162. közepe–1172. márc. 4.
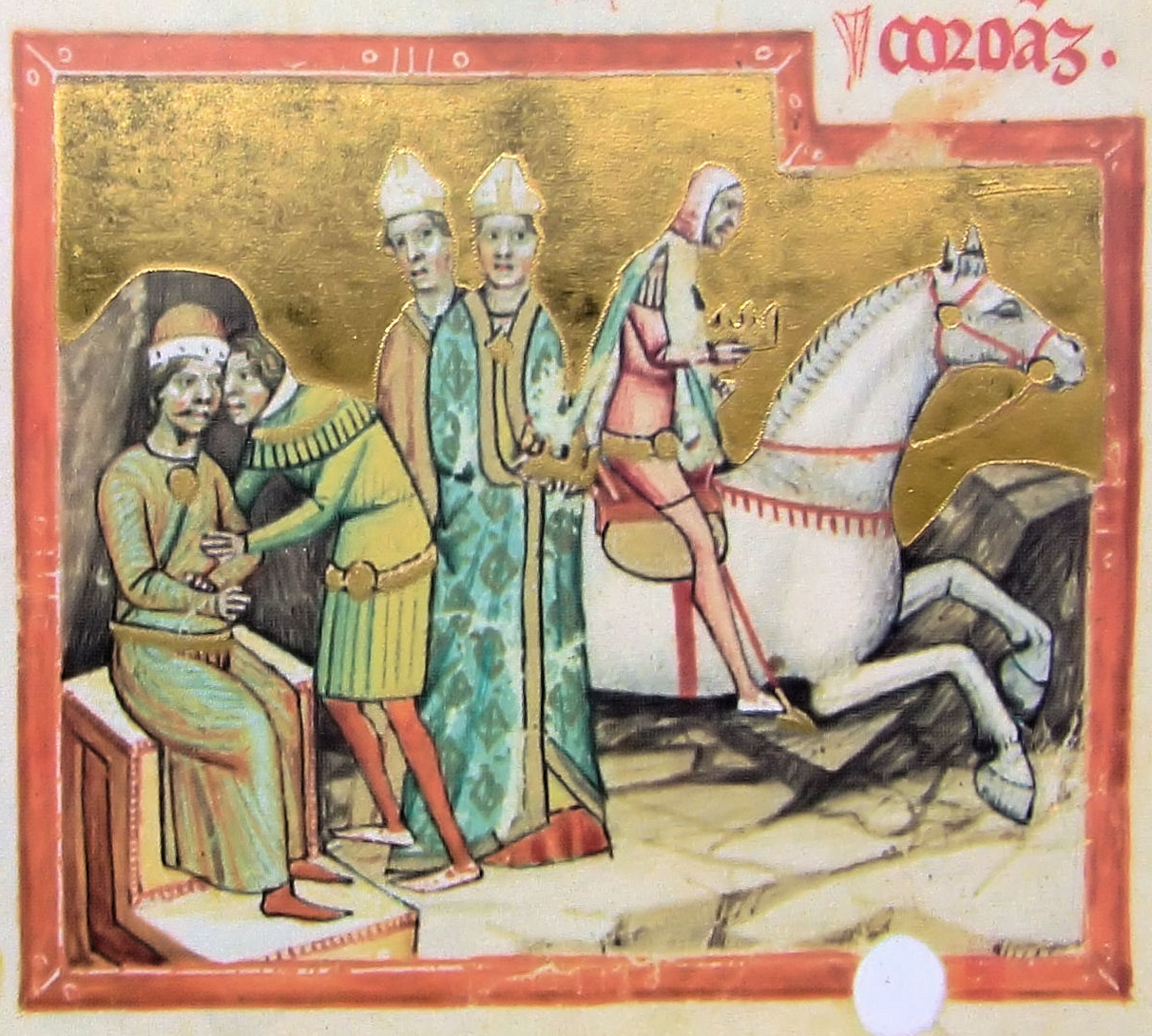
II. László 1162. júl. közepe–1163. jan. 14.
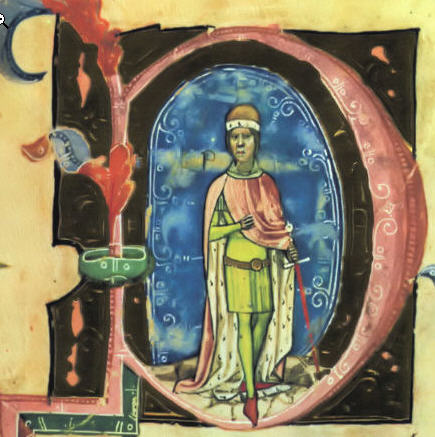
IV. István 1163. jan. 27.–1165. ápr. 11.

II. Géza első fiát, III. Istvánt még kis gyermek korában mintegy társuralkodóvá tette. II. Géza testvéreit II. Lászlót és IV. Istvánt, Lukács esztergomi érsek azért nem akarta megkoronázni, mert ezek az árva III. Istvánt apai örökségétől fosztották meg. II. Lászlót és IV. Istvánt, Mikó kalocsai érsek koronázta meg. Krónikáink és genealógiai feljegyzéseink egyaránt ellenkirályoknak (usurpator) tekintik őket.

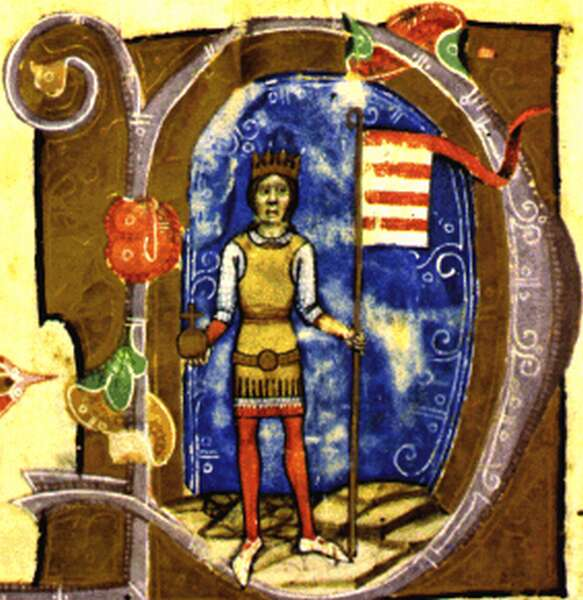
III. Béla 1172. márc. 4. után–1196. ápr. 23.
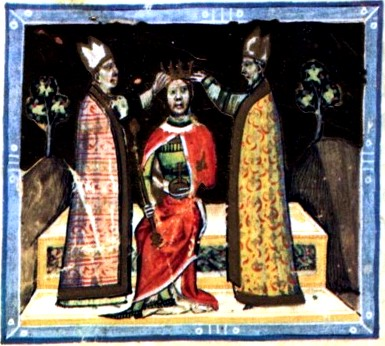
Imre 1196. ápr. 23.–1204. szept.
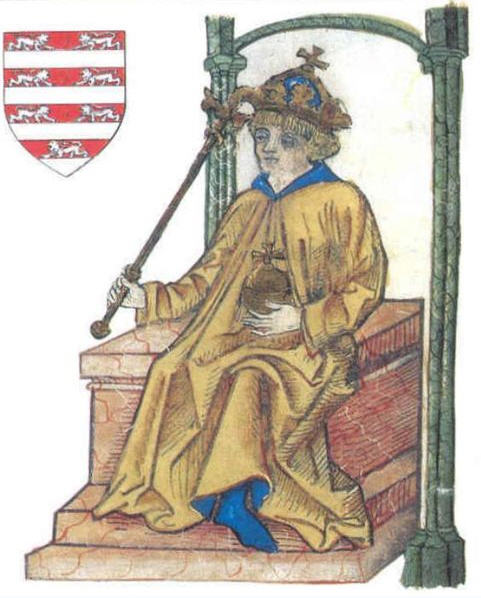
III. László 1204. szept.–1205. máj. 7.

III. Istvánnak nem volt fia, így utána az öröklési jog szerint lehetséges örökös, öccse III. Béla következett. Azt, hogy ennek ellenére Bélával szemben öccsét, Géza herceget is felléptették, valószínűleg a Béla elleni bizalmatlanság okozta. A koronázást megtagadó Lukács érsekkel szemben III. Béla a pápához fordult, III. Sándor pápa a koronázással a kalocsai érseket bízta meg. A koronázás 1173. január 13-án Fehérváron történt. III. Béla a koronázást követően oklevelet adott ki, melyben kijelentette, hogy a magyar királyok koronázási joga a jövőben továbbra is esztergomi érseket illeti. Imrét 1182-ben, nyolcéves korában apja, III. Béla koronáztatta királlyá. 1204 tavaszán, III. Ince pápa utasította az esztergomi érseket, hogy a Szentföldre készülő Imre király fiát – III. Lászlót – koronázza meg.

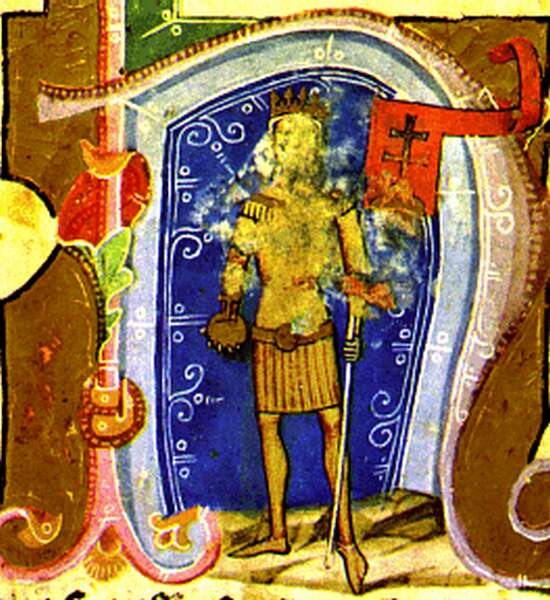
II. András 1205. máj. 29.–1235. szept. 21.
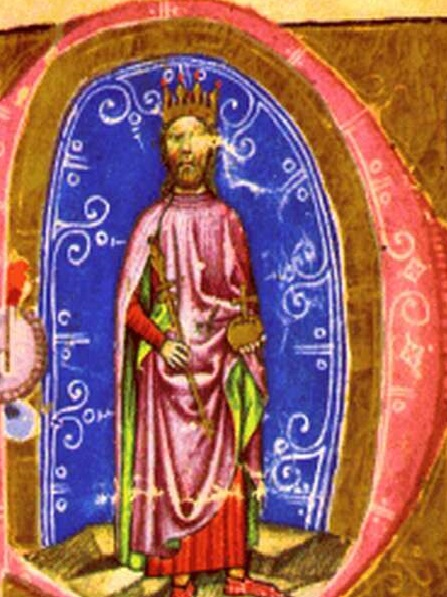
IV. Béla 1235. okt. 14.–1270. máj. 3.
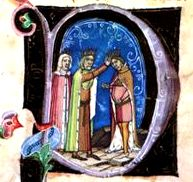
V. István 1270. máj. 13. előtt–1272. aug. 6.

II. András lázadása Imre király ellen, valamint a gyermek III. László elűzése is András hatalomvágyával magyarázható – ugyanis a 13. században, már kizárólagosan az elsőszülöttség jogán történő öröklés uralkodott. II. Andrást 1205. május 29-én – mivel az esztergomi érseki szék betöltetlen volt – János kalocsai érsek koronázta Magyarország királyává. IV. Béla első koronázása még 1214-ben megtörtént, ez a koronázás valószínűleg a lázadozók nyomására, vagy pedig azok megnyugtatására történhetett. Hasonló okok vezethettek IV. Béla fiának Istvánnak, 1245-ben (1258. –?) történt királlyá koronázásához is.
IV. Béla – második – koronázásáról szólva a krónika leírja, hogy a fehérvári koronázási menetben a király öccse, Kálmán herceg vitte a királyi kardot, Béla lovát pedig Danyiil halicsi herceg vezette. Kun László 1272-ben, mikor apja meghalt tízéves volt, koronázásáról nem ismert közelebbi adat. Kivételes esetnek tekinthető, hogy IV. Béla koronázása ugyan Fehérváron, de nem a Nagyboldogasszony-bazilikában, hanem a Szt. Péter templomban történt.

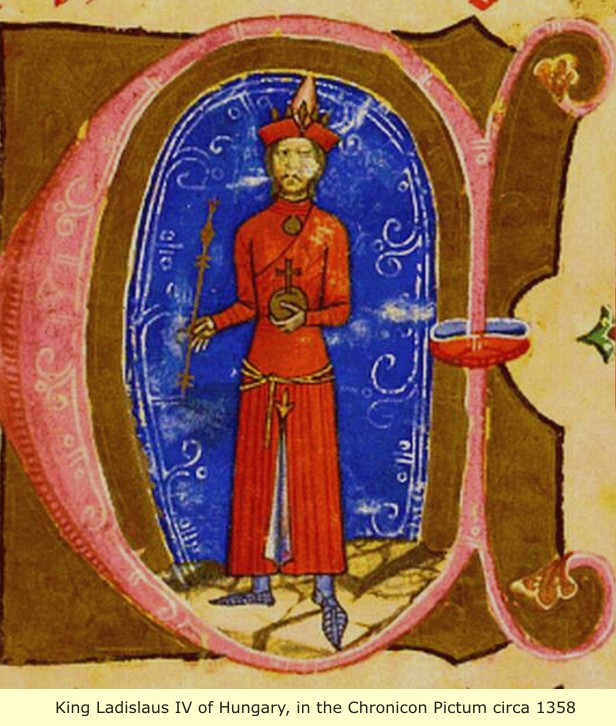
IV. László 1272.szept. 3 előtt–1290. júl 10.
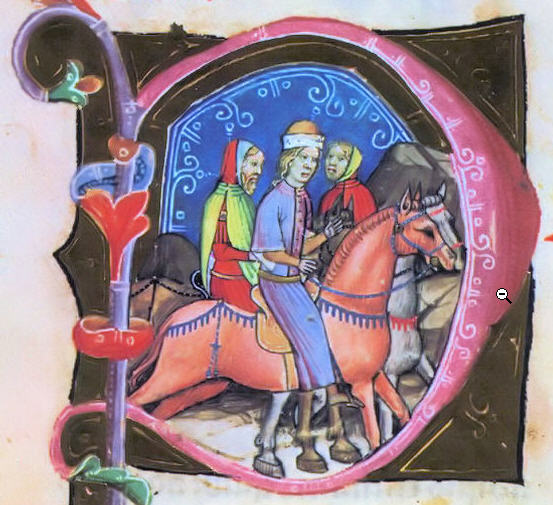
III. András 1290. júl. 23.–1301. jan. 14.

III. András koronázását Hornecki Ottokár írta le részletesen. III. András trónra jutása már az interregnum előterébe (Károly Róbert – Vencel – Ottó) tartozik, hiszen voltak, akik már IV. Lászlóval kihaltnak tekintették az Árpád-házat. Megkoronázását – megválasztása ellenére – az ellenérdekelt nagyurak meg akarták akadályozni, de a koronát hagyományosan őrző fehérvári prépost, ekkor egy bizonyos Tivadar, az új király híve volt és a kezére juttatta a koronát. A koronázáson a fehérvári bazilikában Ladomér esztergomi érsek celebrálta a misét. István király megszentelt ruháját adták Andrásra, a szent olajjal történő felkenés után a fejére helyezték „Szent István koronáját”, majd a kezébe adták a jogart és az országalmát. A főurak azonban csak akkor voltak hajlandók esküt tenni az új uralkodónak, miután a király letette a koronázási esküt.

## Koronázások a vegyesházi királyok korában
A vegyesházi királyok korában tovább növekedett a koronázás és a Szent Korona szerepe a számos trónviszály miatt.
Vencel (Přemysl-ház) 1301. aug. 27.–1305. aug. 18.
Vencelt tizenegy éves korában 1301. augusztus 27-én Fehérváron, a Szent Koronával koronázták meg. A koronázást János kalocsai érsek végezte. Vencel 1305 őszén hivatalosan is lemondott a magyar trónról, a koronát szövetségesének Wittelsbach Ottó bajor hercegnek adta át.
Ottó (Wittelsbach-ház) 1305. dec. 6.–1307. második fele
Ottót a Venceltől kapott Szent Koronával 1305. december 6-án Fehérváron koronázták meg, a koronázást a Benedek veszprémi és Antal csanádi püspök végezte. Ottó később fogságba került és az országból kiűzték, magyar királyi címét haláláig viselte.
Károly Róbert (3. Anjou-ház) 1307. okt. 10.–1342. júl. 16

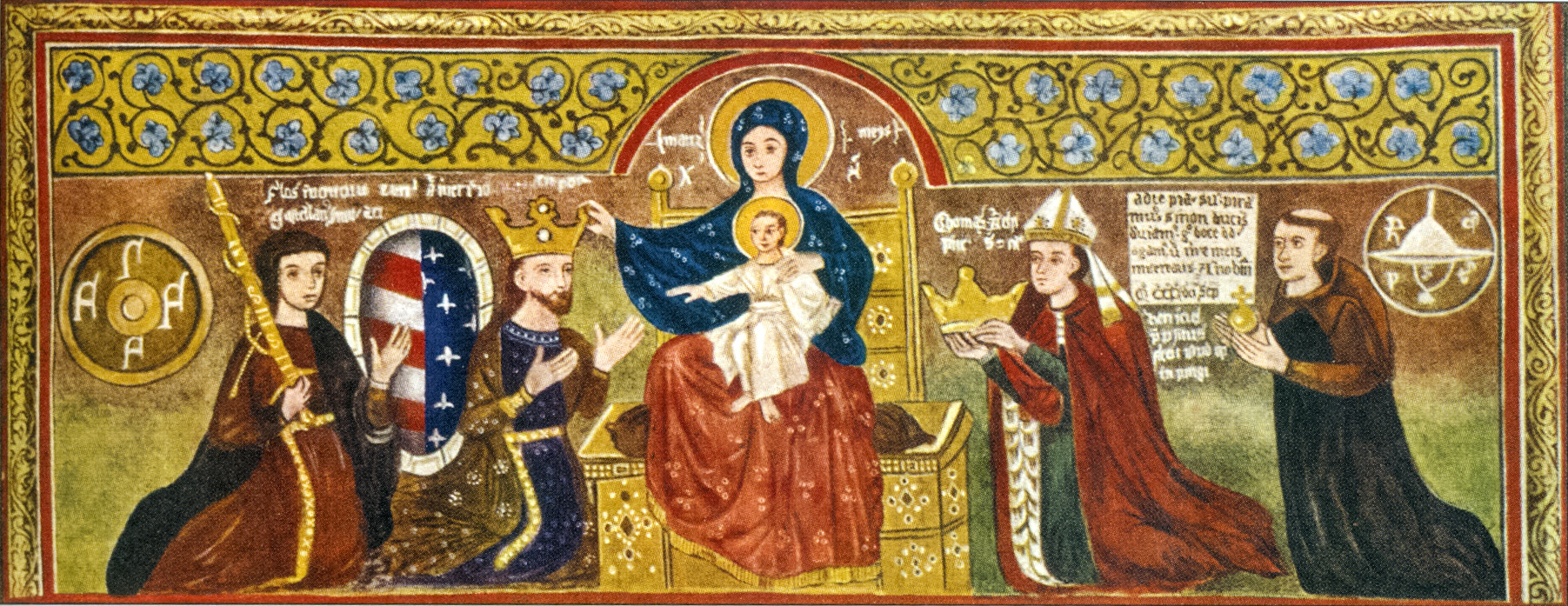
I. Károly „koronázása” – korabeli ábrázolás (Szepeshely)

Károly Róbertet háromszor is megkoronázták. Közvetlenül III. András halálát követően – 1301 elején – a tizenhárom éves Károlyt hívei Esztergomba vitték, ahol egy alkalmi koronával Bicskei Gergely választott esztergomi érsek koronázta meg. Az ország feletti hatalom megszerzéséhez – kis támogatottsága miatt – a jogszerűtlennek tekinthető koronázás nem volt elégséges. Az ellenpárt tevékenysége (ellenkirályok felléptetése) közel egy évtizedig tartó küzdelemre kényszerítette, melynek során a szentszék támogatásával legitimitását újabb koronázásokkal igyekeztek igazolni.
Részlet Károly Róbert második koronázásáról készült – Gentilis bíboros magyarországi követségének okirataiból származó – oklevélből (1309. június 15.):

„ … jelen volt a Krisztusban tisztelendő atya úr, Gentilis testvér, a Hegyi Szent Mártonról címzett bíborospap, a Szentszék követe, aki a Szűz Mária említett egyházának főoltára mellett ült, a Krisztusban tisztelendő atyák közül Tamás esztergomi érsek, aki ugyanazon oltár előtt állt, felkészülvén a nagyságos fejedelem, Károly úr, Magyarország kiváló királya koronázására és az ünnepi mise mondására, … Az említett Károly úr, Magyarország királya térdet hajtván a megnevezett oltár és az esztergomi érsek jelenlétében, megérintvén és megcsókolván a szent evangéliumot, melyet az esztergomi érsek és én, az alulírott jegyző tartottunk. Előbb latinul felolvasva, majd később a már hivatkozott esztergomi érsek által magyarul előterjesztve, megesküdött, hogy az alábbiakat sértetlenül megtartja. … Ezek után mind a már előbb említett, ugyanott jelen lévő bárókat, mind a fentebb néven nevezetteket, valamint a felsorolt, jelen nem lévők részéről megjelenteket az említett esztergomi érsek egyenként szólította. Ők megérintvén ugyanazt a szent evangéliumot, az elmondottakat együttesen és külön-külön esküvel megerősítvén magát Károly urat Magyarország törvényes és igaz királyának, valamint a mondott ország és a saját természetes uruknak elismervén, a mondott esztergomi érseknek s nekem, az említett jegyzőnek – akik, mint mondottuk, a könyvet tartottuk – a kezébe letették a királyt megillető hűségesküt és azt a szokásos esküvést, amellyel Magyarország bárói tartoznak a királynak.”

– Petrovics István fordítása

A második koronázás – ami Budán és nem a Szent Koronával történt – sem hozta meg a kívánt egységet, ezért 1310. augusztus 27-én Fehérváron, a Szent Koronával – amit az Erdélyre kimondott egyházi tilalommal és a László vajda egyházból való kiközösítésével sikerült visszaszerezni – újabb koronázásra került sor.
Részlet a Képes krónikából:

„Ezért amikor az említett nemesek a holtak tetemét a temetőkön kívül látták heverni, keserű és felzaklatott lélekkel összegyűltek Pest környékén, a Ratus mezején, az Úr ezerháromszáztizedik évében, és a már többször említett Károlyt egyhangúlag elfogadták királyuknak, majd Albába siettek, és Szent István király nyolcadán, csütörtökön ünnepélyesen és örömmel megkoronázták a László vajda által visszaadott szent koronával.”

–  Bellus Ibolya fordítása

Nagy Lajos (3. Anjou-ház) 1342. júl. 21.–1382. szept. 10.
A Nagy Lajos korabeli Képes krónika (1358) a következő tudósítást adja a koronázásról:

„Követte őt felülnevezett fia, Lajos herceg, kit ugyanabban a fehérvári egyházban, atyjának temetése utáni harmadik napon, vagyis Szent Jakab apostol ünnepét megelőző vasárnapon a Krisztusban tisztelendő atyák: Csanád esztergomi érsek, László pécsi, Miklós egri, Meskó veszprémi, Vid nyitrai, Kálmán győri és Lőrinc boszniai megyés püspökök meg a többi főpapok egész Magyarország összes báróinak és egész nemességének egyetértésével és akaratából felkentek királlyá, és a szent koronával dicsőségesen megkoronáztak. Itt a királyt karddal övezte fel a nagyságos férfiú, Tamás erdélyi vajda, akinél hatalmasabbnak azon időben senkit sem tartottak, akit a már említett boldog emlékezetű Károly király is az ország minden más báróinál jobban és módfelett kedvelt és felmagasztalt, és akit maga Lajos király is fejedelmi adománnyal jutalmazott. Végül a királyt Szent István király szent jelvényeivel felruházva és felékesítve, fején a szent koronával levezették, és a királyi trónusra ültették. A felülmondott Lajos király mind az ott levő felülnevezett főpapok, bárók és nemesek kérésére ugyancsak megfogadta, hogy országának minden nemeseit kiváltképpen szeretetében tartja, és szabadságukban megőrzi.”

–  Geréb László fordítása

Mária (3. Anjou-ház) 1382. szept. 17.–1395. máj. 17.
„Miután Nagy Lajos királyt Székesfehérvárt a kápolnában, melyet önmaga Katalin leánya elhunyta alkalmából építtetett, szeptember 16-án eltemették, a következő napon leányát, Máriát – mint ezt maga írva hagyta – a főpapok, országnagyok, nemesek és főnemesek összésége, mintha boldogult atyjának fia lett volna, Magyarország királyának megkoronázták ugyanazon szent koronával, melylyel a magyar szent királyokat, az ő elődjeit megszokták volt koronázni, megtartván a szokásos ünnepségeket; egyhangúlag, senki sem ellenkezvén fölkenték és a kormánypálczát kezébe adták.” 
Mária koronázásakor tizenegy éves volt, uralkodásának kezdetén mellette anyja, Erzsébet kormányzott.
Kis Károly (3. Anjou-ház) 1385. dec. 31.–1386. febr. 24.
Mária és anyja Erzsébet kormányzata által elkövetett politikai hibák miatt, délvidéki pártja Durazzói Károly nápolyi királyt hívta meg a magyar trónra. Mária a trónról lemondott, a fehérvári országgyűlésen a rendek Károlyt Magyarország királyává választották. A koronázást Demeter esztergomi érsek 1385. december 31-én reggel kilenc órakor, Mária és Erzsébet jelenlétében a szokásos külsőségek szerint végezte el.
A Thuróczi-krónika koronázást leíró részlete:

„A szent palásttal borítva, az előkelőségek között ott állt már Károly, és miközben a papság a titokteljes isteni igéket énekelte, az esztergomi érsek a királyi koronát kezében tartva szokás szerint háromszor megkérdezi a népet, akarja-e Károlyt királynak.”

–  Bellus Ibolya fordítása

II. Károly koronázásának fenti részlete, a Koronázási palást, koronázáskor történő használatára utaló első hivatkozás.
Zsigmond (Luxemburg-ház) 1387. márc. 31.–1437. dec. 9.
Zsigmond, a Kis Károly meggyilkolását követő belháború idején – Nagy Lajos fiúsítottnak tekintett és királlyá koronázott leányának férjeként – választás és koronázás jogán lett Magyarország királya. Koronázása 1387. március 31-én, virágvasárnapján, Fehérváron történt. Zsigmond magyar király maradt az után is, hogy felesége Mária királynő 1395-ben meghalt, helyzete uralkodásának kezdetén több esetben is bizonytalanná vált.
Nápolyi László (3. Anjou-ház) 1403. aug. 5. – 1414. aug. 6.
Zsigmond sorozatos törvénysértései miatt a bárók és főpapok 1402 végén – 1403. január elején Váradon Szent László sírjánál esküt tettek, hogy Zsigmondot nem tekintik többé királyuknak, hanem a helyére Nápolyi Lászlót ültetik. Az összeesküvést Kanizsai János esztergomi érsek és Bebek Detre volt nádor vezette, de mögöttük ekkor már az elégedetlenek nagy tábora állott. A magyar főurak Zárába érkezését követő egyeztetések után, Lászlót 1403. augusztus 5-én a Szent Krizogon-templomban, a pápai legátus által megáldott alkalmi koronával Magyarország királyává koronázták. A koronázást valószínűleg az esztergomi érsek végezte, a kalocsai érsek, több püspök – győri, veszprémi és zágrábi – a Zsigmond által letett nádor és más főurak jelenlétében. A koronázást követően László a dalmát városok szabadalmait megerősítve, nápolyi és más olasz csapatainak élén a Magyar Királyság észak-dunántúli országrészébe indult, de nem tudott eredményt elérni. 1403 novemberében visszatért Nápolyba, magyar királyi címét haláláig viselte.
Albert (Habsburg-ház) 1438. jan. 1.–1439. okt. 27.
Zsigmond halálát követően, 1437. december 18-án a Pozsonyban az ország rendjei – a távollévők nevében is – Albert herceget Magyarország megkoronázandó királyává és urává, Erzsébet hercegnőt (Zsigmond lányát) pedig Magyarország megkoronázandó királynéjává és úrnőjévé választották.
A koronázási hitlevelet a szükségessé vált módosításokkal a király és a királyné jelölt és tíz osztrák főúr látta el pecséttel, kijelentve azt is, hogy a hitlevelet a koronázás után a királyi és királynéi pecséttel is megerősítik.
A koronázás napját január 1-re tűzték ki. Fehérváron az év utolsó napjaiban a király és az esztergomi érsek szavai szerint a főpapok, zászlósurak, előkelők és nemesek bő sokaságai gyűlt egybe. Az egykorú feljegyzés a jelenlévők számát húszezerre teszi. A koronázás előtt nézeteltérés támadt az esztergomi érsek és a veszprémi püspök között a királyné koronázásának illetékessége miatt. A veszprémi püspök fölmutatott oklevelekkel igazolta, hogy a királyné koronázása őt illeti meg. A koronázás azon szertartásokkal ment végbe, amelyek elődeiknél voltak gyakorlatban. Koronázási esküt a király csak a maga nevében tett. Az eskü szövegében a királyi hatalom korlátozására célzó kijelentés is elhangzott, ugyanis a király két esetben is arra kötelezte magát, hogy híveinek tanácsával fog élni. A királyné koronázásánál a veszprémi püspök jogának elismerése azt a fontos következményt vonta maga után, hogy a koronázó főpap a királyok hitveseinek koronázásánál gyakorlatban levő szertartásokhoz alkalmazkodott, magánjellegű, úgynevezett házi koronát használt, ellenben a közjogi jelentőségű Szent Koronát nem tehette a királyné fejére. Így Albert és Erzsébet közjogi állásának különbsége még szembetűnőbbé vált.
I. Ulászló (Jagelló-ház) 1440. márc. 8.–1444. nov. 10.
1440-ben kettős koronázásra került sor Fehérváron. A kiskorú V. László ellenében a rendek 1440. január 1-jén, a budai országgyűlésen, III. Ulászló lengyel királyt választották meg magyar királlyá. Mivel Erzsébet királyné a Szent Koronát Visegrádról ellopatta, ezért Jagelló Ulászlót egy olyan fejékkel koronázták meg, ami addig István király fejereklyetartóját díszítette. Ez a párt kényszerűségből az ő birtokukban lévő más koronázási jelvények, így a kard, a jogar, az országalma és a szent legátusi kereszt jelentőségét hangsúlyozta. Az anyakirályné által végrehajtatott koronázást érvénytelennek nyilvánították, és az új koronázást – a hűtlenség terhe mellett – kizárólagos érvényűnek ismerték el, hivatkozva a Szent Korona rendek hozzájárulásában gyökerező joghatására. I. Ulászló koronázásáról részletesebb adatok maradtak fenn Jan Długosz lengyel, valamint Callimachus olasz humanista történetíró jóvoltából. Innen tudjuk, hogy már ekkor része volt a szertartásnak a király kardcsapása a négy világtáj irányába, ami aztán a pozsonyi koronázások egyik látványos eseménye lett. Az apostoli kereszt átadása azt jelképezte, hogy a király jelölheti ki az ország püspökeit. A koronázást, az előtte a csecsemő V. Lászlót is megkoronázó, Szécsi Dénes esztergomi érsek végezte július 17-én.,
Ulászló 1444-ben a várnai csatában elesett, halála után adományait és rendelkezéseit az országgyűlés megsemmisítette.
V. László (Habsburg-ház) 1452. szept. 4.–1457. nov. 23.
A Visegrádról ellopott koronával történt „szabályos” koronázásban V. László, Habsburg Albert utószülött fia részesült 12 hetes korában. A koronázást 1440. május 15-én, Szécsi Dénes esztergomi érsek végezte, a kisebbségben lévő Erzsébet-párti urak jelenlétében. Az eskü után a csecsemő királyt arany takarón felemelték, majd a Szent Péter templomban intronizálták. V. Lászlót, a Frigyes császártól kikényszeríttet kiadatását követően nem koronázták újra, de 1453. elején, Pozsonyban a szükséges esküt letette.
Hunyadi Mátyás 1458. jan. 24.–1490. ápr. 6.
Hunyadi Mátyást az 1458. január 1-jén összeült országgyűlés választotta királlyá. Bonfini tudósítása szerint, Budára történt bevonulásakor Mátyás az eskü letétele és a Te Deum után, a királyi palotában leült az ország ügyeit intézni. Az országos ügyek intézésének megkezdése a koronázások befejező aktusának az intronizációnak felel meg, amelyre a fehérvári koronázásokon a Szent Péter-templomban került sor.  Miután a koronát Mátyás visszaszerezte, 1464. március 25-én Fehérváron megkoronáztatta magát, az előkészületek szerint a királyné, Katalin koronázása is ekkor történt volna – de a királyné néhány héttel az ünnepség előtt meghalt. Mátyásnak a Szent Koronával történt megkoronázásáról a tényen kívül részletesebb információk nem maradtak fenn.
II. Ulászló (Jagelló-ház) 1490. július 15.–1516. márc. 13.
II. Ulászló koronázásáról maradtak fenn az addig legrészletesebb információk Bonfini révén. Ekkorra, 1490-re már megszilárdult a magyar királyok koronázási szertartásának rendje. A pontificaléban rögzített egyházi szertartáshoz hozzákapcsolódtak a magyar sajátosságokat is hordozó világi részek, és a teljes koronázási szertartás egységes egésszé kovácsolódott össze.
Az új királyt 1490-ben Budán, a Szent György-templom előtti gyűlésen választották meg „hivatalosan” uralkodónak. Ezt követően küldöttség ment a király elé az országhatárra. (Még a határon, Farkashidán oklevelet kellett adnia arról, hogy felszámolja Mátyás központosító törekvéseit.) Buda közelében újabb küldöttség fogadta és a városba vezette. Augusztus 29-én Osvát zágrábi püspök Visegrádról Budára vitte a Szent Koronát.

A főurak ezekben a napokban folyamatosan érkeztek Székesfehérvárra az ország minden részéből. Mivel a kalocsai érsek és Újlaki Lőrinc herceg késett, a koronázást elhalasztották, de ők végül mégsem érkeztek meg. A király a koronázás előtti héten minden második napot böjtöléssel töltött. A koronázásra szeptember (18/21)-én, szombaton, mise közben került sor Fehérvárott a Boldogasszony-bazilikában. A király két püspök között vonult a templomba. Előttük Corvin János vitte a Szent Koronát, Bátori István a jogart, Szentgyörgyi János gróf az országalmát, István szerémi püspök a békecsóktáblát (arany kereszt), a Szent János-lovagok vránai perjele az egyszerű keresztet. Kinizsi Pál kivont kardot, Geréb Mátyás arany hüvelybe dugott kardot hordozott; Kanizsai László a királyi zászlót vitte. A szertartásmester Pruisz Filipecz János váradi püspök volt. Szertartáskönyvét, benne a Corvin-könyvtár kódexeivel rokon miniatúrákkal, a Nagy Lajos koronázásakor használt iratról másolták. A misét Laki Túz Osvát zágrábi püspök celebrálta és a koronázást is ő végezte a kiskorú Estei Hippolit esztergomi érsek képviseletében. A főpap esküt vett a királytól az igazság, a törvény, a vallás és a béke megőrzésére. Ulászló meztelen karját és a vállát megkenték a szent olajjal. Utána a király a sekrestyében átöltözött; 

„levéve róla a köpenyt, az égi István ruháját adták rá és aranyos csizmába bujtatták. A bársonypalást égszínkék volt, pálmaággal kivert győzelmi díszruha módjára Isten trónusát és az apostolokat szőtték rá káprázatos ragyogással aranyból”

– Bonfini

 A főpap a kivont kard, majd pedig a hüvelyébe zárt kard átadásával felszólította a királyt a keresztény parancsolatok betartására. Az utóbbit a király kivonta, erősen megsuhintotta, és a balkarján letörülve visszadugta a hüvelyébe. A váradi püspök felvette az oltáron nyugvó Szent Koronát és az összes püspök segítségével Ulászló fejére helyezte, kezébe adták a jogart. Ezután a királyt, fején a Szent Koronával, kezében a jogarral, az intronizáció szertartásával a trónra ültették. A szertartás egyházi része a mise befejezésével zárult. Ezután Ulászló a még a koronázó templomnál is régebbi Szent Péter-templomba vonult, ahol Géza fejedelem sírja is volt. Itt a király lovagokat avatott, törvényt ült: két perben ítéletet hozott. Ezt követően a városon kívül egy magaslatra állított emelvényen – meghatottságában könnyezve – megesküdött a törvények, az „alkotmány” betartására és megcsókolta a koronázási keresztet. (Az „alkotmány” alatt ebben az időben két alaptörvényt értettek: a II. András által 1222-ben kiadott Aranybullát és a Nagy Lajos 1351. évi, a nemesség előjogait szabályozó törvényét.) Ezután az új uralkodó egy mesterséges dombra lovagolt és a négy égtáj felé vágott a kardjával, az ország védelmének jelzéseként.
A kortárs Tubero szerint 1490-ben nem a hagyományos magyar koronázási szertartást alkalmazták. Az akklamációt a bárók és főpapság valamint a nemesség ellentéte – II. Ulászló az arisztokrácia jelöltje volt – miatt nem merték megkockáztatni.
II. Lajos (Jagelló-ház) 1516. márc. 13.–1526. aug. 29.
1508-ban II. Ulászló elérte, hogy fiát, a kétéves Lajost is megkoronázzák Magyarország királyának. A politikai viszonyoknak megfelelően a főurak szerepe egyre növekedett a szertartásban. Ekkor már nem az esztergomi érsek, hanem a nádor tette fel a kérdést a templomban a „népnek”, azaz a főuraknak, hogy akarják-e Lajost a királyuknak. Emellett ekkor a korona felhelyezését is együtt végezte a nádor Perinyi Imre, Bakócz Tamás esztergomi érsekkel. A magyar középkor utolsó fehérvári koronázása II. Lajos feleségének, Máriának a koronázása volt, 1521-ben.

## Az újkori magyar koronázások jellegzetességei
1439-ben – magyar rendi állam kezdetén – Albert király váratlan halálával beállott interregnum újból alkalmat adott a rendeknek, hogy az államhatalmat a kezükbe vegyék, és egy, saját akaratukból választott királynak adják át. A rendek ezt követően már nem érték be azzal, hogy a királyi tanács díszleteit szolgáltassák, hanem maguk is részt kívántak venni a döntések meghozatalában., 1505-ben a II. Ulászló által összehívott rákosi diétán a rendek még határozottabban léptek fel, az országgyűlés végzése már nem csupán a törvényhozásban ad részt a rendeknek, hanem a törvények végrehajtására hivatott országos kormányzásban is. A rákosi diéta a trónutódlás – Ulászlónak ekkor még nem volt fia – kérdésével is foglalkozott, döntése azt is kimondta, hogy a magyar nép soha többé nem fog idegen királyt választani – ez nyíltan a Habsburgok örökösödése ellen irányult. Indoklása szerint az idegen királyok a magyar nép iránt közömbösek, csak saját hasznukat keresték a magyar trónon, aláásták az ország nemzeti királyok alatt elért nagyságát és virágzó állapotát., A rákosi végzés királyi ratifikáció hiányában nem emelkedett törvényerőre.
A koronázás egyházi szertartása a rendi állam kialakulásával közjogi eljárássá vált, mely a hatalom rendek akaratából történő átruházását juttatta kifejezésre. A koronázási eskü is kettévált, az egyházi eskü (az igazság és a béke esküje) mellett megjelenő világi alkotmánybiztosító eskü a választási kapitulációval a rendi alkotmány alapjává vált.
Szapolyai János királlyá választása az 1526. évi székesfehérvári országgyűlésen történt a köznemesség által lándzsára tűzött 1505-ös rákosi végzés értelmében, de a nádor vezetése alatt álló Habsburg-párt Ferdinánd osztrák főherceg személyében egy másik rendi gyűlésen mégis új királyt választott. A királyválasztás egyik ekkorra kialakuló feltétele az volt, hogy az országgyűlést a nádornak kell összehívni. A fehérvári országgyűlést, amelyen Szapolyait királlyá választották, maga Szapolyai hívta össze a tokaji rendeletével. Ferdinándot pedig ezt követően, a királyné által összehívott országgyűlésen választották meg a nádor támogatása mellett. Ferdinánd, a dédapja és nagyapja által kötött 1463. és 1491. évi szerződésekre hivatkozva trónigényét a mohácsi katasztrófát követően azonnal bejelentette. Magát Magyarország örökös királyának tekintette és a magyarok többségének ellenérzését még a választógyűlés előtt kiadott – kemény fenyegetéseket is tartalmazó – hitlevéllel próbálta eloszlatni. Végül is térnyerését katonai sikerei alapozták meg, Budára történt bevonulását követően a főrendek és az itt megjelent nemesség tagjai királyként újra elismerték. Koronázási esküje, mely tartalmilag – a fenyegetések kivételével – ismétlése a hitlevelének az ezt követő Habsburg-kor koronázási esküjének – alkotmánybiztosító eskü – alapjaként tekinthető. Ferdinánd a magyar trón birtokába jutva, azt fia és az egész Habsburg-ház számára szerződésekkel – 1538. évi váradi béke; 1547. évi V. törvénycikk ( Archiválva 2013. december 17-i dátummal a Wayback Machine-ben) – igyekezett biztosítani. A királyválasztásoknak az ezt követő időkben már csak névleges szerepe van – a királyi hatalom melyet a király az öröklés jogán nyer el, a rendektől származik. A Habsburgok azonban a királyi hatalmuk rendi forrását nem akarták elismerni, ami miatt folyamatos küzdelem alakult ki a rendek és király között. Abszolutizáló törekvéseik azonban összhangban voltak a kor trendjével. Miksa 1563. évi koronázása már a formai választás mellőzésével és hitlevél nélkül történt. Ezt követően 1572-ben Miksa viszont elismerte, hogy fiát Rudolfot a rendek választották, II. Mátyás esetében formális választás volt melyet Mátyás még később is elismert. Mátyás – mivel fia nem volt – utódjává a magyar rendek megkérdezése nélkül Ferdinánd főherceget nevezte ki. II. Ferdinánd utódlását a magyar országgyűlés elismerte, a „választás” szó 1622. évi II. törvénycikk 5. paragrafusába ( Archiválva 2013. december 17-i dátummal a Wayback Machine-ben) is bekerülhetett, a tizenhét pontból álló hitlevél királyválasztás előtti kiadására Pázmány Péter bírta rá az erősen vonakodó főherceget. A „szabad választás” III. Ferdinánd trónra lépése kapcsán is bekerülhetett a törvénybe, apja hitlevelét adta ki és az 1526. óta szokásos koronázási esküt tette le. IV. Ferdinánd koronázása és még I. Lipót trónra lépése is azonos feltételekkel történt.
Magyarország török alóli felszabadítását követően az udvar fegyverrel hódított tartományként kezelte az országot, a magyar alkotmány mellőzésével a dinasztia érdekei és tetszése szerint járt el. 1687-ben, I. Lipót fia I. József koronázása kapcsán a magyar országgyűlés féltve őrzött választási jogát a Habsburgok fiági, elsőszülöttség szerinti trónöröklési jogának elfogadtatásával hatástalanították ( Archiválva 2016. március 4-i dátummal a Wayback Machine-ben). A forma szerint az országgyűlésnek kellett felajánlani az öröklési törvényt, Lipót a felajánlást kegyesen tudomásul vette és végül a saját tervezetét fogadtatta el – véghezviteléért Eszterházy Pál nádor a koronázás előtti napon német birodalmi hercegi rangot kapott. A hitlevél tizenhét cikkelyéből csak hét maradt, kizárva az Aranybulla ellenállási záradékát ( Archiválva 2016. március 4-i dátummal a Wayback Machine-ben) és beiktatva a magyar törvények értelmezéséről és alkalmazásáról szóló kétértelmű záradékot. Az abszolutizmus beköszöntével a rendiség formális királyválasztási joga megszűnt, a koronázásokon a hatalom átruházásához történő hozzájárulást a király előtti hódolás és a hűségeskü letétele váltotta fel – „ declaratum est: Eb ura fakó. József nem királyunk többé!”. III. Károly szabadságharcot követő koronázása során az aktualitásokat vesztett második és hetedik cikkelyeket a hitlevélből kivették, ettől kezdve a hitlevelek és koronázási eskük mindvégig ezt az 1712. évi formulát (Carolinum) követték, a későbbi bővítésükre tett erőfeszítések nem vezettek eredményre. 1722-ben a rendiség feladta az utolsó pozíciót is, a Habsburg-ház osztrák és spanyol fiágának kihalása esetére el kellett fogadnia a nőági örökösödést (a Pragmatica Sanctio ekkor került be a hitlevél negyedik cikkébe).
Az 1687. utáni koronázásokon már mellőzték az akklamációt, I. József koronázása kapcsán értesülünk először a nádor szerepléséről is. A nádor az érsekkel együtt teszi a koronát a király fejére: „extunc rex ante altare genuflectit et palatínus una cum archiepiscopo coronam capiti regis imponit”. A későbbi koronázásokon a nádor vitte a jelvények közül a Szent Koronát és az intronizáció után ő kiáltotta elsőnek: „Vivat rex! – Éljen a király!”.A kiegyezést követően mivel a nádori méltóság nem volt betöltve a mindenkori miniszterelnök vette át a nádor szerepét.
II. József – a magyar alkotmány szerint jogtalan – abszolutisztikus uralmát követően II. Lipót 1790-ben a rendi alkotmány alapjára tért vissza. Törvényben mondták ki, hogy az öröklés útján trónralépő király hat hónapon belül köteles magát megkoronáztatni, esküt letenni és hitlevelet kiadni, az új alkotmánylevélre irányuló kezdeményezések nem vezettek eredményre. A hitlevél és a koronázási eskü kis eltéréssel azonosnak tekinthető és nem változott I. Ferenc és V. Ferdinánd koronázása során sem. Ferenc József 1867. évi koronázását megelőző áldozatos küzdelem eredményének tekinthető, hogy hitlevele az első magyar nyelvű hitlevél ( Archiválva 2013. december 17-i dátummal a Wayback Machine-ben), tartalmilag azonban továbbra is a Carolinum-nak tekinthető. IV. Károly koronázásakor kiadott 1916. évi utolsó hitlevél is egy lényegiben változatlan tartalmú de aktualitásokkal is – világháború – kibővített diploma ( Archiválva 2013. december 17-i dátummal a Wayback Machine-ben).

### A virtuális magyar udvar szerepe az újkori koronázásokon
A koronázási rendtartásokat általában a Magyar Tanács tagjai – a nádor és a magyar királyi udvarmester vezetésével – az eseményt megelőző hónapokban-hetekben állítottak össze, természetesen mindig építve a korábbi koronázás rituáléjára. A szertartást megelőző napokban azután ezeket a magyar királyi titkár segítségével mind a bécsi udvar képviselőivel, elsősorban a ceremóniákért felelős főudvarmesterrel, mind a rendek időközben megérkező tagjaival részletesen megvitatták, egyeztették, majd megállapodtak a koronázási lakomán betöltendő tisztségek tekintetében is.
Az 1608 évi koronázás különös jelentősége az, hogy eddigi ismereteink szerint először ekkor állították össze a koronázás világi részének ceremóniáit is, Ceremonia privata regni Hungariae címmel. Ez bizonyosan az 1563. és 1572. évi pozsonyi események előkészítő anyagára épült, hiszen a lakomával kapcsolatban például úgy fogalmazott, hogy az uralkodó lovon visszatér szállására az ebéd elfogyasztására, ahol az asztalra, amelynél étkezik, odateszik a koronát, a jogart és az országalmát, s neki annál Magyarország tisztségviselői, és nem más nemzetiségűek szolgálnak fel. Az éppen megkoronázott magyar uralkodó általában legutoljára – a császári párt követően – a magyar udvar- és főkamarásmester vezetésével és a nádor, illetve a koronaőrök kíséretében vonult be a terembe. Miként ez már 1490-ben szokásban volt, a 17. században is a Szent István korából származó palástban érkezett, és ebben maradt végig a lakoma alatt is.
A koronázást végző esztergomi érsek mellett a nádor 1608-ban jelent meg újra, utódai ezt követően 1830-ig az összes pozsonyi lakomán helyet foglaltak. Ez jól tükrözte, hogy a Habsburg Monarchia keretein belül a Magyar Királyság világi elitje nagyjából visszanyerte a középkor legvégére megszerzett tekintélyes pozícióit. Az 1526. után megszűnt önálló magyar királyi udvar névleges főméltóságai az azt következő évszázadokban már csupán a királykoronázások és részben az országgyűlések alkalmával láttak el valamit egykori feladatkörükből. Ezen alkalmakkor a magyar királyi udvar egy rövid időre ideiglenesen „összegyűlt”, másként fogalmazva virtuálisan újra meg újra „életre kelt”. Valójában azonban ekkor sem nevezhető teljességgel önállónak, hiszen Habsburg-uralkodóink még ezen eseményeken is a bécsi udvartartás nagyszámú idegen kíséretével jelentek meg, majd vettek részt a bécsi hatásra részben átalakuló szertartásokon. Mivel azonban a magyar királykoronázás jelképezte legszemléletesebben a Magyar Királyság önállóságát a Habsburg Monarchián belül, reprezentatív jelleggel ez a különleges, magyar udvar nagyrészt mindig összeült Pozsonyban vagy Sopronban. A virtuális magyar udvar a magyar király- és királyné-koronázások utolsó elemét jelentő koronázási lakomákban kapott szerepet. Ezeken, az ünnepségeken a késő középkori önálló királyi udvar névlegessé vált főtisztségviselői (az udvar-, étekfogó-, pohárnok- és ajtónállómester, illetve a főkamarás) újra elláthattak valamit egykori feladatkörükből. Ez a magyar politikai elit állhatatos kitartásának köszönhetően különösen az asztal körüli szolgálatra, kizárólag magyar étekfogók alkalmazására volt igaz, egészen az utolsó 1916. évi budai koronázási bankettig. A királyi asztal középkori ülésrendje viszont gyökeresen megváltozott, így 1563-tól a királyi asztalnál a teljes magyar világi és egyházi elitet általában már csupán a koronázást végző esztergomi érsek és a világi előkelők vezetője, a nádor (majd 1618-tól még a kalocsai érsek) képviselhette. Ez azzal volt magyarázható, hogy a középkori gyakorlattal ellentétben a lakomák ülésrendjét ekkor már nem a magyar királyi udvarmester (curiae regiae magister), és nem is a magyar tanácsosok, hanem a bécsi főudvarmester (Obersthofmeister) a bécsi közös udvar szokásai alapján határozta meg. A koronázási lakomák ceremóniarendje tehát magán hordozta azokat, a bécsi Habsburg-udvarból érkező hatásokat is, amelyek azzal az alapvető folyamattal jártak együtt, melynek következtében 1526 után a Magyar Királyság a Habsburg Monarchia részévé vált.

### Társuralkodók és királynék koronázása
I. Ferdinándtól I. Lipótig – Miksa kivételével – a magyar országgyűlés formálisan választotta Magyarország királyának azt a főherceget, akit az uralkodó király utódjának kijelölt, I. Lipótot követően már a Habsburg-ház elsőszülöttség szerinti joga érvényesült. A koronázásokra nagyrészt már az előző uralkodó életében sor került, kivételek csupán III. Károly koronázásától tapasztalhatók. Ennek kifejezett célja a királyi hatalom zavarmentes átörökítése lehetett.
A királynék koronázására, ha a király már házas volt, általában a királykoronázást követő napon került sor. Külön királynéi koronázások a házasságkötést követő időpontokban továbbra is történtek, ezek helyszíne azonban már nem Fehérvár volt. A királynék koronázása kezdetben ugyanazzal az egyházi szertartással – Pontificale – ment végbe mint a királyé, de a Szent Korona helyett egy házi koronát helyeztek a királyné fejére. Szent István ruháit nem adták rá és nem adtak át neki kardot sem, hiányoztak a világi szertartások is. Az 1563. évi koronázástól állandósul az a szokás, hogy a Szent Koronával a királyné jobb vállát megérintették – mivel a királyné a király segítőtársa a királyi terhek viselésében. A Szent Koronát 1616-tól a nádor veszi le az oltárról és adja át a prímásnak. 1681-től a Szent Koronát a prímás már nem egyedül, hanem a nádorral együtt érinti a királyné vállához. A királyné fejére továbbra is a veszprémi püspök helyezte a házi koronát, a felkenés és a többi jelvény átadását a prímás végezte. A királynéi házi koronát nem a magyar koronázási jelvényekkel őrizték, hanem a bécsi udvar kincstárában. A királyné és udvarhölgyei nem lovon, hanem hintón mentek a koronázás helyszínére.

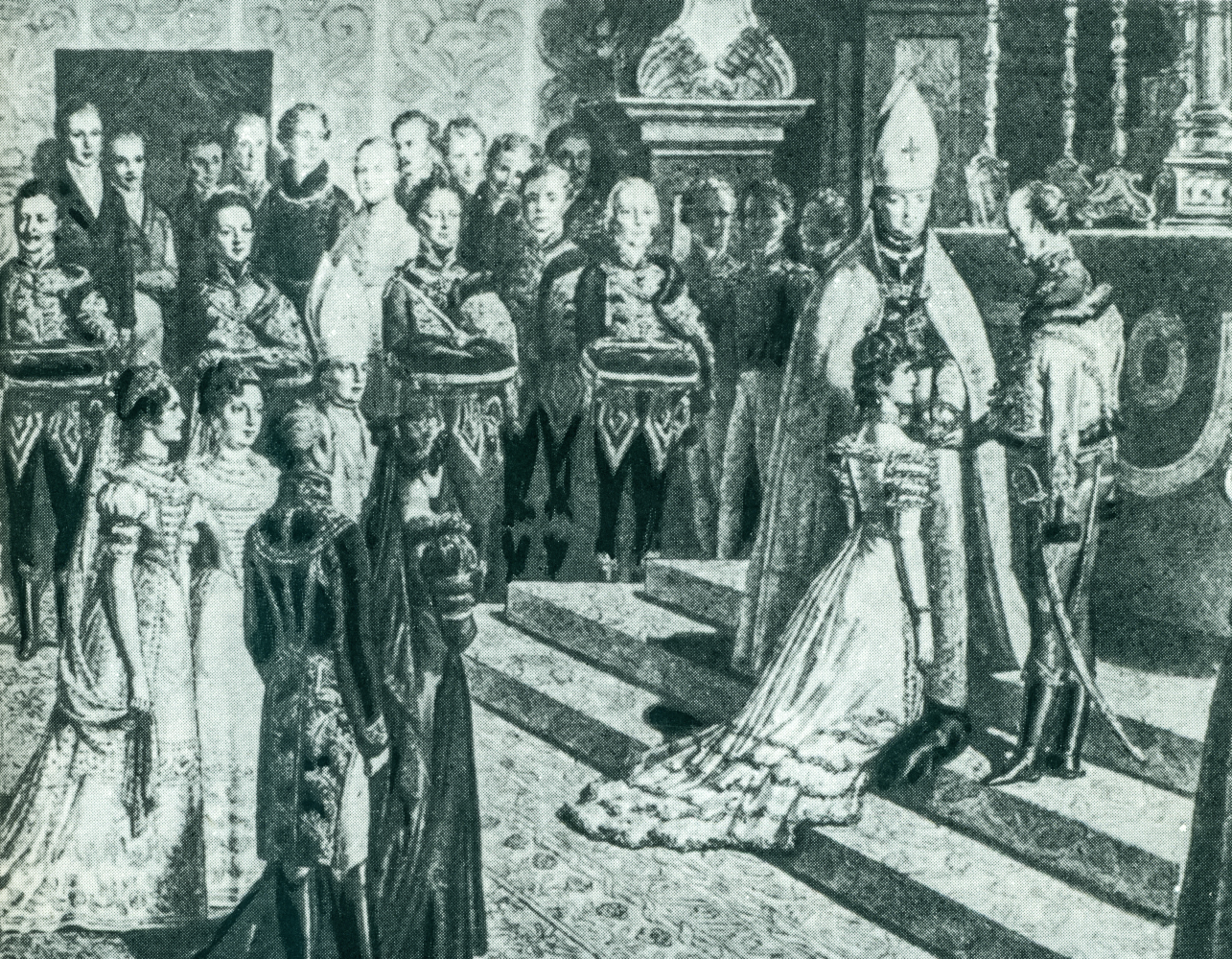
Karolina Auguszta magyar királyné megkoronázása – a Szent Koronát csak a királyné vállához érintik

Az újkori magyar királynék listája a forrásokból beazonosítható koronázásokkal:
- 1527. november 4. ; Fehérvár – Jagelló Anna magyar hercegnő (I. Ferdinánd),
- 1539. ; Fehérvár – Jagelló Izabella lengyel hercegnő (Szapolyai János),
- 1563. szeptember 9. ; Pozsony – Habsburg Mária spanyol hercegnő (II. Miksa),
- 1616. március 25. ; Pozsony – Habsburg Anna tiroli hercegnő (II. Mátyás),
- 1622. július 26. ; Sopron – Gonzaga Eleonóra mantovai hercegnő (II. Ferdinánd),
- 1638. február 14. ; Pozsony – Habsburg Mária Anna spanyol hercegnő (III. Ferdinánd),
- ? – Habsburg Mária Leopoldina tiroli hercegnő (III. Ferdinánd),
- 1655. június 6. ; Pozsony – Gonzaga Eleonóra mantovai hercegnő (III. Ferdinánd),
- ? – Habsburg Margit Terézia spanyol hercegnő (I. Lipót),
- ? – Habsburg Claudia Felicitas tiroli hercegnő (I. Lipót),
- 1681. november 9. ; Sopron – Neuburg Eleonóra pfalzi hercegnő (I. Lipót),
- ? – Amália Vilma braunschweig-lüneburgi hercegnő (I. József),
- 1714. október 18. ; Pozsony – Erzsébet Krisztina braunschweig-wolfenbütteli hercegnő (III. Károly),
- ? – Bourbon Mária Ludovika spanyol hercegnő (II. Lipót),
- 1792. június 10. ; Buda – Bourbon Mária Terézia nápoly-szicíliai hercegnő (I. Ferenc),
- 1808. szeptember 7. ; Pozsony – Estei Mária Ludovika modenai hercegnő (I. Ferenc),
- 1825. ; – Wittelsbach Karolina Augusztina bajor hercegnő (I. Ferenc),
- ? – Mária Anna savoyai hercegnő (V. Ferdinánd),
- 1867. június 8. ; Buda – Wittelsbach Erzsébet bajor hercegnő (I. Ferenc József),
- 1916. december 30. ; Budapest – Bourbon Zita pármai hercegnő (IV. Károly).

## Szapolyai János és Habsburg Ferdinánd megkoronázása

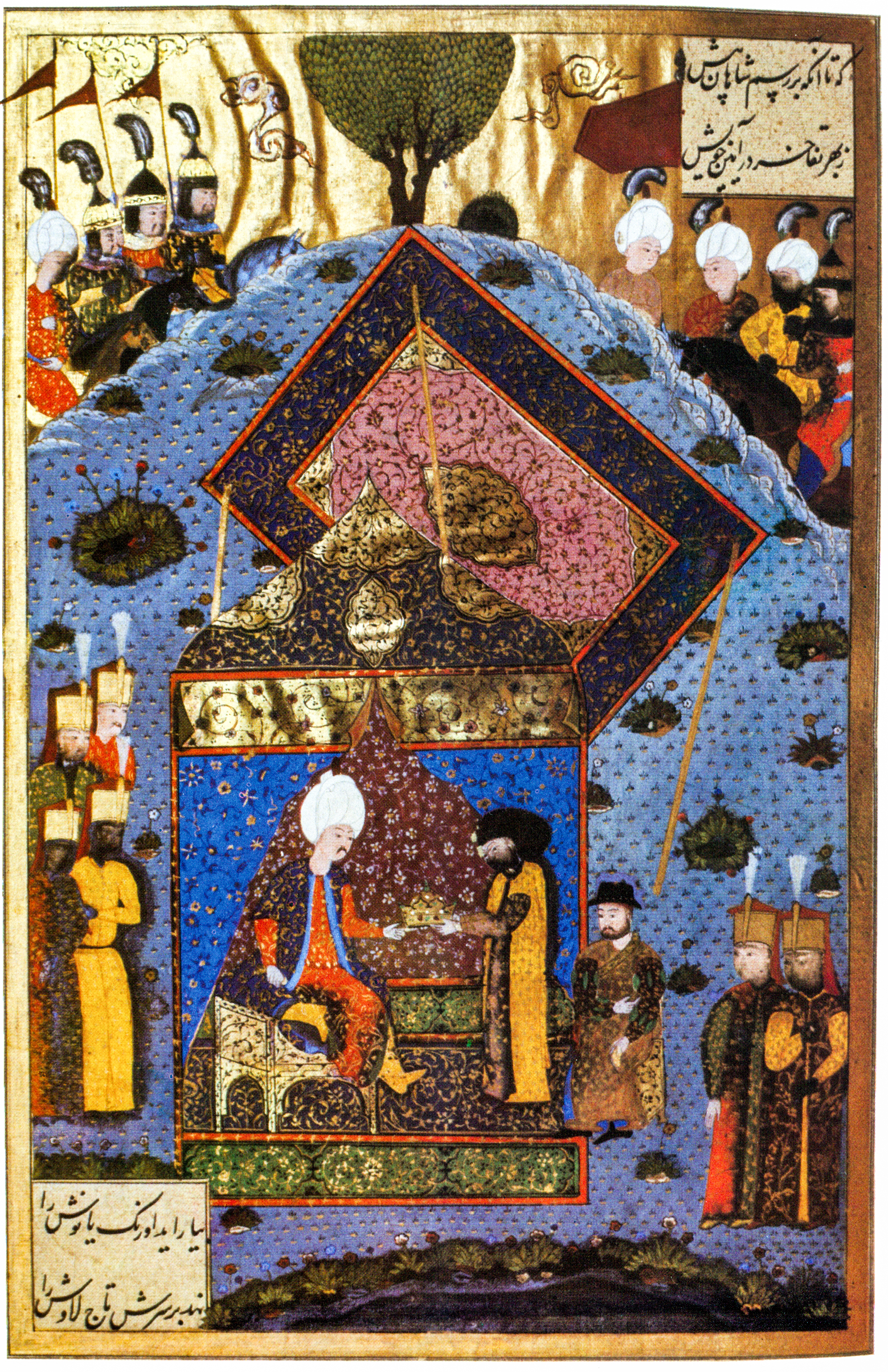
Szulejmán átadja a koronát Szapolyainak

Szapolyai János 1526. nov. 10.–1540. júl. 17/21.
A következő magyar koronázás, amelyről részletesebb leírás maradt fenn – Szerémi György tollából („Magyarország romlásáról”), aki egyébként gyakran a történészek számára megbízhatatlan forrásnak bizonyult – Szapolyai János, azaz I. János magyar király királlyá avatása volt 1526. november 11-én Székesfehérvárott. A koronázást Várdai Pál végezte, melyben Perényi Péter koronaőr segédkezett. Szerémi színes beszámolójában megemlékezik arról, hogy Szapolyai fején megcsúszott a korona, amit rossz előjelként értelmezett. Ez az epizód valós lehet, hiszen azt már jól tudjuk, hogy a Szent Korona mérete nagyobb az emberi fejnél, amint az az utolsó koronázás fényképein már jól látszik is.
I. Ferdinánd (Habsburg-ház) 1526. dec. 17.–1564. júl. 25.
Perényi Péter korábbi koronaőr-társa, Szapolyai megkoronázása után a koronával együtt átállt Habsburg Ferdinándhoz, így az ő megkoronázására is sor kerülhetett a hagyományok jegyében 1527. november 3-án Székesfehérvárott, ami egyben az utolsó ottani koronázás is lett. Ferdinánd cseh király 1527. augusztus 1-én Pozsony alatt érkezett az ország határára, ahol párthívei Báthori István nádor vezetésével fogadták. A határ átlépésekor letette a Tamás veszprémi püspök által felolvasott latin nyelvű esküt, majd kíséretével Óvárra lovagolt. Koronázásáig még sok nehézséget kellett leküzdenie. I. Ferdinánd magyar koronázása a Pontificale Romanum aktusrendjével ment végbe, kar és hátunctióval, de egyházi examen nélkül. Az alkotmánybiztosító eskü az egyházi szertartás után, a szabad ég alatt tétetet. Az Ursinus Veliustól származó leírás a koronázáson résztvevő idegeneket név szerint felsorolja, de a magyarok neveit nem tudja. A leírás szerint az idegenek létszáma elérte a 2500-at, a magyarok pedig megszámlálhatatlanok; a korona régiművű és igen egyszerű, a magyarok pedig azt hiszik róla, hogy az égből szállt alá Szent Istvánra.
Szapolyai és Ferdinánd koronázásnak új elemei voltak, hogy az elsőn Werbőczy István, a másodikon Ursinus Velius humanista tudós beszédet mondott a király-jelölt dicséretére. Ez a szokás nem gyökeresedett meg.
A Szent Korona történetének újabb viharos fordulatai révén a királyi fejék megint János király birtokába került, miután az rövid ideig a török szultán birtokában volt. Szapolyai halála után özvegye, Izabella hosszas tárgyalások után átadta azt a Habsburg-uralkodó részére. (A lengyel hagyomány szerint Izabella az átadás előtt levette a keresztet a koronáról a fia számára, utána pedig elkészíttette a korona mását, ami aztán évszázadokig a lengyel királyi kincstárban volt Magyar korona néven). Ferdinánd 1563. szeptember 8-án Pozsonyban megkoronáztatta fiát, Miksát, a török hódítás következtében egyre zsugorodó Magyarország királyának.

## Az első pozsonyi koronázás (Miksa koronázása)
Miksa (Habsburg-ház) 1563. szept. 8.–1576. okt. 12.
A koronázásról Listhi János veszprémi püspök révén részletes leírás maradt fenn, de színes és részletes leírás maradt fenn Körmöcbánya koronázásra küldött követsége (Petzolt György városi jegyző, Tilesch Lénárd tanító, akikhez később még csatlakozott Nuntaller János és Foith Péter, városbeli tanácsos is) nyomán is.
A Pozsonyba érkező körmöci követek 1563. augusztus 29-én úgy látták, hogy ekkor a rendek már majdnem teljes számban megjelentek és folytak az országgyűlési tárgyalások, melyeknek fő tárgya Miksa megkoronázása volt. Ezen a napon két országgyűlési küldöttség fordult meg Ferdinánd királynál Bécsben.

### Részletek a körmöci követség tudósításából

#### Előkészületek[107]
„Ezen országgyűlésre összegyűlt mágnások és nemeseknek szolgáik- és zsoldosaikkal, azután a városi követek-, s a több különbféle népségnek száma roppant nagy volt, úgy hogy Pozsony városa, melynek különben is a még várandó vendégek számára szállást kellé készen tartani, e részben ugyancsak megszorult s képtelen vala annyi népet befogadni. A nemesség legnagyobb része ennélfogva a várost környező földeken tanyázott, s e czélból a Duna másik partján nagy tábort ütött.”
„A bécsiek már augustus 10-én gyakoroltatták a 4000 főből álló csapatot, s az udvar csak azon kételkedett, hogy vajjon Ágost, szász választó fejedelem a meghívásnak fog-e engedni.” … „Midőn augustus végével a császári udvar vendégei s Miksa kísérete Bécsben és Bécs körűl összegyűlt volt s a magyar országgyűléssel az idézett kétrendbeli küldöttség közvetítése által az előzetes tárgyalások befejeztettek, meghagyta az ősz Ferdinánd a bécsi gyalogságnak, hogy Pozsony felé induljon, s ez egyszersmind jel volt az általános indulásra.”
„Hétfőn, azaz: augustus 30-án végre maga Miksa és Ferdinánd és Károly fivéreivel s ezek nagyszámú kíséretével, melyhez a szalczburgi érsek és boroszlói püspök is csatlakozott, elhagyta Bécset. Miksa Hainburgban éjjelezett, Ferdinánd a maga kísérőivel Petronellát választá éjjeli állomásnak Károly Pozsonyba (?) szállt Harrachhoz és a szalczburgi érsek a lajthai Bruckban telepedett meg.” … „A szállásolás végeztével Ferdinánd és Károly főherczegek Miksát keresték föl, hogy vele a következő nap programmját megbeszéljék s megállapítsák. Ugyancsak az nap estve ide érkezett Pethew János és Balassa János a magyar országgyűlés nevében, hogy Miksától az órát, melyben Magyarországba be fog vonulni megtudják, s a helyet, a hol a magyarok által fogadtatni fogna, megállapíthassák.”
„Következő nap, augustus 31-én, korán reggel a Miksa kíséretéhez tartozó összes csapatok Hainburg és Köpcse között nyílt mezőn öszpontosíttattak, számukra a császár és Miksa által ország és tartományonként vezérek rendeltettek s ez utóbbiak által egy csapattá alakíttattak. Miksa testvérei és a szalczburgi érsek 11 óra tájban érkeztek meg s jelenlétükben szervezkedett a menet. A menet élén voltak a pajzshordók. Ezeknek öltözete fekete bársony és forgós sipka volt; mely arany s ezüsttől csillogott s arany lánczokkal voltak ékesítve; fegyverök csinos alabárd, melynek vasa csiszolt-markolatja rojtos és bársonynyal szegélyezett volt. Ezeket követték a jelenlevő fejedelmek, grófok, mágnások, lovagok és tanácsosok szolgái. Ruházatjok bő, redős s végig ezüst csatokkal ellátott lovagló öltöny-övvel; egy-egy sorban hármanként lépdeltek. Sorban következtek utánok, a cseh lovagok és urak díszöltönyben, ezek után a morvák, sziléziaiak és luzsiczaiak, majd a császár – mindkét főherczeg – és a szalczburgi érsek udvari cselédség végül az osztrák örökös tartománybeli lovagok és urakkal. A következő szakasz trombitásokból és dobosokból állt. Utánok jöttek Ferdinánd és Miksa tanácsosai s ezeket követték a csehországi hivatalnokok. Ezek között az idősb Rosenbergnek 300 lovasból álló kísérete. Most következtek a sziléziai fejedelmek névszerint a tesseni herczeg mindkét münsterbergi herczeg, György és Heinrich ligniczi herczeg és az idősb plaueni fejedelem. Ezek után mentek a császári ház tagjai s pedig mindenekelőtt Miksa mindkét fia, Rudolf és Ernő, aztán a szalczburgi és boroszlói püspök által kísértetve Károly főherczeg; következett Miksa király, balján némileg visszamaradva lovagolt Ferdinánd főherczeg. Végre Miksa neje udvarhölgyeivel négy gyönyörű kocsin; különös feltűnést okozott a királyné kocsija fényűző kiállítása miatt, melyet a császár bocsátott rendelkezésére. Eme szakaszt a bécsi díszcsapat oldalvást csatarendben kísérte. E díszcsapat – 6 zászló és 12 ágyúval – a bécsi polgármester vezérlete alatt ment; ez, valamint a többi parancsnokok, nemkülönben maga a gyalogság – mint Tilesch írja – bársonyt és selymet nem kímélt ruházatjában. A menet zárosztályát a királyi harczosok képezték, mint tulajdonképeni királyi testőrség fényes mellvértekben.”

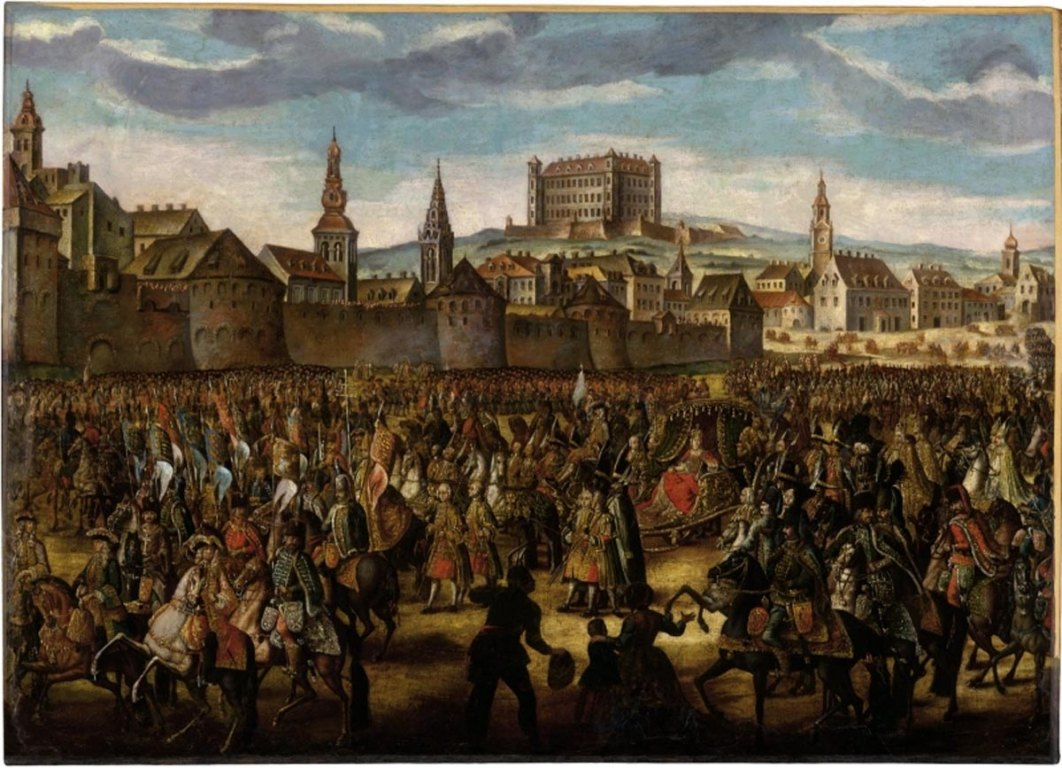
Pozsonyi koronázási menet (1741)

„Nagy volt azok száma, kik Miksát kísérték, de még nagyobb a magyaroké, kik Miksát Pozsony előtt mintegy fél mértföldnyi távolban várták; s bár a csehek és németek mindent elkövettek, hogy ruházatjok és hadi szerelvényeikben a lehető legnagyobb pompát kifejtsék, mindazonáltal a magyar mágnások öltönyeik és fegyverzetűk díszével felülmúlták őket. A főpapság, grófok és mágnások óriási számú szolgaserege általában huszáröltönybe volt öltöztetve, kard és lándzsával, mely utóbbiakról hosszú zászlócskák lobogtak. Mindnyájan fegyveresen és lovon külön-külön kisebb-nagyobb csapatokra oszoltak uraik körül. A főpapok és az ország nagyai ugyan személyökre nézve nem jelentek meg fegyveresen, annál nagyobb fényűzést fejtettek ki azonban ruházatjokban, még a lovak szerszáma is csillogott arany, ezüst- s drága kövektől.” … „A mint Miksa király közeledett, a legelökelébb főpapok és mágnások egynéhánya lováról leszállt s így várta az érkező vendéget miután pedig Miksa a magyarokhoz ért, az esztergomi érsek – Oláh Miklós – által hosszabb latin beszéddel üdvözöltetett; az érsek üdvözölte őt az ország nevében, mint római és cseh királyt, szerencsét kívánt neki a római koronához, sok és nagy erényeit magasztalta, kegyébe ajánlotta az ország karait és rendjeit s arra kérte, hogy ezen megtámadt s a tönkrejutás szélén álló szaggatott országot kegyelmében mindenha tartsa meg, sajnálatát fejezte ki, hogy az ország összes fiainak nincs megengedve, miszerint ily kedves vendég fogadtatásában részt vehessenek, mert azok nagy része a király és összes keresztény világ szolgálatában a határokat védelmezni és a főellenség a török ellen kénytelen harczolni, végtére kiemelte, hogy a jelenlevő karok és rendek azért gyűltek össze, hogy a király iránti tisztelet és hódolatnak kifejezési adjanak s a királyi ház fenségét és fényét öregbítsék. Ezen üdvözlő beszédre Miksa, miután mint római és cseh király fogadtatott, személyesen nem válaszolt, hanem magához hívatta a cseh korona legfőbb országnagyját, a boroszlói püspököt, s megbízta őt, hogy az üdvözletre válaszoljon.” … „Ezután a magyar főpapok és mágnások lóra ültek, a magyar lovasság két részre oszlott s beláthatatlan hosszaságú útczát nyitott, melyen a Miksával érkezett sereg átvonult.” … „Miksával csak az udvar legelőkelőbb személyei, valamint a külföldi fejedelmek, grófok és nagyok s végre a magyar főpapság és mágnások vonultak Pozsonyba, s miután a magyarok Miksát csak mint római és cseh királyt fogadták, csak mint ilyen vonult be s ezért előtte Pappenheim Henrik országnagy s a testőrség kapitánya nyargalt, a német birodalom kardjával (pallosával).” … „Miksa, az esztergomi érsek újonnan épült palotájába, Ferdinánd és Károly főherczeg pedig a várba szállt.”
„Jövő napon, t. i. september 1-én a főherczegek már kora reggel meglátogatták Miksát s vele számos előkelő kíséretében délután 2-3 óra közt a Duna partjára mentek I. Ferdinánd császár elébe, ki hajón volt jövendő. A magyar lovasságnak s a pozsonyi és bécsi csapatoknak Miksa parancsot adott, hogy a Duna két partját foglalják el s mihelyt a hajót, melyben a császárt várták, észreveszik, azonnal kezdjenek lődözni s a puskaport semmikép se kíméljék; ugyanazon utasítás adatott a vár erődjein és városi körfalon levő ágyukat illetőleg, minek következtében a lövöldözés mindaddig folyt, míg a császár a pozsonyi várba meg nem érkezett. Azon időközben, mig a császári hajó közeledett, a vízi bástyáról számos röppentyűt bocsátottak föl, s evvel is nőtt a fogadási ünnepély dísze. Miksa kíséretével hajóra szállva fogadta a császár, s azt a parton várakozó udvari kocsihoz kisérte. I. Ferdinánd azonban kijelenté, miszerint akarja, hogy a kedves magyarok őt minél jobban láthassák, lóra ült annak daczára, hogy őt a roppant porra figyelmeztették, s egyenesen a magyar lovasságnak lovagolt, mely közeledtére két részre oszlott s utczát nyitott. Nem hiányzott ekkor sem, pompás ruházat, zene és dobpergés, melybe az ujjongó nép örömkiáltásai vegyültek. A császár előtt lovagolt Tahy Ferencz, magyarországi fő lovászmester a Szt.-István kardjával, s midőn ezen tisztességet Pappenheim Henrik, királyi háznagy, mint a német birodalom örökös országnagyja és a szász választófejedelem képviselője a maga számára kérte a császártól, ettől azon választ nyeré, hogy ő, t. i. a császár, Pozsonyban mint magyar király és nem mint német császár vonul be és mint a magyarok királya kíván tekintetni.
I. Ferdinánd bevonulása az őt kísérő sokaság miatt késő éjjelig tartott; mindazon által még ugyanazon nap este megüzente a magyar rendeknek, hogy a következő napra a várba gyülekezzenek s előterjesztéseit meghallgassák.”
„A rendek meghallgatván I. Ferdinánd király előadását, a tanácskozási terembe vonultak, hogy munkájokat azonnal megkezdjék, illetőleg folytassák és befejezzék, váratlanul azonban véleménykülönbség támadt a mágnások és a főpapok s urak által » universitas nobilium «-nak nevezett kisebb nemesség között s e miatt a koronázási ünnepély várakozásán felül egész september 8-ig odáztatott el. A vita tárgyát az üresedésben levő nádori szék betöltése képezte.” … „Ennek következtében Miksa néhány biztosát küldé a magyar rendekhez s azoknak september 7-én sikerült a karokat és rendeket arra bírni, hogy a koronázás végrehajtásába beleegyeztek, megjegyezve, hogy csak azután fognak majd a nádor választás tárgyalásához; a biztosok pedig megígérték a nemességnek, hogy az új király a rendek méltányos követeléseit s kivánatait tekintetbe venni s a lehetőségig teljesíteni fogja. Ezen egyesség ugyan későn este történt, mindazonáltal elhatározták a rendek, hogy maga a koronáztatás már a következő szerdán Szent-Mária születése napján menjen végbe, mint a mely napot a magyarok – tudósítónk szerint – ősrégi időktől fogva menyegzőkre nézve különösen szerencsés napnak tartottak. Az előkészületek immár megtörténtek s a magyaroknak volt gondjuk reá, hogy a régi időktől szokásos koronáztatási szertartások egyike se maradjon el s úgy hajtassék végre, a mint hasonló ünnepélyes szertartások valaha Székes-Fehérvárott végbe mentek. Maga a koronázási dombnak is hasonló nagyságú s alakúnak kellett lenni s a pozsonyi plébánia, valamint a Szt.-Ferencz-rendiek templomát is hason módon felékesítették.”

#### A koronázás[108]
„A koronázás napján I. Ferdinánd császár és király, Ferdinánd és Károly fiai a szalzburgi érsektől kísérve, számos előkelőkkel már 6 órakor reggel a várból a főtemplomba vonult. A császár előtt Pappenheim Konrád örökös országnagy a kivont német birodalmi pallossal lovagolt. Mielőtt azonban a császár a templomban megjelent, már összegyűltek volt teljes egyházi díszöltözetben : az esztergomi érsek, az egri, erdélyi, veszprémi, nagyváradi, váczi, nyitrai és csanádi püspökök, szintúgy néhány apát és prépost s számos papság.” … „A magyar főpapság a főoltár mindkét oldalán helyezkedett el s az esztergomi érseknek széke épen az oltárhoz vezető lépcsőzet oldalán állott.” … „ a plébániai templomban a szentélyen, az oltár jobbján emelkedettebb helyen arany szövetű mennyezet alatt ékes s hasonló szövettel bevont ülőhely készült Ferdinánd király számára. Miksa számára szinte a templom szentélyében két hasonló, díszes trón volt készítve, egyike közelebb feküdt az oltárhoz s a voltaképeni koronázási ünnepély alatt a királynak ülőhelyéül, a másik, távolabb eső pedig a további isteni tisztelet alatt való tartózkodási helyül volt szánva. Ferdinánd és Károly főherczeg részére a császári trón közelében eső pad, az oltár jobb oldalán jelöltetett ki, szemközt velők a szalczburgi érsek foglalt helyet.”

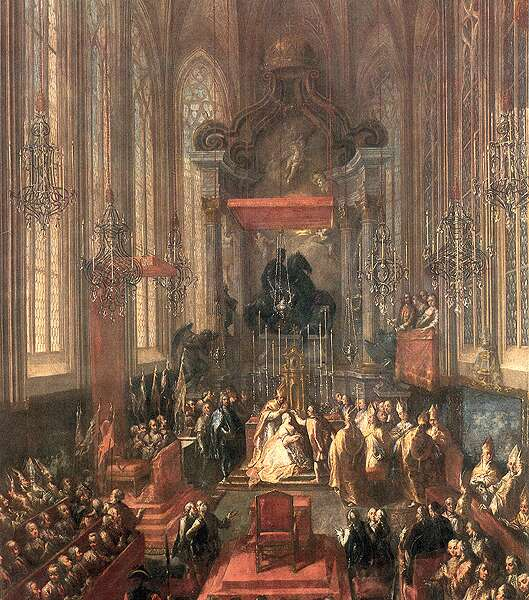
Pozsonyi koronázás (1741)

„Miksa meghallván, hogy I. Ferdinánd immár a templomban van, azonnal oda sietett, a menet azonban a kíséretét képező magyar, cseh s külföldi urak s nemesek sokasága miatt csak lépést haladhatott s félórába került, míg Miksa a plébánia templomot elérte.” … „Miksa előtt Tahy Ferencz magyar főlovászmester a Szent-István kardjával lépdelt. A bécsi gyalogság két szakasza az érseki palotától a főtemplomig kettős sorban utczát nyitott s a koronázási ünnepély alatt mind a templomot, mind a város kapuit őrizte.” … „Miksa közönséges ruhájában jelent meg. Megérkezése után azonnal kamarásaival, a magyar országos főtisztviselők és előkelőkkel a templombejáratnál bal oldalon levő conclavéba vonult a hol az ország ékességei őriztettek. Itt Pethew János, magyar főkamarás, segédlete mellett felöltönyét levetette s hosszú carmoisin selyem talárt vett föl, melyet római királyivá való koronáztatásakor Frankfurtban viselt s fölébe a magyar koronázási palástot.”
„Átöltözködés után a menet conclavéből a főoltár felé a következő rendben indúlt meg. A menetet Keglevich Mátyás nyitotta meg kezében a bulgár országi zászlóval. Őt követte a Tersatzi gróf Frangepán a bosnyák, azután Kerecsényi László, gyulai kapitány a szerb, ruszkai Dobó István a szlavóniai, Bánffy László a horvát, Báthory Miklós a dalmát és Zay Ferencz kassai- és a tiszáninneni kerület főkapitánya, Magyarország zászlajával. A zászlósok után jött a horvát régi arany királyi pallossal Perényi Gábor; utána jövendő volt Erdődy Péter, horvát és szlavóniai bán, az apostoli kereszttel, de ezen főúr betegeskedése következtében (csak ez napon betegedett meg) az apostoli kereszt vitele elmaradt. Következett Zrínyi Miklós gróf az almával; utána a köszvényes sánta Báthory Endre a kristály golyóban végződő kormánypálczával (ezt köszvénye miatt emberei egy székben czipelték), majd a koros Batthyány Ferencz, a legelőkelőbb magyar mágnás, kit öregsége miatt szintén székben vittek, az ősrégi magyar koronával; ezeket követte egy sorban három hírnök, a középső a római, az oldalosók magyar és cseh királyi hadi öltönyben. Utánok következett Tahy Ferencz, magyar főlovászmester, a kivont királyi karddal, végre pedig Miksa király. Azon pillanattól fogva, hogy a bulgár zászló a concláveből kihozatott, mindaddig míg Miksa király a főoltár elé ért, a főbejárat jobb oldalán épült állványon levő trombitások és dobosok a lehető legnagyobb tevékenységet fejtették ki s harsonák hangja és dobpörgés zúgása töltötte be a templom belsejét. Az egri és erdélyi püspök a főtemplom szentélyének közepéig Miksa elébe ment, itt fogadták s a főoltárhoz vezették, hol az őt megelőzött országnagyok az ország ékességeit már letették volt.”
„Ezután az egri püspök az esztergomi érsekhez fordulván, a következő szavakat intézte hozzá: » Reverendissime pater! Postulat sancta mater ecclesia, ut praesentem serenissimum Romanorum et Bohemiae regem ad dignitatem regni Hungariae sublevetis. « Az érsek erre viszont kérdezé a szólót: » Scitis illum dignum et utilem esse ad hanc dignitatem? « mire az egri püspök visszafelelvén: » Et novimus et credidimus, eum esse dignum et utilem ecclesiae Dei ad regimen hujus regni «, az érsek hangosan elkiáltotta: » Deo gratias! «”

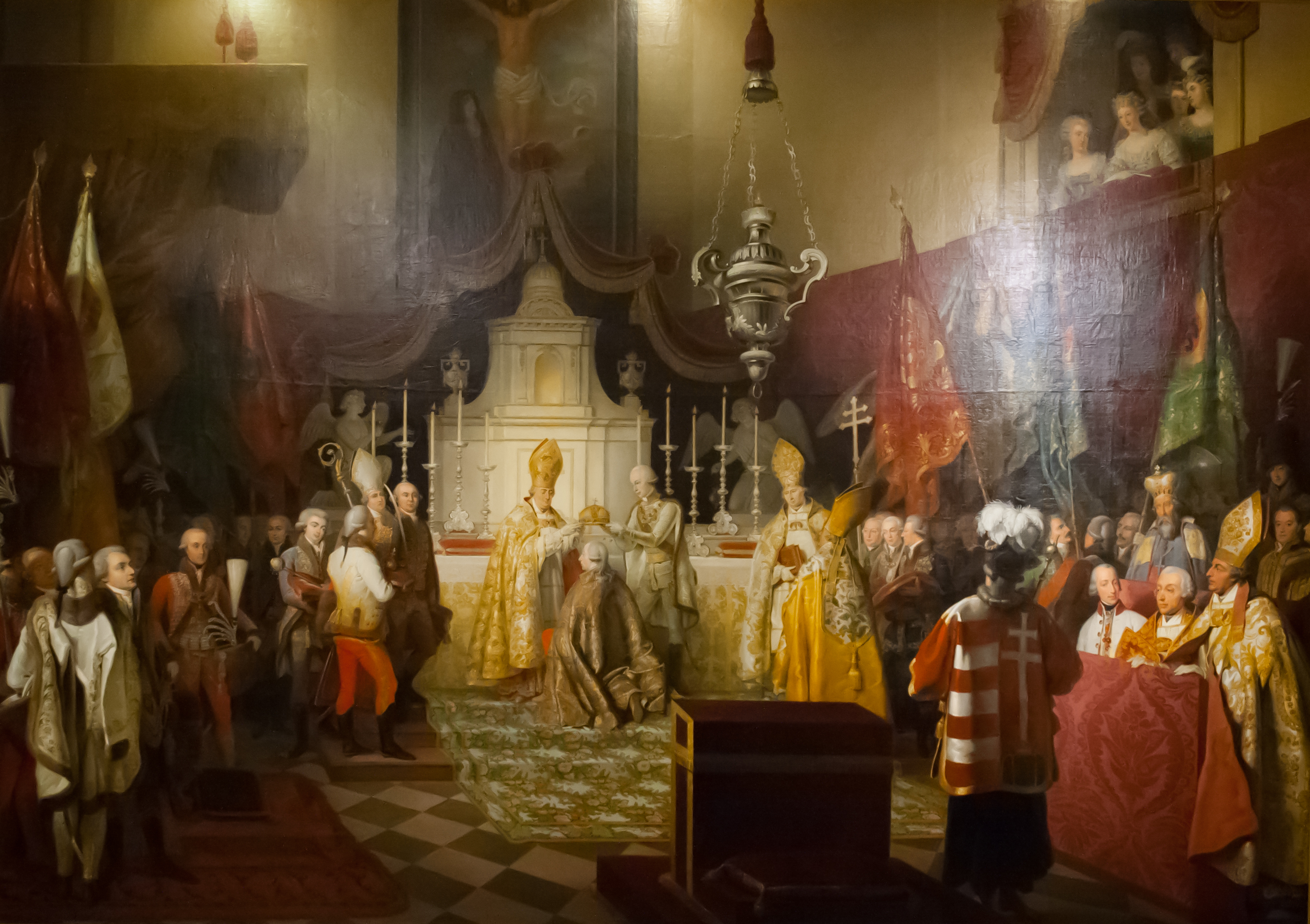
Budai koronázás (1823)

„Miksa erre az érseki széktől négy lépésre álló trónjához közeledvén, leült mire az érsek latin beszédet tartott, melyben Miksát inté, hogy az isten dicsőségét előmozdítsa, az igazságszolgáltatást szívén viselje, istenfélő legyen, az özvegyeket és árvákat oltalmazza s az ország főpapjait, a karokat és rendeket tiszteletben tartsa. Ezen beszéd után Miksa az érsekhez jött és az evangéliumra megesküdött, hogy: kész mindezt legjobb tehetsége szerint és erejéhez képest megtenni. Ennek végeztével Miksa trónjához visszament, a püspökök néhány imát elmondtak és a kar énekelt. Majd az érsek ősrégi szokás szerint Miksát Magyarország királyává ünnepélyesen fölkente, mire visszatért. Az érsek ennekutána kezét, melylyel a királyt fölkérte volt, megmosván, a misét megkezdte és a Graduale-ig folytatta. Ekkor az egri és erdélyi püspök, kik Miksa segédletében trónját körülállták, a királyt a főoltárhoz vezették, a hol az érsek az ország kardját az oltárról fölvéve, hüvelyéből kihúzatta s következő szavakkal Miksa jobb kezébe átadta: » Accipe gladium fortitudinis! « mire a kardot visszavevén, azt hüvelyébe dugta s a királyt övedzte vele, mondván: » Accingere gladio super foemur tuum, potentissime « stb. E szertartás végén Miksa fölkelt s a kardot kihúzván, azt magasra emelte, bal karján végig húzta s hüvelyébe vissza dugta.” … „az érsek fölvette az oltárról a koronát és a többi püspökök segítségével a királynak fejére tette, mondván: » Accipite coronam, quam « stb.”

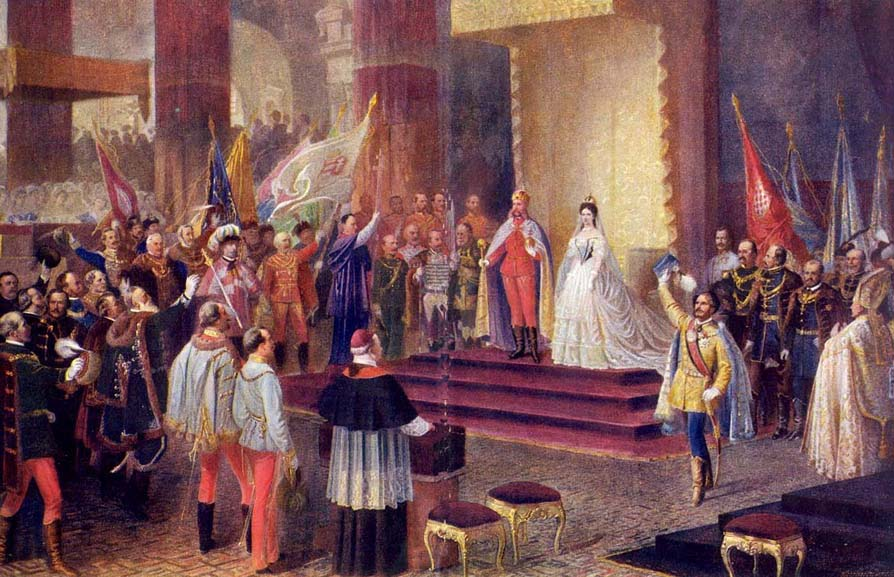
Budai koronázás (1867)

„Most fölemelkedett az ősz Batthyány Ferencz s két nemese által czipeltetve a főoltárhoz járulván, a magyar karok felé fordult s magyarul, hangosan s erős hangon kérdé háromszor: valjon kivánják-e Miksát megválasztatni, királyuknak ismerni és tisztelni? mire a sokaság ugyanannyiszor » Akarjuk « kiáltással felelt. Erre az érsek a királynak a kormánypálczát nyújtván, monda: » Accipe virgam virtutis! « végre az arany almát is átadta neki külön beszéddel. E szertartás után Miksa fölkelvén, a kardot leövedzte, Perényi Gábornak átadta, ki azt hüvelyben a távolabb álló nagyobb trónhoz vivé, a templomból való kimenetelkor pedig a királyi lakba szállítandó vala; Miksa pedig, a főoltár mögé lépvén, a kenetési szent olajat magáról letörülteté, minek megtörténte után valamennyi jelen volt magyar püspök a királyt nagyobb trónjához elkísérvén, az érsek megkezdte az igtatási beszédet ezen szavakkal: » Sta et retine « stb. Alig végzé be az érsek a beszédét, megzendült a karban a » Te Deum « s ezt valamennyi hangszer kiséretében végig énekelték. E közben a püspökök a királyi trónt körűl állták s a mint az ének elhangzott, az érsek a király fölött » fírmatur manus tua « szavakkal megkezdődő imát mondott, mire az oltárhoz visszatért és a misét az » Offertorium «-nál folytatta. Ekkor a misét félbeszakítva, székére ült, a király a magyar országnagyok kíséretében az oltárhoz közelített, ott 24 aranyat áldozott.”
„Tíz óra után vége volt a misének s ekkor Ferdinánd az ősz császár azonnal elhagyta a templomot s a prépost lakásába ment, a hol a reggeli várta … A menet a templomból azon rendben vonult ki, a mint a concláveból a főoltárhoz jött volt, csak a koronát nem vitték a király előtt, minthogy fején viselte, s az arany alma előtt közvetlenül, Forgách Ferencz, nagy-váradi püspök egy régi gömbölyű aranyozott mintegy tallér nagyságú pax-ot (béke-jelvényt) vitt. A királyt közvetlenül megelőzve ment két fivére Ferdinánd és Károly, utána nyomban a szalczburgi érsek és ez utóbbi baloldalán a boroszlói püspök lovagolt. Ősrégi szokás szerint a menet a ferenczrendiek templomába vonult. A főtemplomtól a ferenczrendiek zárdájáig elterülő út vörös posztóval volt beterítve, mely azután a népnek maradván darabokra szakittatott. Az ekkor támadt tolongásban sokan megsérültek. A ferenczrendiek templomában, közel a főoltárhoz magas állvány volt készítve. Az állványon arany s hasonló szövetekkel bevont mennyezet alatt hasonlag arany szövettel beterített szék állott készen a király számára. Ezen székhez érkezve Miksa király, nagyszámú érdemes magyar nemest, köztük első helyen Thuri Ferenczet lovaggá avatta föl.”

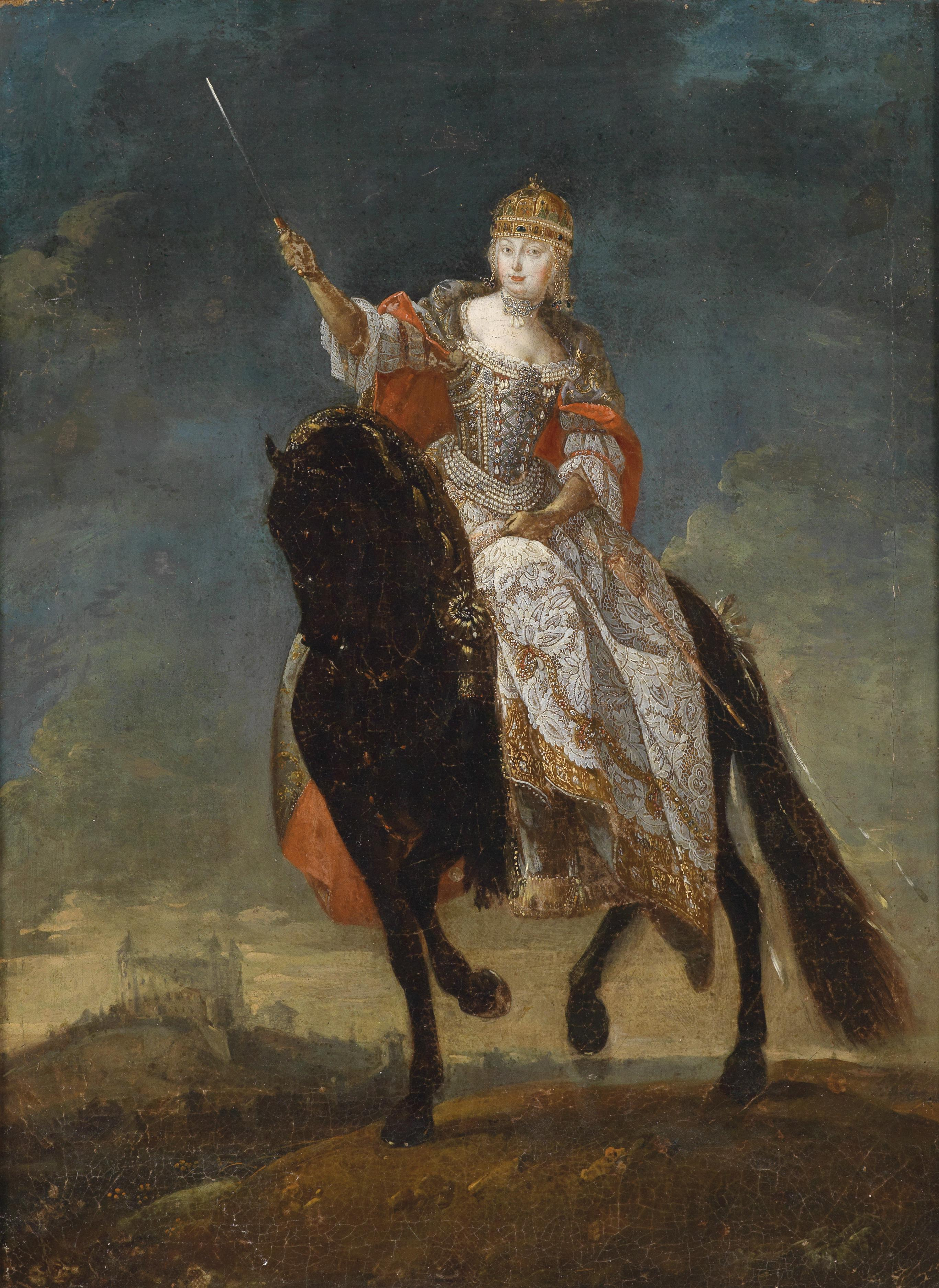
Mária Terézia kardcsapásai

„E szertartás végeztével a király, a főherczegek, fejedelmek, püspökök és mágnások lóra ültek s a menet a közeli Szt.-Mihály kapu felé tartott. Közel ehhez szinte magas állvány s hasonló trón várta az érkező királyt. … Magára az állványra csakis Miksa lépett, kísérve néhány herczeg és magyar mágnás által; a király kíséretének többi része és az országos tisztviselők lovon állták körül. Itt szólították föl a királyt a magyar püspökök, hogy az ünnepélyes esküt, melyet minden magyar király koronáztatása után azonnal köteles volt szabad ég alatt letenni, a nemzet előtt letegye, mi meg is történt és az esztergomi érsek által fölolvasott eskü mintát hangosan és érthető szavakkal utána mondta. Ez eskü által kötelezte magát a király az ország rendjeit szabadságaik és jogaikban megtartani, minden dicséretes és jóváhagyott szokásaikban megvédeni, őket nem bántalmazni, s mások által sem bántalmaztatni, s mindezt II. Endre király decretuma szerint, a mennyiben ez szokásos lenne. Továbbá megígérte, hogy az ország határait nagyobbítani fogja, s a mit belőle az ellenség elfoglalt, vagy másként veszendőbe ment, vissza fogja szerezni, a mennyiben ez lehető lesz és az Isten kegyelmét adja hozzá. Az eskü letétele után a magyar rendek örömrivalgással üdvözölték a királyt, kívánván neki szerencsét, győzelmet és hosszú életet.”
„A Duna fő és két mellék ágától képzett kis szigeten a székes-fehérvárihoz hasonló koronázási domb volt emelve, mely dombot a bécsi gyalogság egy másik osztálya körűlfogva a sokaság elől elzárt. Az eskü után Miksa király s kisérete – a bécsi gyalog csapat – ide vonult s a föherczegek, püspök és országnagyoktól környezve a dombra föllovagolván, amint felért, Perényi Gábor átnyujtá neki az ország pallosát hüvelyestől, a király e kardot hüvelyéből kihúzta, s míg lova ágaskodott, megtette a szokásos négy vágást. E mellett észrevették a jelenlevők, hogy az észak, nyugat és dél felé ejtett vágás alig észlelhető volt, míg ellenben, a kelet felé szóló erőteljesen s kihívó módon ejtetett. E jelenségből a rendek következtették, miszerint ő felségének elhatározott szándéka legisleginkább a fő ellenség, t. i. a kelet felől lakó török ellen, harczolni. E vágás tehát általános lelkesedést idézett elő s a rendek ismételten örömujjongással üdvözölték a királyt s több magyar hang kiáltotta: » Csak mielébb Buda felé! «”
„E tény fejezte be a koronázási szertartást s a menet eredeti rendben az érseki palota felé fordult, hová a király, fején a koronával bevonult. Visszamenetkor a király mögött némi távolságban királyi szolga lovagolt s ez a Szt – Mihály kaputól az érseki palotáig pénzt szórt a nép közé. Ez alatt zajban sem volt hiány, mert úgy az eskütétel, mind a koronázási dombon véghez vitt szertartás alatt a harsonák hangja és dobpergés folyton szólt; a bécsi gyalogság több ízben díszlövést tett s a végszertartásba még a várágyúk is beleszóltak.”

#### A „koronázat utáni lakodalom”[109]
„Miksa király kevéssel déli 12 óra előtt lakára érvén, magánál tartotta a két főherczeget, az esztergomi és szalczburgi érseket és a boroszlói püspököt ebédre, melynél magyarországi zászlósai s pedig az ebéd egész tartama alatt hivatásukot a következő rendben teljesítették:
Bánffy István, örökös főasztalnok, köszvénye daczára folyton a királyi asztal előtt állott, az asztalnokoktól az ételeket átvette s a király elé tálalta, sőt – a szükség úgy hozván magával – föl is vágta. Batthyány Kristóf, örökös főpohárnok helyett, Batthyány Boldizsár szolgált.
Minden egyes, a királyi asztalnak szánt eledel előtt Bánffy László, örökös főajtónálló, pálczával lépdelt és pedig a konyhától a terem ajtajáig egyedül, ezentúl pedig a királyi asztalig Desewffy János, örökös főudvarnokkal, ki szinte pálczát vitt s a főajtónálló jobb oldalára állt. Az eledel átnyújtása után a főajtónálló a konyhába, a főudvarnok pedig az, ajtóhoz visszatért s onnan a legközelebbi étek megérkezéséig nem távozott. Pethew János, főkamarás, csak a királyi öltözetre vigyázott s az ebéd alatt az asztalnál nyugodtan állott.
Azon nemes ifjak közül, kiket a legelőkelőbb mágnás és nemes családokból Miksa asztalnokokká kinevezett, a királyi ebédnél a következők szolgáltak föl: Homonnay Gáspár, Nádasdy Kristóf, Perényi János, Gáspár Miklós, Ungnad Kristóf, Balassa Boldizsár, két Czobor, Bód Gáspár, Zay Péter, Dobó Dömönkös, Homonnay Miklós, Tahy Boldizsár, három Révay, Bánffy Ferencz, Bidy Mihály, két Alapy, Forgách Imre, Kerecsényi Kristóf, Magochy Gáspár és Draskovich Gáspár. Ezek a szolgálatban akként váltakoztak, hogy mindig csak tizenkettő volt elfoglalva , s minthogy egy-egy eledel föltálalásánál négyen voltak, a szolgálat mindegyikét közülük kétszer érte az ebéd alatt. A legelőkelőbb mágnások számára a főkamarásnál két asztal teríttetett, s itt szintúgy mint a királyi ebédnél vígan folyt a lakmározás, nem egy pohár üríttetvén tapsvihar között az ősz király egészségére és a fiatal király üdvére.”

#### A királyné koronázása[110]
„Másnap, azaz: szeptember 9-én kora reggel a plébánia templomban megkoronáztatott Miksa neje magyar királynévá. Ismét az ősz Ferdinánd volt, ki első jelent meg a templomban , s csak utána jött Miksa nejével és nagy számú kísérettel, nejét a trónhoz kíséré, mely az előtte való napon számára szolgált , ő maga pedig apja mellé ült egy némileg alacsonyabb királyi székbe. A zászlók, kardok, kormánypálcza és arany alma elővitele ez alkalommal elmaradt, csak Báthory Endre egy, Miksa által készíttetett s az ő magán tulajdonát képező új, pompás koronát vitt s utána Batthyány Ferencz a királyné előtt vitte a magyar koronát. Mindkét mágnást ezúttal is emberei czipelték. A koronázási szertartás ez úttal sokkal gyorsabban folyt le, s a veszprémi püspök, nem pedig az esztergomi érsek, kente föl és koronázta a királynét. A magyar koronát vállára helyezték s a körülálló püspökök addig tartották itt, míg a veszprémi püspök a Miksa új koronáját a királyné fejére nem tette vala. Midőn a királyné székéhez visszatért, a magyar koronát előtte vitték s aztán jobb kéz felől letétetett, az új koronát pedig fején tartotta addig, míg a » Te Deum «-ot énekelték. A koronázási szertartás alatt a királyné trónját udvar hölgyei állották körül, kiket Magyarország legelőkelőbb hölgyei közül választott. Az egyházi szertartás végén legelső távozott a templomból a császár s Miksa csak utána indult meg a királynéval s összes kíséretével.”
„Erre következett az ebéd, melyben a királyné is részt vett s melyhez a tegnapi vendégeken kívül még számos más magyar előkelő is meghivatott. A társaság víg hangulatban volt, mely körülmény, gróf Zrínyi Miklóst arra indította, hogy Miksát fölszólítsa, hogy ősi szokás szerint egy nagy megaranyozott ezüst vederből, melyet három ember is alig bírt fölemelni, a magyar korona rendjeinek egészségére igyék. Miksa ezen kivánatnak tehetsége szerint eleget tőn s utána a jelenlevőknek legtöbbje, úgy hogy a vedret még többször is meg kelle tölteni.”

#### A koronázásokat követő események[111]
„Ez izgalmas két napot a nyugalom és pihenés napjai követték. A legközelebbi vasárnapon, t. i. september 12-én azonban máris lovagjáték tartatott.” … „A lovagjáték programmja a következő volt: Mindenekelőtt a nyílt pályán lándzsát kellett törni, ezután a vár” (a leírás szerint a nyílt mezőn két favárat építettek) „ostromlandó, majd a várban és körülötte tűzijáték lett volna rendezendő, a végén tánczmulatsággal. A pályára mindenkinek, leeresztett sisakrostélylyal, takaros lovon, apródjával együtt szabad bemenete volt; azonban jelentkeznie kellett a harczbiráknál, tetszése szerinti nevet megnevezni s bejelenteni, hogy az a szándéka, miszerint a vezérszereplők által a vár előtt kemény fogságban tartott szűz megszabadításában részt vegyen. Erre a sorompókba bocsáttatott s a vezérszereplők egyikével meg kellett vívnia. Ha sikerült az utóbbit legyőznie, akkor meg volt neki engedve a várba menni s a szüzet fogva tartó ezüst lánczok egyikét leoldani; a harczbírák nevét feljegyezték s neki a következő táncznál érdeme szerint való tánczosnőt szereztek. A mennyiben pedig a jövevény győzetett meg a vezérszereplők által, ez esetben gyengesége büntetéséül szeretőjének ajándékát, melyet jövetelekor sisakján, vagy mellvértjén kellett viselnie, köteles volt a vár előtt levő kupolára fölakasztani. A császár és királyi pár számára külön faállvány tartatott készen szőnyegekkel betakarva s pompásan kiékesítve. Ez állványon a császár, a királyi pár s kivülök még a szalczburgi érsek, a pármai herczeg és számos udvari hölgy foglalt helyet és a lovagjátékot elejétől végig nézte. A jövevény lovagok sormenete annál szebb volt, mert abban Ferdinánd és Károly főherczeg, sok cseh gavallér és számtalan magyar mágnás is részt vett, kik mindvalamennyien kiséretöket, apródjaikat, szolgáikat s trombitásaikat a legfényesebben kicziczomáztak. A lovagjáték végéhez közelített s épen a várat kezdték ostromolni, a midőn ez örömünnep váratlanul borzasztó s irtóztató módon zavartatott meg, mely két győri német és a bécsi fegyvertár egyik olasz tűzjátékosa között támadt szóváltásból eredt. A haragos olasz dühében a röppentyűkhez rohant s nem csak idő előtt, de rossz helyen is, s azon pillanatban gyújtá meg, a midőn a vár felső emeletei, bástyái és tornyai néppel telve voltak, kiktek már inteni sem lehetett. A szűznek öltözött ifjú, látva a veszélyt, magáról lerázta a lánczokat, még idejekorán elmenekült. A meggyulladt röppentyűk a többi tűzijátékot is lángba borították, mire az összes készület, füstbe borulva, recsegés és ropogással, lövöldözéssel vegyest lángtengerbe merült, úgy hogy nemcsak pokoli zaj támadt, hanem a királyi állvány nézői is, bár meglehetős távolban voltak a szerencsétlenség színhelyétől, füst és forróság miatt nagy veszélyben forogtak.
Borzasztó látványt nyújtott a nézőknek maga a vár, melyben a legnagyobb zavar uralkodott, mert kiki csak önnön magával volt elfoglalva s embertársára való tekintet nélkül keresett menedéket. A. középső torony tetejéről nagy számú népség bukott le a lángokba; nagyobb része a lángokban lelte halálát, mások, roppant fájdalmakat szenvedve, a legközelebbi két nap alatt haltak meg; sokan hosszabb ideig feküdtek betegen; ezeket a király ápoltatta s orvosi segélyben részesítette. Nem a lépcsőkön és a vár kijárásainál uralkodó tolongásban veszetik oda. A veszedelmet fokozta még azon körülmény, hogy a vár alsó, fából épült részében több puskaporos hordó volt elhelyezve, attól lehetett tartani, hogy maga a császár a királylyal, királynéval s kiséretökkel, kik még mindig nem hagyhatták el az állványt, veszélyesen megsérülhetnek, ha a tűz a puskaporos hordókhoz fér s ezeket fellobbanását okozná. Ezen veszélyt gróf Zrínyi Miklósnak sikerült elhárítani; megparancsolta hajdúinak, kiket mint testőreit magával hozott, hogy a puskaporos hordókat az égő épületből távolítsák el. Ezek megvetve a halált, a lángokba rohantak, s föladatuknak fényesen megfeleltek. A megégettek között volt a két győri német, az olasz tűzjátékossal, kik veszekedésökkel a szerencsétlenséget okozták, s a bécsi fegyvertár több hajós legénye. Nagyon természetesnek találjuk, hogy ezen előzmények után a tervezett tánczvigalom elmaradt.”
„September 13. Ferdinánd főherczeg, lóversenyt rendeztetett. Főszerepet vitt ezen maga a főherczeg és Teafel Endre lovászmestere; mint olyanok álarczczal s pompás öltözetben jelentek meg. Valamennyi résztvevő álarczban, leeresztett sisakrostélylyal, zenekarok által kísértetve jelent meg; köztük volt Károly főherczeg, ki arab öltözetben jött, kísérőivel és zenekarával. Miksa királyt, ki az utolsók között érkezett, a pármai herczeg, a cseh országos tisztviselők, Pernstain ura, Zrínyi Miklós s több magyar mágnás huszáröltözetben kisérte s magyar ősi szokás szerint szinte részt vettek a lóversenyben. A császár is és a királyné udvar hölgyeivel mindvégig figyelemmel kisérték ezen játékot. A győztesek számára kiállított nyeremények arany és ezüst tárgyakból, 10 —100 tallér értékben állottak. Értékesebb nyereményt nem volt szabad osztogatni s mindazonáltal egyetlenegy aranyműves 3000 tallért vett be az ezen lóversenyhez eladott nyereménytárgyakért. A lóverseny megnyitását megelőzőleg Ferdinánd főherczeg a pályatér közelében sátrakat üttetett s ötven személyre való asztalt teríttetett. Ide hívta meg reggelire a legelőkelőbb magyar, német és cseh mágnásokat. A magyarokat az asztal egyik oldalára, a másikra átellenökben a cseheket és németeket, kikit rangja szerint ültetvén. Estve bankettet adott s ezt ismét tánczvigalom követte. Ezután bárom nappal, t. i. september 16-án ismét Károly főberczeg rendezett lovagjátékot, melyben a vezérszerepet ő és Auersperg, császári lovászmester vitte. Résztvevőkben ekkor sem volt hiány. A nézők állványán ismét megjelent a császár, a királyi pár, azután a pármai berezeg és nagy számú udvari hölgy. Ugyanaz nap este Károly főherczegnél estély, utána tánczvigalom volt. Egyúttal Ferdinánd főherczeg és a szalczburgi érseknél búcsu-estély volt s ez a koronázási ünnepélyek sorát befejezte.”

## További Habsburg-házi koronázások

### Rudolf(Habsburg-ház) 1576. okt. 12.–1608.
Hasonlóképpen, még apja életében, 1572 szeptember 25-én koronázták magyar királlyá Miksa fiát, Rudolfot. A rendeknek itt sem sok szerep jutott. A szertartás a római szertartáskönyv, a Pontificale Romanum szerint zajlott. A Pontificale Romanumba később felvett arlesi ordót követték, az új szabályzat szerint az országalma átadása már nem történik meg, ezt csak a koronázási menetben viszik a király előtt. A koronázás egyébként teljesen az 1563. évinek megfelelően folyt le, melynek végén a király és kísérete visszatért a prímási palotába a király szálláshelyére. A díszlakomán a király elé az asztalra helyezték a Szent Koronát, a jogart és az országalmát pedig a király hálószobájába vitték. A királyi asztalnál egyetlen magyar, Verancsics Antal prímás kapott helyet.

### II. Mátyás(Habsburg-ház) 1608. nov. 19.–1619. márc. 20.
Rudolfot elmebaja miatt 1608-ban lemondatták. Utódjának, II. Mátyás magyar királynak a megkoronázásról részletesebb leírások maradtak fenn. Az ő trónra lépésében erősebb szerepe volt a választásnak, a magyar nagyurak erős politikai – és katonai – támogatást nyújtottak számára a testvérével szemben.
A koronát Rudolf Prágában őriztette, Prágából Mátyás hozatta vissza Pozsonyba. Pozsony kapujánál Mátyást a magisztrátus fogadta a város kulcsaival, amelyet három század gyalogság kísért szép felszerelésben. II. Mátyásnak az 1608. november 19-i pozsonyi koronázásra készült hitlevele a szokásost meghaladó ígéreteket is tartalmazott, például megtiltotta a jezsuiták ingatlanszerzését az országban. A rendek szerepét erősítette, hogy ezúttal nem nádorhelyettes, hanem Illésházy István nádor vett részt a szertartáson, amelyen még két jeles magyar történetíró is részt vett: Istvánffy Miklós nádori ítélőmester a határon üdvözölte az uralkodót a rendi küldöttség élén, a koronázó esztergomi bíboros pedig Forgách Ferenc volt. II. Mátyás koronázásáról Jesseni János ajánlatával egy 29 lap terjedelmű részletes leírás maradt fenn.

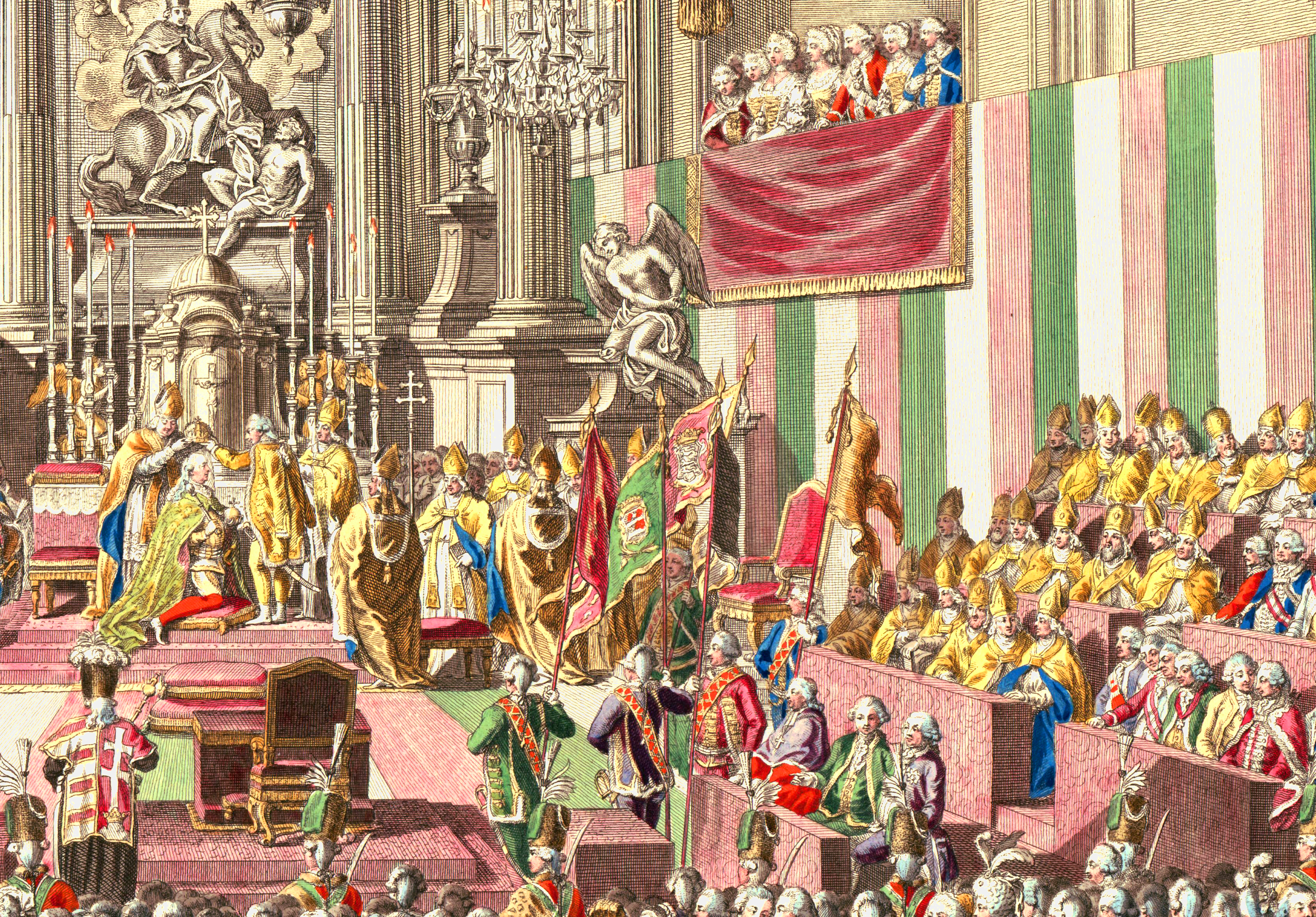
II. Lipót koronázása Pozsonyban 1790-ben, a falakat díszítő drapéria az ősi magyar nemzeti színekben pompázik

A magyar nemzeti színek először itt jelentek meg koronázáskor: a két templom közötti útra padozat került, amit piros, fehér és zöld posztóval vontak be.
A koronázási menetből ezúttal is pénzt szórtak a tömegbe a régi szokás szerint, és ez kisebb zavargásokhoz vezetett. Két gárdistát is lerántották lováról, elvették fegyvereiket, ezekkel küzdöttek az aranypénzekért. Néhány embernek az ujját is levágták. A négy királyi kardvágás után a nemesifjak is bajvívásba kezdtek, alig bírták szétválasztani őket. A nép számára 14 ökröt sütöttek meg és 106 itce bort mértek ki. Hadijátékok, tűzijáték követték egymást, a Dunán még vízi csatát is bemutattak. A lakomán a király asztalánál helyet kapott a magyar prímáson kívül a protestáns Illésházy István nádor is. A magyar nemesség tízezer lovassal és gyalogossal táborozott teljes hadifelszerelésben Pozsony körül, ez volt az első koronázás, ahol köznemesek is szerepet kaptak.

### II. Ferdinánd(Habsburg-ház) 1619. márc. 20.–1637. febr. 15.
II. Mátyásnak nem volt fia. Utódja a trónon unokaöccse, II. Ferdinánd lett. Pozsonyi koronázása 1618. július 1-én a korábbiakhoz hasonlóan, de nagyobb rendben ment végbe. A koronázó érsek Pázmány Péter, a nádor Forgách Zsigmond volt. A koronázáson részt vett a Szent Korona első történetírója, Révay Péter koronaőr is.

### III. Ferdinánd(Habsburg-ház) 1637. febr. 15.–1657. ápr. 2.
1625. december 8-i koronázása abban tért el a korábbiaktól, hogy kivételesen Sopronban tartották, mert Pozsonyban pestisjárvány dúlt. Ferdinánd osztrák seregével érketett a város előtti mezőre, a Szent Mihály kapuig osztrák gyalogság, a soproni polgárság és a magyar katonaság állt sorfalat. A koronázásra a ferenciek templomában került sor, a szertartás a pozsonyi koronázásoknak megfelelő rendben folyt le. Kivételt csak az aranysarkantyús lovagok avatása jelentett, mely ebben az esetben szintén a koronázási templomban történt II. Ferdinánd császár és a császárné jelenlétében. Az esküt III. Ferdinánd a szabad ég alatt tette le, a két érsek a nádor a kancellár és a kamarásmester kíséretében. A király több, de később gyorsan elhalálozott feleségét már Pozsonyban koronázták meg. Fiát, IV. Ferdinándot még az ő életében, 1647. junius 17-én magyar királlyá koronázták, de hamarosan himlőben meghalt. IV. Ferdinánd pozsonyi koronázására Győr várából kellett a Szent Koronát Pozsonyba szállítani, amit a magyar nagyurak a legnagyobb gondosággal, negyvenhat hintó és ötszáz lovas kísérete mellett vittek végbe.

### I. Lipót(Habsburg-ház) 1657. ápr. 2.–1705. máj. 5.
1655. junius 27-én IV. Ferdinánd 15 éves öccsét, Lipótot is királlyá koronázták, mindenben a kialakult gyakorlatot követve. A kortársak feljegyeztek egy anekdotát, miszerint a budai pasa a koronázás kifigurázása gyanánt ágyba feküdt, sebészt hivatott, mondván, hogy megsebezte a fejét a 15 éves Lipót pozsonyi kardcsapása. A történet azért érdekes, mert végül is I. Lipót hosszú uralkodása (1657–1705) alatt űzték ki a törököket Budáról és majdnem egész Magyarországról.

### I. József(Habsburg-ház) 1705. máj. 5.–1711. ápr. 17.
Épp a törökök kiűzése adta meg az ürügyet a már amúgy is csak formális királyválasztás megszüntetésére. Az 1687-es országgyűlés elfogadta a trónöröklés új szabályait, első helyen a Habsburgok osztrák, második helyen a spanyol ág fiúutódai következtek. December 9-én – az országgyűlés ellenvetései ellenére – Pozsonyban megkoronázták az akkor 8 éves I. Józsefet magyar királynak. Az ellenvetések feloldására Buonvisi bíboros pápai nuncius megbérmálta a gyermeket és így nagykorúvá tette, hogy érvényes esküt tehessen, apja pedig aranygyapjas lovaggá avatta, hogy ő is avathasson lovagokat a koronázás során. A szokásos kardvágásokat nem lóháton, hanem gyalogosan tette meg a „nagykorú” király. A koronázási szertartásból kimaradt a szabad ég alatt teendő világi eskü, ezen a koronázáson hangzott fel utoljára a magyar nyelven feltett hagyományos három kérdés is a rendek akaratnyílvánítására vonatkozóan.

### III. Károly(Habsburg-ház) 1711. ápr. 17.–1740. okt. 20.
A Rákóczi-szabadságharc után III. Károlyt 1712. május 22-i koronázása nagyrészt az előző koronázás szerinti rendben zajlott. A koronázást Keresztély Ágost szász herceg, esztergomi érsek végezte. A katonai díszszemlétől „eltekintettek”, hiszen az a szabadságharc leverése után nem sokkal veszélyeket is hordozhatott magában. A felavatandó aranysarkantyús vitézeket pedig diplomatikus módon nem katonák, hanem hivatalnokok, tisztségviselők közül választották ki, hiszen a katonák a nemrég befejeződött harcok egyik vagy másik oldalán exponálták magukat.

### Mária Terézia(Habsburg-ház) 1740. okt. 20.–1780. nov. 29.
III. Károlynak nem született fia, így a királyválasztás joga visszaszállt a magyar rendekre. A magyar országgyűlés azonban elfogadta a Pragmatica Sanctio néven ismert örökösödési törvényt, ami biztosította Mária Terézia számára a trónra lépést. Az 1741. június 25-i koronázás részleteit az udvar és az országgyűlés nagy egyetértésben dolgozta ki, a koronázási hitlevélbe bekerült a Pragmatica Sanctio is. A koronázást Esterházy Imre prímás végezte, a Szent Koronát a prímás a többi püspök és a nádor Pálffy János közreműködésével tette a királynő fejére. A királynőt férfiuralkodókra szabott formulával éljenezték meg: „Vivat domina rex noster”. Mária Terézia is fellovagolt a koronázási dombra és megtette a kardcsapásokat a négy égtáj felé.
Mária Terézia fia, II. József nem koronáztatta meg magát, mert nagyszabású reformterveiről nem akart egyezkedni a magyar rendekkel a koronázási eskü és a hitlevél révén, sőt a koronát is átszállíttatta Pozsonyból Bécsbe.

### II. Lipót(Habsburg–Lotaringiai-ház) 1790. febr. 20.–1792. márc. 1.

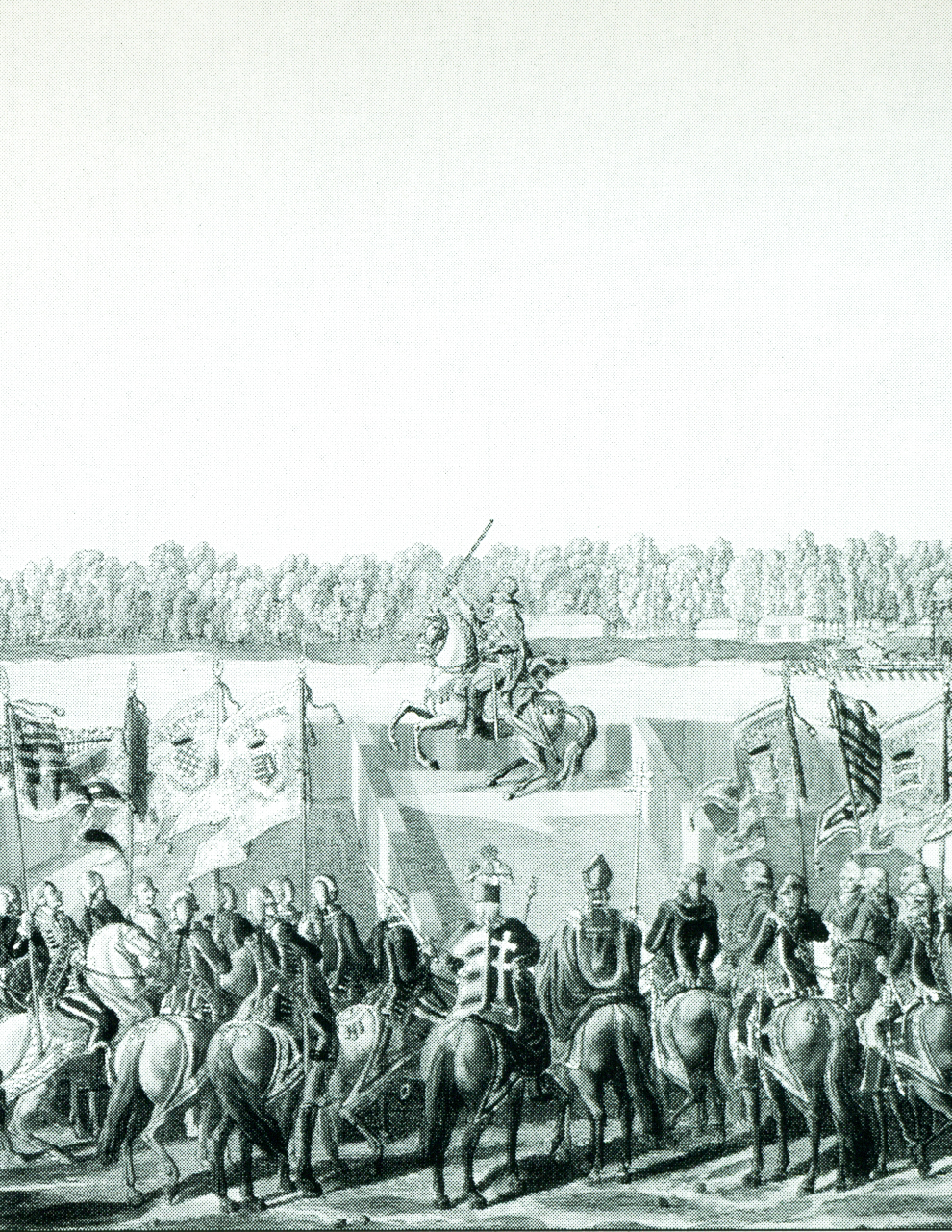
II. Lipót a koronázási emelvényen

II. József reformjainak kudarcát követően, halála előtt, engedélyezte a korona Budára szállítását. Ez nagy nemzeti felbuzdulást eredményezett, a következő uralkodó, II. Lipót megkoronázása kapcsán a rendi alkotmány megerősítését is sikerült elérni. A koronázás a magyarok kérése ellenére mégsem Budán történt, arra 1790. november 15-én Pozsonyban került sor. Decsy Sámuel feljegyzései szerint azonban a koronázás olyan volt, „melynél vígabbat és fényesebbet ritkán ért a magyar nemzet”. A külsőségekben és a szertartások szabályozásában kisebb eltérések tapasztalhatók. Lipót pozsonyi szállására vonulását külön ordóban írták elő, amit Pállfy Lipót gróf főajtónálló mester adott ki. A bécsi császári főudvarmesteri hivatal direktóriuma szabályozta az országba és Pozsony városába való bevonulást. A király és a királyi család férfi tagjai magyar huszártábornoki egyenruhában jelentek meg, II. József ugyanis az udvarban is bevezette a katonai egyenruha használatát. A koronázó nádor Sándor Lipót főherceg, ugyancsak Habsburg, a prímás Batthyány József volt. Ezután három napra közszemlére tették a koronát a pozsonyi várban.

### I. Ferenc(Habsburg–Lotaringiai-ház) 1792. márc. 1.–1835. márc. 2.
1792. június 6-án történt először Budán a koronázás, I. Ferenc esetében. Az első budai koronázásról József nádor naplójából maradtak fenn részletek. Az országgyűlés deputációja Pilisvörösvárig ment a király elé. Az udvar kora reggel hét órakor lovon vonult a koronázás helyszínére, a franciskánusok templomába. A koronázás a pozsonyi koronázásoknak megfelelően történt, de provinciális színezettel. Hiányoznak a külföldi vendégek, csak az udvari miniszterek jöttek le Bécsből. A Te Deum, az ágyuk és a puskák sortüze zárja le a budai koronázás egyházi részét is. A mise után a lovagokat egy másik templomban avatták, innen lovon mentek a világi koronázási eskü nem beazonosítható helyszínére. A koronázási menetből Ürményi József a magyar királyi kamara elnöke szórt pénzt a nép közé. A szimbolikus kardcsapásokra az e célra emelt „királydombról” a Széna téren került sor – a helyszín beazonosítása egy korabeli metszet alapján történt. A királyi lakomára a várban került sor, este nagy fogadás volt, az udvar megnézte az óbudai kivilágítást is mely a leirás szerint igen szép volt.

### V. Ferdinánd(Habsburg–Lotaringiai-ház) 1835. márc. 2.–1848. dec. 2.
Megkoronázására még apja életében, 1830. szeptember 27-én került sor, ezúttal utoljára Pozsonyban, különleges esemény nélkül.

### Ferenc József(Habsburg–Lotaringiai-ház) 1848. dec. 2.–1916. nov. 21.

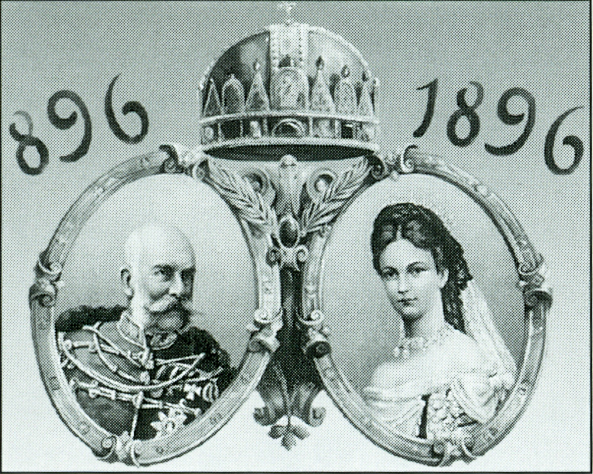
Ferenc József és Erzsébet királyné egy millenniumi emléklapon

V. Ferdinánd is gyengeelméjűnek bizonyult, ezért helyébe 1848-ban, a magyar szabadságharc idején I. Ferenc József lépett. Megkoronázására azonban csak 19 év múlva, a kiegyezést követően kerülhetett sor. Ekkor azonban már nagy változások történtek, amikről első ízben részletes híradások is fennmaradtak. Politikailag a legfontosabb az volt, hogy az első ízben magyarul kiállított koronázási hitlevél első cikkelye kimondta Magyarországnak és társországainak törvényes függetlenségét.
A koronázásra 1867. június 8-án került sor Budán és Pesten. Erre az alkalomra – nádor hiányában – nádor-helyettest választottak Andrássy Gyula miniszterelnök személyében. A Lánchidat az ünnepség céljaira lezárták. Hajnalban ágyúk díszlövései ébresztették a lakosságot. Az országgyűlés tagjai díszmagyarban érkeztek a budavári Mátyás-templomhoz. Ferenc József 7 órakor jelent ott meg lóháton, magyar tábornagyi egyenruhában. A főbejáratnál a prímás fogadta. A királyi főlovászmester tartotta előtte az ország kivont kardját. Erzsébet királyné Mária Terézia díszhintaján érkezett. A történelmi Magyarország és a csatolt országok, tartományok zászlóit főurak tartották.
A szertartás során a királyt felkenték, ráadták a koronázási palástot, felövezték az ország kardjával, amivel a templom belseje felé három vágást tett az ország elfoglalásának jeléül. Kint díszsortűz hangzott fel, ekkor helyezték a király fejére a Szent Koronát. Jobb kezébe adták a jogart, baljába az országalmát.
A király kérésére sor került Erzsébet megkoronázásra is. Őt is felkenték, és vállához érintették a Szent Koronát (a fején saját „házi”, gyémántos koronája volt). Kezébe adták a jogart és az országalmát, majd visszavezették férje mellé a trónushoz.
A mise után Ferenc József, fején a magyar koronával, átvonult a helyőrségi templomba az aranysarkantyús lovagok avatására. Az avatás befejezése után Ferenc József lóra ült, és a Lánchídon keresztül Pestre, a Belvárosi plébániatemplom elé lovagolt. A templom előtti emelvényen Andrássy Gyula átnyújtotta Ferenc Józsefnek az úgynevezett világi eskü szövegét, amit az uralkodó fennhangon elismételt az érsek után: „Magyarország és társországai jogait, alkotmányát, törvényes függetlenségét sértetlenül fenntartandjuk.”
Az eskü színhelyéül szolgáló tér ekkor kapta az Eskü tér nevet. A király ezután, fején a koronával tovább lovagolt, és a Lánchídnál levő téren az ország akkori 72 megyéjének földjéből összehordott dombra kaptatott, és itt tette meg a négy kardcsapást a négy világtáj irányába. Ezután a menet a Lánchídon át visszavonult a Várba, s a királyi palotában sor került a koronázási ebédre.
Az uralkodó amnesztiában részesítette azokat, akiket a szabadságharcban való részvételükért ítéltek el, s ő is és felesége is felajánlotta a honvédözvegyek és árvák javára azt az 50 000–50 000 forintot, amelyet az országgyűlés koronázási ajándékként szavazott meg számukra.

## Az utolsó magyar királykoronázás

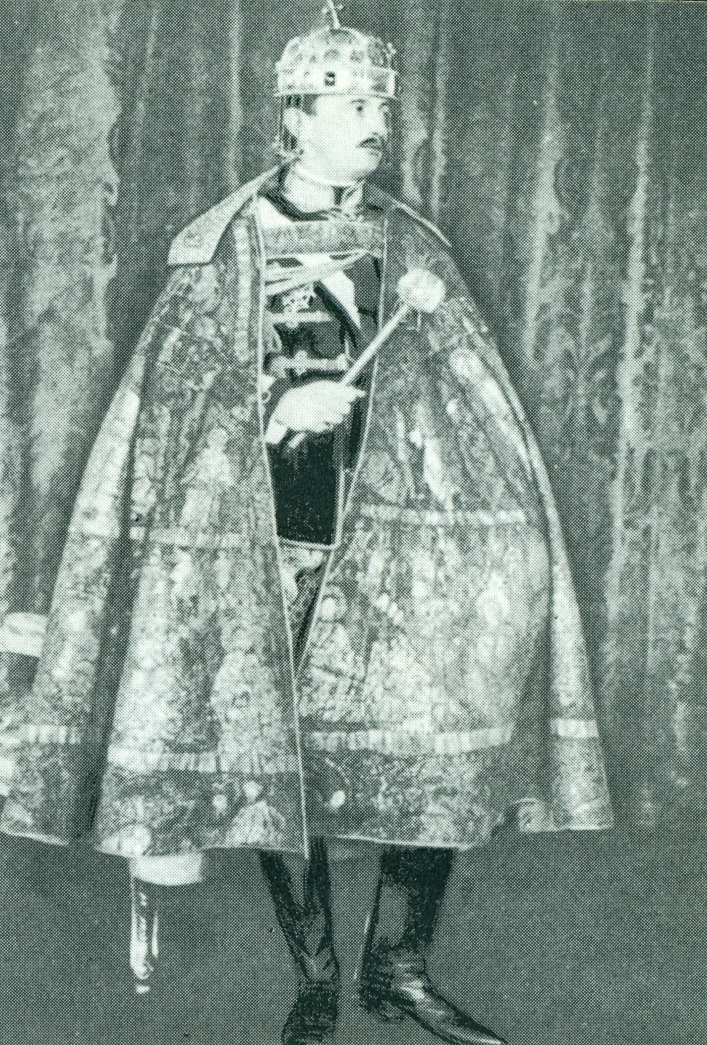
IV. Károly, az utolsó magyar király a koronázási öltözetben

### IV. Károly(Habsburg–Lotaringiai-ház) 1916. nov. 21.–1918. nov. 11.
Az utolsó magyar királyi koronázásra, IV. Károlyéra 1916. december 30-án került sor. A szertartás, a felkenés, különösen az első világháború közepette, ekkoriban már sokak számára elavultnak tűnt. Az ellenvéleményeknek azonban nemigen lehetett hangot adni: a Népszava, a Magyarországi Szociáldemokrata Párt lapjának címoldaláról a cenzúra törölte is a koronázással kapcsolatos cikket.
A közvélemény nagy része békét várt az új uralkodótól, különösen, hogy Ferenc József halála után a központi hatalmak békeajánlatot tettek. Sokan úgy tudták, hogy az új uralkodó nem szívelte a rendkívül népszerűtlen Tisza Istvánt sem. A miniszterelnök azonban sürgette a koronázást, mert attól tartott, hogy Károly a monarchia trialista (osztrák-magyar-cseh monarchia) átszervezésére törekszik, és ennek akarta a ceremóniával elejét venni. Tisza azt is elérte, hogy nádor-helyettesként ő tehesse a király fejére a koronát. A király viszont politikai fricskát adott neki, amikor elfogadta a Tisza által korábban ízléstelennek minősített javaslatot, és a Gotterhalte helyett hajlandó volt a magyar himnuszt szerepeltetni a szertartáson.
A szertartás a háború és a téli körülmények miatt az előzőnél szerényebb volt; 1916. december 30-án hajnalban, az országgyűlés két házának együttes ülésévei kezdődött, majd a képviselők átvonultak a Mátyás-templomba. A királyi pár nyolclovas hintón érkezett, Tisza István lovon. A magyar himnusz hangjai mellett vonultak be a templomba. A hercegprímás jobb karján felkente a királyt, aztán a vállára tették a koronázó palástot. Megkapta a kardot, megtette az oltár előtt a vágásokat. A koronát a hercegprímás és Tisza István tették a fejére, kezébe adták a koronázási jelvényeket. Ezután Károly helyet foglalt a trónon. Tisza a templom közepén felkiáltott: „Éljen a király!” Ezután Zita királyné koronázása következett. A templomi szertartás befejeztével Károly, koronával a fején, a Szentháromság térre vonult, ott mondta el az esküt.
A koronázási dombot Magyarország 63 megyéjének földjéből a Szent György téren emelték, itt került sor a négy kardcsapásra. A király a koronázási ebéd után, még aznap este visszautazott Bécsbe. A szertartást követően most is három napra kitették
közszemlére a Mátyás-templomban a koronát. A régebben szokásos népünnepély helyett a háborús körülmények miatt tábori konyhákon ingyen ebédet főztek a főváros szegényeinek.
A koronázás után ez alkalommal is elterjedt, hogy Károly fején megbillent a fejék, amit rossz előjelnek tartottak. Ezúttal már fényképeken is jól látható volt, hogy a korona nagyobb a király fejénél – azt ő is, mint elődei, a koronába egy kalapos által beépített betéttel viselte.